# Enceinte de Philippe Auguste
Pour un article plus général, voir Enceintes de Paris.

Les limites de Paris du IVe siècle à 2015.
Enceinte gallo-romaine
Première enceinte médiévale
Enceinte de Philippe Auguste
Enceinte de Charles V
Enceinte de Louis XIII
Mur des Fermiers généraux
Enceinte de Thiers
Aujourd'hui

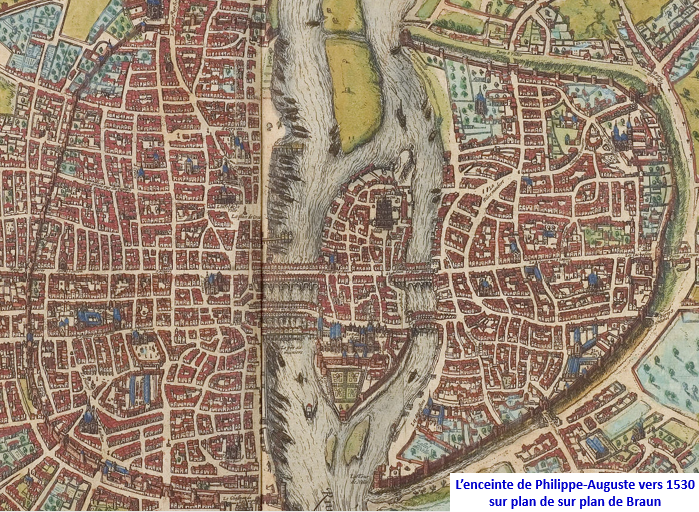
Enceinte de Philippe-Auguste vers 1530 sur le plan de Braun.

L’enceinte de Philippe Auguste est un système de fortification urbaine construit à Paris, à partir de la fin du XIIe siècle. Cette deuxième enceinte médiévale est la plus ancienne dont on connaisse le tracé avec précision,,.
Très partiellement intégrée dans les constructions ultérieures, cette enceinte a laissé plus de vestiges que les fortifications suivantes, notamment l'enceinte de Charles V et l'enceinte des Fossés Jaunes remplacés par les grands boulevards après 1670, le mur des Fermiers Généraux et l'enceinte de Thiers également à l'origine de ceintures de boulevards au XIXe siècle et au XXe siècle.
Son empreinte sur le plan de Paris, moins visible, n'en est pas moins importante :
- en rive droite, par l'ouverture de rues adossées au rempart à partir desquelles s'est développée l'urbanisation des quartiers centraux de la rive droite au Moyen Âge, ce que révèle l'orientation du réseau, en biais de la rue Jean-Jacques-Rousseau et voies parallèles, par rapport à la rue Saint-Honoré, s'infléchissant de la rue Tiquetonne à la rue des Francs-Bourgeois, puis perpendiculaire à la Seine, rue des Jardins-Saint-Paul où l'ancienne muraille est visible.
- en rive gauche, par les rues tracées sur ses anciens fossés, notamment la rue des Fossés-Saint-Bernard, la rue des Fossés-Saint-Jacques et la rue Monsieur-le-Prince, ancienne rue des Fossés Monsieur le Prince.

## Historique

### Contexte

#### Protection militaire
La construction de l'enceinte se place dans le contexte des luttes entre Philippe Auguste et la dynastie anglaise des Plantagenêt. Afin de prémunir Paris d'éventuelles attaques, notamment venues du Nord et de l'Ouest, le roi de France, avant de partir pour la troisième croisade, ordonne la construction d'une muraille de pierre afin de protéger la capitale en son absence.
La muraille était cependant dépourvue de fossé extérieur, les voiries de Paris étant situées à proximité.

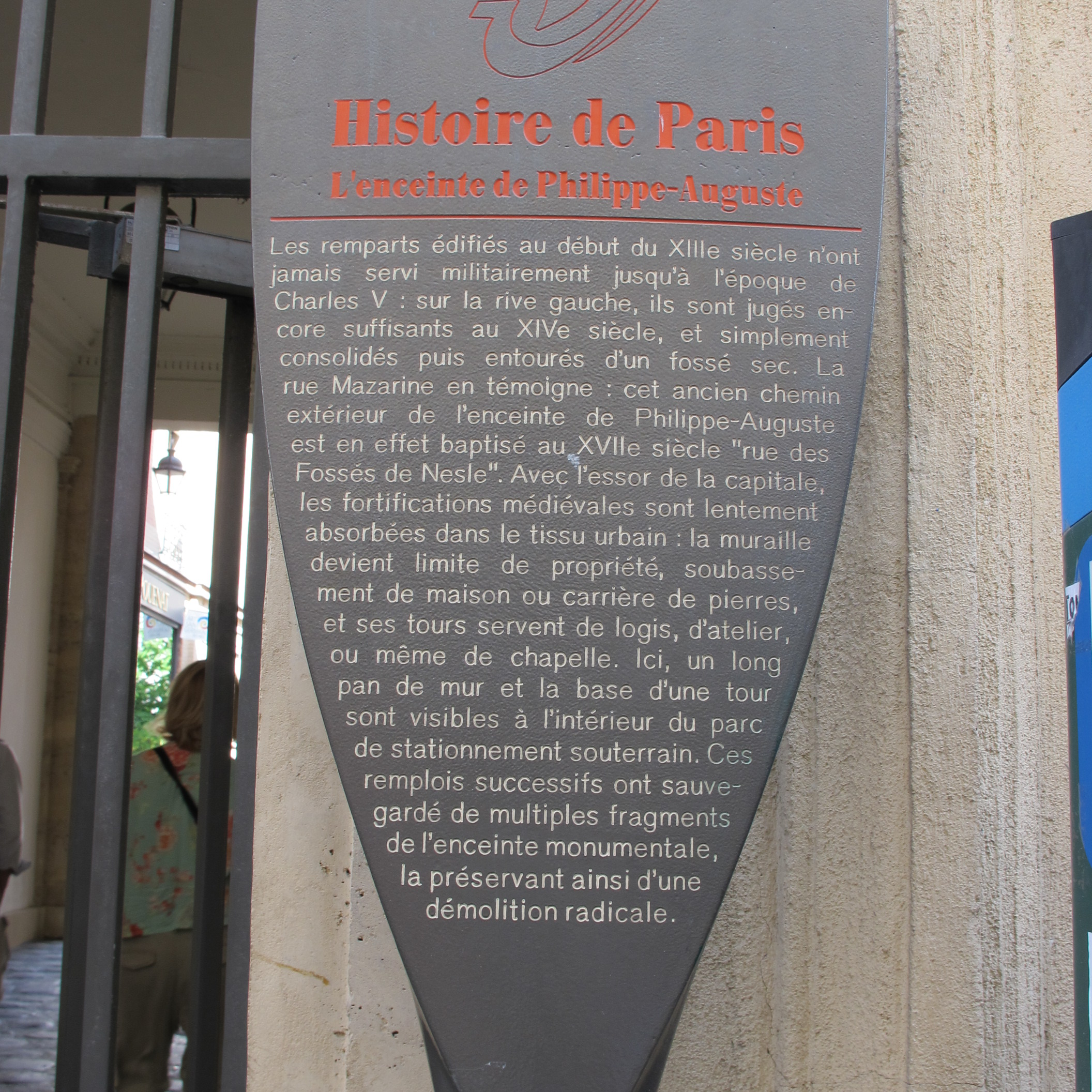
Panneau Histoire de Paris « Enceinte de Philippe Auguste » du passage Dauphine.
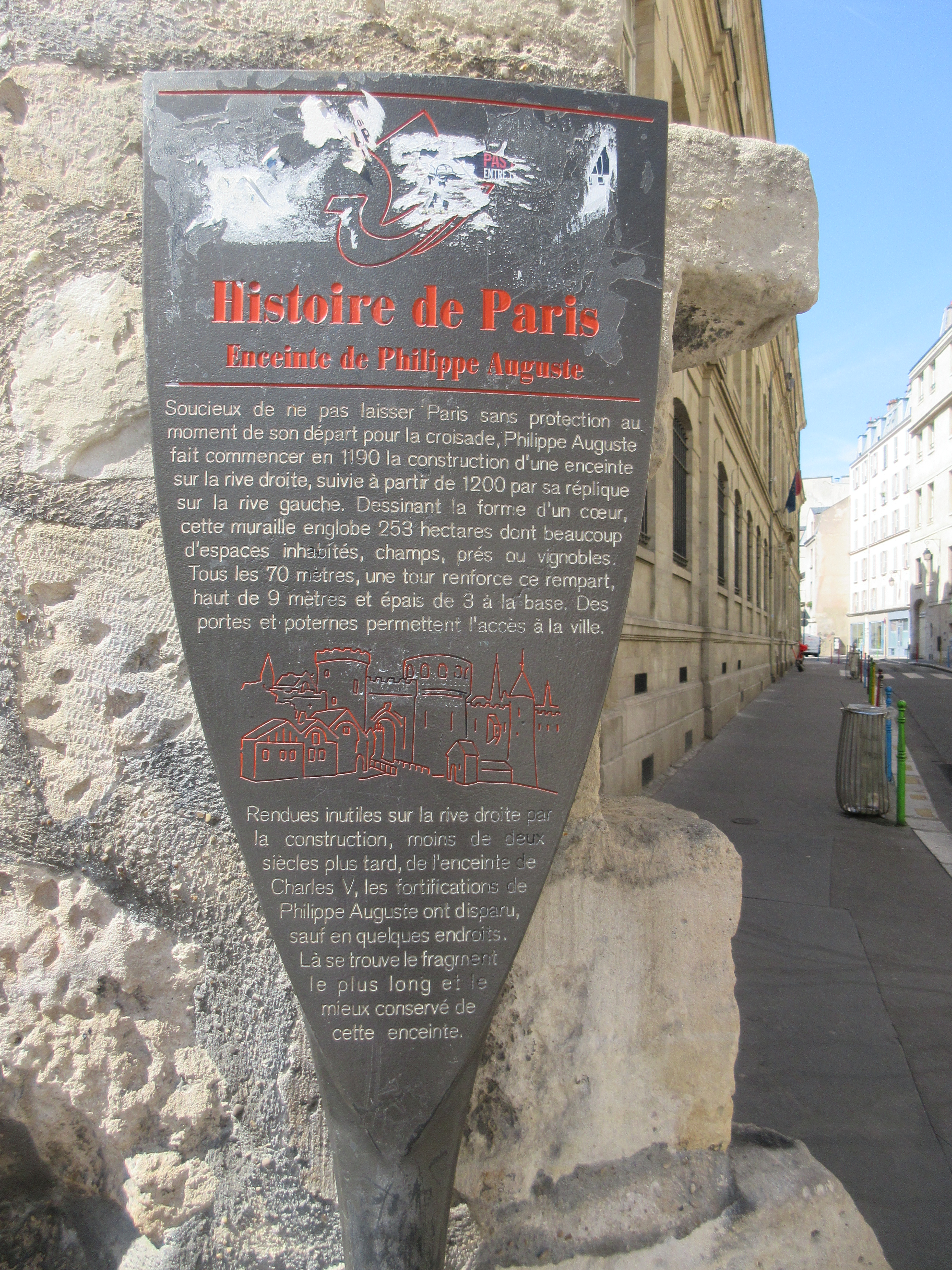
Panneau Histoire de Paris « Enceinte de Philippe Auguste » de la rue Charlemagne.

#### Développement urbain
Cet aménagement accompagne le développement de la ville. Ainsi, Philippe-Auguste encourage la croissance des quartiers englobés dans la nouvelle enceinte, le quartier marchand des Champeaux en y transférant la foire de Saint-Ladre qui se tenait un nord de la ville dans l'enclos Saint-Lazare et donne à l'abbaye-Saint-Geneviève en rive gauche deux clos pour les lotir d'habitations. Paris devient la résidence royale la plus fréquentée et le lieu du pouvoir avec l'apparition d'une administration centrale et également un centre culturel prestigieux avec l'apparition de collèges en rive gauche et d'une communauté désignée sous le nom d'Université.
Cet élan se poursuit pendant un siècle. Au début du XIVe siècle, Paris est devenu la plus grande cité de l'Europe médiévale avec 250 000 habitants.

### Construction

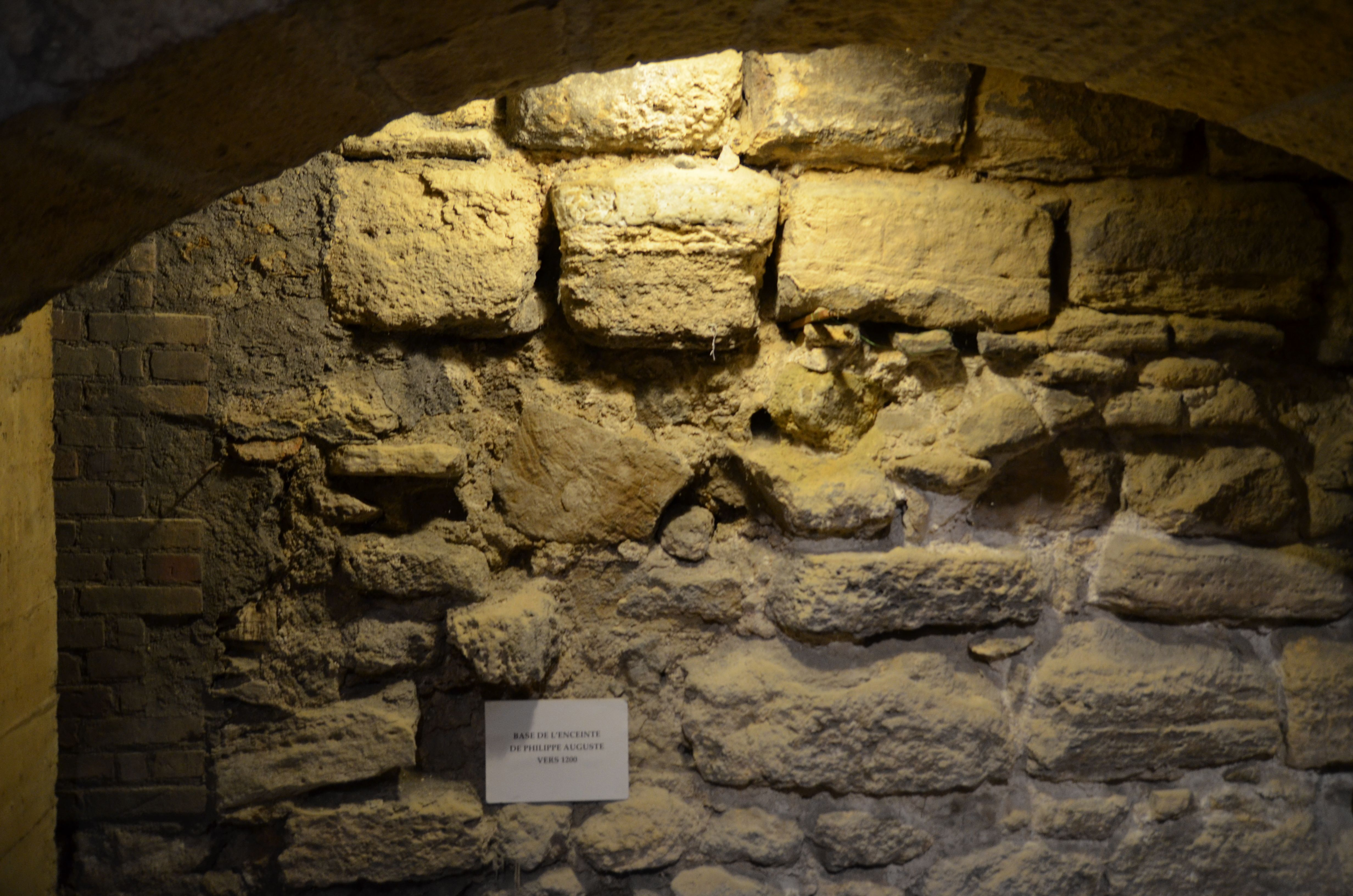
Base de l'enceinte, dans les caves de la tour Jean-sans-Peur.

La rive droite fut fortifiée en premier, de 1190 à 1209, puis la rive gauche, de 1200 à 1215. Le délai séparant la construction de l'enceinte sur les deux rives de la Seine avait pour origine des raisons stratégiques ; le duché de Normandie étant alors aux mains des Plantagenêts, l'attaque serait venue plus probablement du nord-ouest. Philippe Auguste décida la construction de la forteresse du château du Louvre afin de renforcer la défense de la ville face à une attaque remontant la Seine.
La rive gauche étant moins urbanisée et moins exposée fut considérée comme moins prioritaire.
L'enceinte était dépourvue de fossés à l'origine.
D'une longueur de 2 535 mètres sur la rive gauche et 2 850 sur la rive droite, elle englobait un espace de 253 hectares peuplé d'au moins 50 000 habitants à la fin du règne.

### Financement
Les propriétaires des terrains expropriés (évêque de Paris, chapitre de Saint-Denis de la Chartre, abbaye de Saint-Germain-des- Prés, etc.) furent indemnisés par l'administration royale.
Le coût de construction de l'enceinte de la rive gauche de 7 020 livres, entièrement à la charge du Trésor royal, est connu par un mémoire. Celui de la rive droite, qui n'est pas documenté précisément, est certainement supérieur à 8 000 livres, probablement pris en charge partiellement par les bourgeois de Paris selon une répartition inconnue qui pourrait être de l'ordre d'un tiers à un peu plus de la moitié, le chantier étant placé sous la surveillance conjointe des bourgeois et du prévôt royal. De plus, certains ouvrages autonomes furent vraisemblablement financés par des bourgeois, ainsi la porte Barbette qui porte le nom d'Étienne Barbette et plusieurs poternes percées après la construction initiale, poternes Coquillière, Nicolas Arrode, Nicolas Hiddelon.
Le coût de l'ensemble du programme de fortifications à Paris, y compris la forteresse du Louvre, le Petit et le Grand Châtelet, les travaux dans le palais de la Cité, serait d'au moins 20 000 livres, ce qui n'est pas démesuré au regard des 115 000 livres de recettes annuelles de la Couronne au milieu du règne de Philippe Auguste.

### Évolution

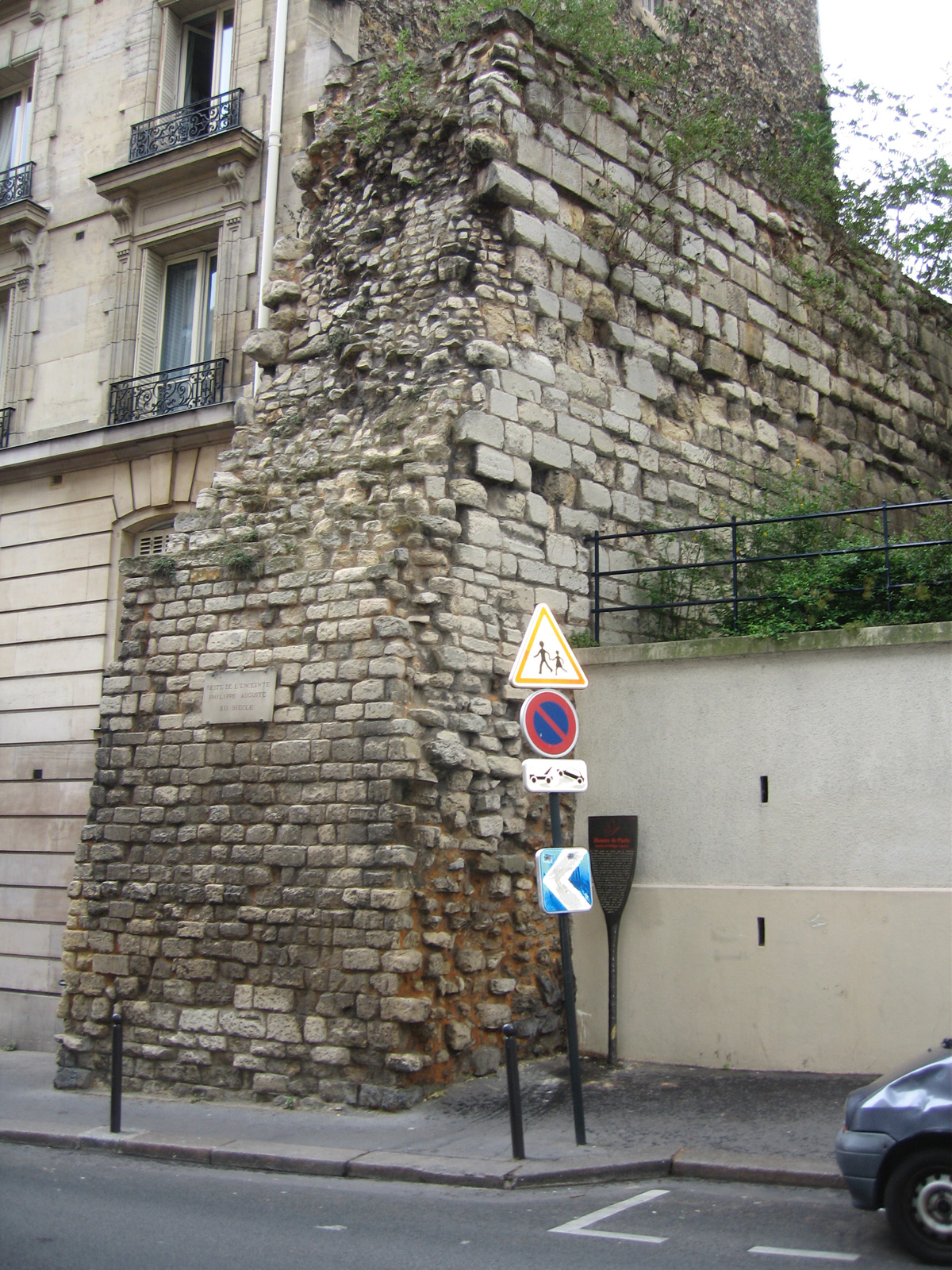
Portion de courtine sauvegardée rue Clovis.

Malgré la construction au XIVe siècle de l'enceinte de Charles V englobant celle de Philippe Auguste sur la rive droite, cette dernière ne fut pas démolie. En 1434, celle-ci était encore considérée « moult fors et espes que on y menroit bien une charrette dessus » (si solide et épais qu'une charrette pourrait rouler dessus).
Cependant, l'enceinte de Charles V ne concernait que la rive droite. La rive gauche, toujours bien moins peuplée, dut se contenter de la vieille enceinte de Philippe Auguste jusqu'au XVIe siècle. Il fut toutefois décidé d'adapter le mur aux nouvelles techniques de siège. Ces modifications consistèrent en :
- le creusement d'un large fossé au-devant du mur et l'utilisation de ses déblais en arrière du mur, afin de le renforcer ;
- le creusement d'un arrière-fossé qui fusionnait avec le fossé principal sur certaines sections du mur ;
- l'inondation des parties situées au même niveau que la Seine. L'eau des crues était maintenue dans les fossés à l'aide d'écluses situées au niveau des berges du fleuve ;
- le renforcement des portes par l'érection d'une barbacane possédant une herse, un pont dormant et un pont-levis ;
- le long de certaines parties du mur, un chemin de ronde intérieur fut construit côté ville pour faciliter la circulation de l'artillerie.

### Disparition
Sur la rive droite, François Ier fait démolir, en 1533, les portes et autorisa la location des terrains de l'enceinte sans pour autant en autoriser la démolition. À partir de la seconde moitié du XVIe siècle, ces terrains furent vendus à des particuliers, causant bien souvent le démantèlement de larges portions de la muraille. Le mur côté rive gauche connut la même évolution : chemin sous Henri IV, il fut préféré, en 1590, de creuser des fossés au-delà des faubourgs de la ville plutôt que de moderniser à nouveau l'enceinte.
Les fossés à proximité de la Seine servant d'égouts à ciel ouvert et posant des problèmes de salubrité, il fut décidé au XVIIe siècle de les remplacer par des galeries couvertes avant leur remblaiement. Les dernières portes subsistantes, inadaptées à une circulation sans cesse croissante, furent rasées dans les années 1680 de sorte que l'enceinte devint totalement invisible.

## Tracé

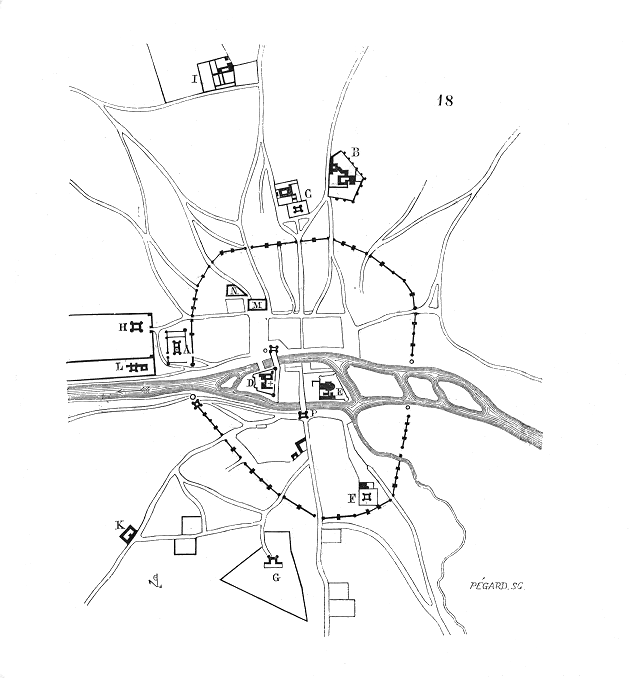
Plan de Paris au XIVe siècle, par Eugène Viollet-le-Duc, 1856.

Tracé de l'enceinte de Philippe Auguste - ALPAGE.

Cette nouvelle enceinte dont la Cité était le centre, contenait 739 arpents et enferma dans Paris plusieurs bourgs qui s'étaient formés :
au nord :
- le beau Bourg ;
- le bourg Tiboust ;
- le bourg Saint-Germain-l'Auxerrois ;
- une partie du Bourg-l'Abbé[10].
- le quartier des Champeaux, où le roi Charles VI avait transféré le principal marché de la ville (les Halles)
- le cimetière des Innocents

Au sud :
- le bourg Sainte-Geneviève.

Dans cette enceinte furent également renfermés des espaces de terrains, considérables, qui ne se trouvaient pas encore entièrement couverts de maisons au milieu du siècle suivant sous le règne de Saint-Louis.
L'enceinte de Philippe Auguste traversait les actuels 1er, 4e, 5e et 6e arrondissements de Paris.

### Rive droite
La longueur du mur de la rive droite était de 2 850 mètres, dont il faut soustraire une interruption d'une centaine de mètres au niveau du Louvre. Mis à part le petit tronçon rue des Jardins-Saint-Paul, la fortification a complètement disparu. Son tracé était composé de 5 segments s'articulant autour des portes Saint-Honoré, Montmartre, Saint-Denis et Saint-Antoine, légèrement convexes à l'ouest, au nord et à l'est, pour inclure le quartier des Champeaux, les rues Saint-Denis et Saint-Martin au nord, la rue Saint-Honoré à l'ouest, la rue Saint-Antoine à l'est, parfaitement rectiligne sur 1 080 mètres au nord-est à travers un espace non urbanisé à cette époque.
La muraille commençait au Nord sur le bord aval de la Seine, à la tour du coin située entre le pont des Arts et la colonnade du Louvre, à proximité de la porte du Louvre. L'enceinte était ensuite interrompue le long du château du Louvre pour permettre à la forteresse d'assurer son rôle de citadelle. Cette portion du mur a été détruite lors de la construction du Louvre autour de 1200, légèrement postérieure à l'achèvement de l'enceinte de la rive droite. Le mur passait ensuite entre les rues de l'Oratoire (anciennement rue d'Hosteriche) et de Marengo (anciennement rue du Coq) jusqu'à la porte Saint-Honoré, qui était située à peu près à l'emplacement du temple de l'Oratoire. Elle continuait ensuite entre les rues de Grenelle-Saint-Honoré et d'Orléans-Saint-Honoré, traversait la rue de Viarmes à l'Ouest de la halle au blé et aboutissait à la porte Coquillière.
Elle se dirigeait ensuite entre la rue du Jour et la rue Jean-Jacques-Rousseau jusqu'à la porte Montmartre, où elle passait ensuite au cul-de-sac de la Bouteille, où une fausse porte appelée porte de la Comtesse d'Artois fut construite. Elle passait ensuite entre les rues Mauconseil, Pavée et du Petit-Lion-Saint-Sauveur pour arriver au cul-de-sac-de la Porte-aux-Peintres, où se trouvait la porte Saint-Denis (également appelée porte des Peintres).
Elle continuait ensuite dans la même direction en coupant la rue du Bourg-l'Abbé, où se trouvait une petite porte et parvenait à la rue Saint-Martin en face de la rue du Grenier-Saint-Lazare où était située la porte Saint-Martin. La muraille longeait ensuite la rue du Grenier-Saint-Lazare et traversait la rue Beaubourg, où il y avait une fausse porte, la porte Beaubourg (également appelée porte Nicolas-Ideron ou porte Nicolas-Huidelon). Elle longeait ensuite la rue Michel-le-Comte pour parvenir à la rue Sainte-Avoie en face de l'hôtel de Mesmes, où se situait la porte Sainte-Avoie. La muraille passait ensuite rue du Chaume en face des Pères de la Merci où il y avait une nouvelle fausse porte dite porte du Chaume qui faisait un angle. Elle passait ensuite à l'endroit où se trouve l'église des Blancs-Manteaux jusqu'à la rue Vieille-du-Temple où se trouvait la porte Barbette.
Le mur cheminait ensuite entre les rues des Rosiers et des Francs-Bourgeois et parvenait en ligne droite à la rue Saint-Antoine, vis-à-vis l'église Saint-Paul-Saint-Louis où s'élevait la porte Saint-Antoine, (également appelée porte Baudet ou porte Baudoyer). Il traversait ensuite le lycée Charlemagne, la rue de Jouy, le couvent de l'Ave-Maria puis arrivait à la rue des Barrés, la porte des Barrés (également connue sous le nom de porte des Béguines) pour se terminer sur le bord amont de la Seine à la tour Barbeau.
Sans qu'on en ait retrouvé de trace, un système défensif devait fermer l'île Saint-Louis située entre ces deux tours, avec une tourelle au Nord faisant face à la tour Barbeau, au centre la tour Loriaux et au Sud une troisième tourelle faisant face à la tour Saint-Bernard. Selon l'usage de l'époque, une chaîne pouvait être tirée entre les fortifications, de part et d'autre du fleuve, pour interdire le passage des embarcations : « À chacune de ces tours étoient attachées de grosses chaînes qui traversoient la rivière, & étoient portées sur des bateaux plats, disposés de distance en distance ».

### Rive gauche
Sur la rive gauche, on peut déduire son tracé de celui des rues qui la longent du côté extérieur.
Il y avait, à l'origine, six portes et la muraille commençait de l'autre côté de la Seine, en face de la tour Barbeau, la tour Saint-Bernard située un peu en amont du pont de la Tournelle. Bien que de dimension considérable, cette tour était également appelée « tournelle des Bernardins ». À proximité, se trouvait la porte Saint-Bernard (également appelée porte de la Tournelle). La muraille suivait intérieurement la direction des rues des Fossés-Saint-Bernard, des Fossés-Saint-Victor, la porte Saint-Victor, puis par la rue Thouin, la porte Saint-Marcel, la rue de la Vieille-Estrapade, la porte Saint-Jacques, des Fossés-Saint-Jacques, la rue Saint-Hyacinthe-Saint-Michel, la porte d'Enfer (également appelée porte de Fer ou porte Saint-Michel), les rues des Francs-Bourgeois-Saint-Marcel, Monsieur-le-Prince, la porte Saint-Germain, la rue des Fossés-Saint-Germain-des-Prés, la porte de Buci, la rue Mazarine et finissait sur le bord de la Seine, à la porte et la tour de Nesle, située au niveau de l'Institut de France, quai de Conti.

## Éléments

### Mur
Entièrement crénelé, et muni d'un chemin de ronde sur toute sa longueur, le rempart mesurait de six à huit mètres de hauteur, voire neuf en comptant le parapet, pour une épaisseur de quatre à six mètres à la base.
Composée de deux parois murales de moyen appareil entre lesquelles on avait introduit des pierres et du mortier pour la renforcer, la muraille possédait un chemin de ronde d'environ deux mètres de large et des créneaux. On y accédait par des échelles adossées au mur ou par les escaliers des portes.

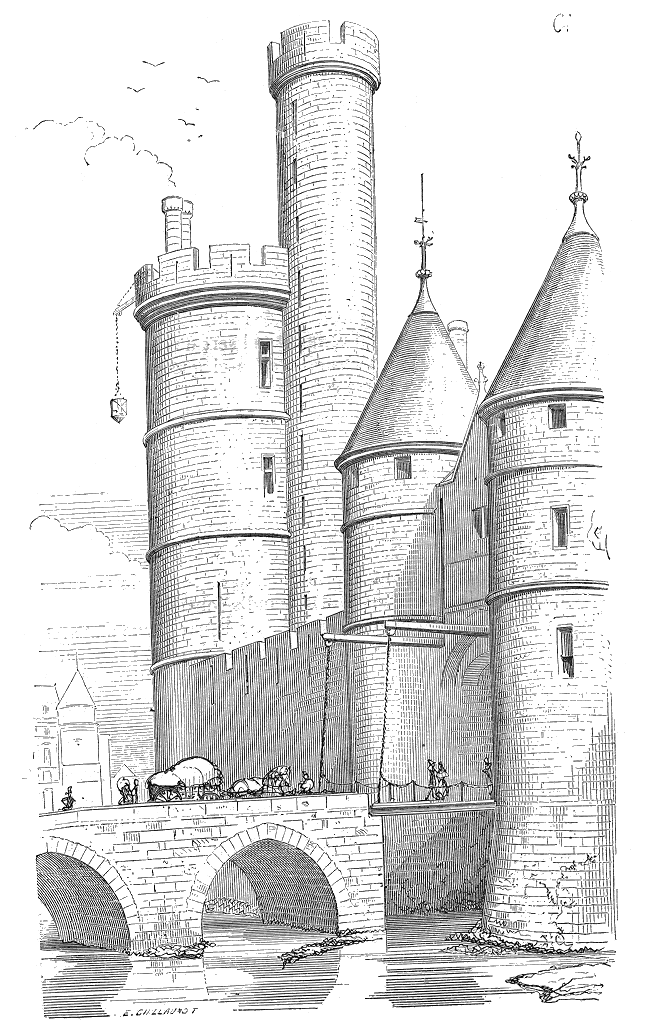
Représentation de 1856 de la tour de Nesle selon Eugène Viollet-le-Duc.

### Tours

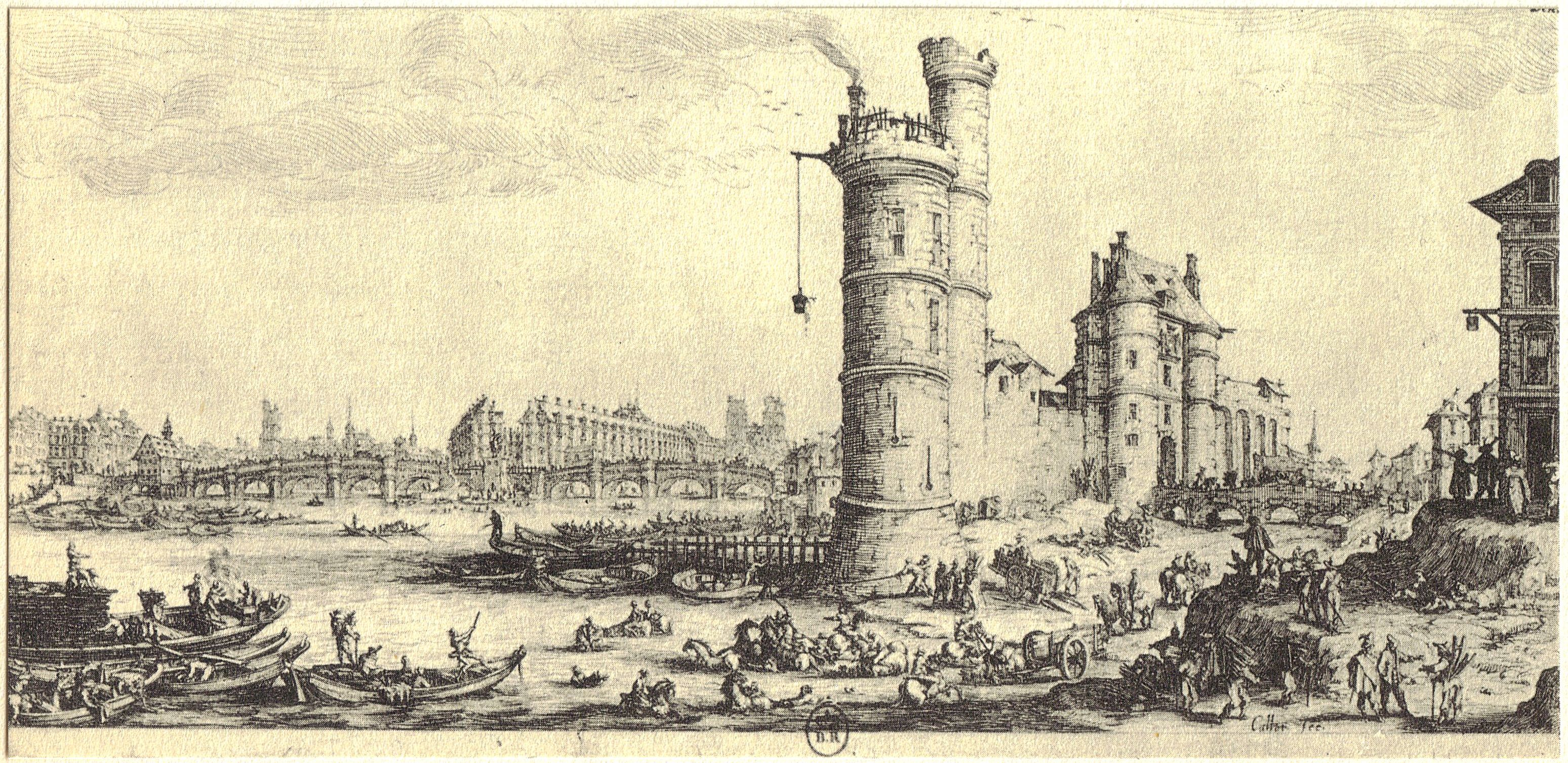
La tour de Nesle et le pont-Neuf par Jacques Callot.

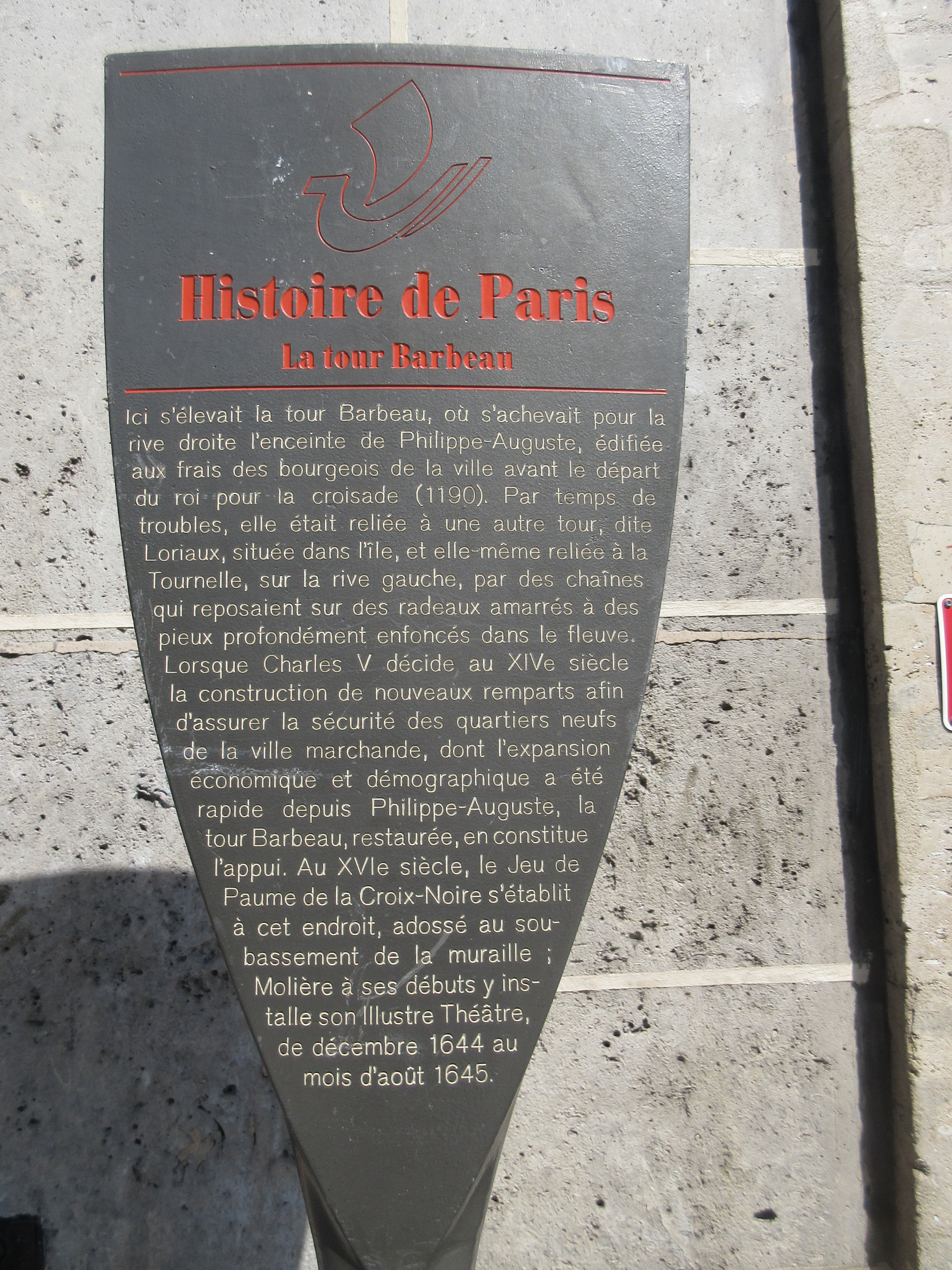
Panneau Histoire de Paris
« La Tour Barbeau ».

Il était flanqué de 73 tours semi-cylindriques (ne débordant pas vers l'intérieur de la ville et intégrées à la courtine), 39 en rive droite, 34 en rive gauche, sans compter les 4 tours d'extrémité, d'un intervalle de l'ordre de 55 mètres à 60 mètres entre un minimum de 40 mètres dans le secteur entre les portes Saint-Michel et Saint-Jacques et entre les portes Saint-Denis et Saint-Martin et 85 mètres au nord de la porte Saint-Antoine, jusqu'à 110 mètres à l'est près de la tour Saint-Bernard dans un secteur semi-marécageux à l'extérieur de l'enceinte.
Elles avaient un diamètre de 6 mètres environ en incluant les murs épais d'un mètre. Leur hauteur atteignait une quinzaine de mètres. Chacune des tours comportait 3 étages. Leur base était voûtée mais les niveaux supérieurs semblent avoir possédé un sol composé de planches et le sommet était une terrasse dégagée. Les tours de la rive droite étaient accessibles au niveau 2 par des portes sur le chemin de ronde, les communications avec les étages supérieur (niveau 3) et inférieur (niveau 1) s'effectuant par des échelles intérieures en bois. Ces tours étaient dépourvues d'archères, la défense s'effectuant uniquement par les créneaux du niveau 3.
Le niveau 3 des tours de la rive gauche communiquait avec le chemin de ronde par des portes latérales. On descendait par des escaliers de bois au niveau 2 percé d'archères, ce qui augmentait leur valeur défensive, et 1 inférieur.
Les tours étaient munies d'un toit conique sur charpente datant, certainement de l'origine en rive droite, probablement en rive gauche.
Quatre fortes tours de 25 mètres de haut et 10 mètres de diamètre situées à la jonction de l'enceinte avec la Seine permettaient de contrôler la navigation fluviale. De fortes chaines étaient tirées entre ces tours afin de bloquer tout accès par voie d'eau en cas de troubles.
À l'ouest on trouvait :
- la tour du Coin, rive droite, tout près du Louvre (quai François-Mitterrand) ;
- la tour de Nesle, rive gauche (quai de Conti).

À l'est :
- la tour Barbeau, rive droite (quai des Célestins) ;
- la Tournelle, rive gauche (quai de la Tournelle).

### Portes
Lors de l'édification de l'enceinte, 14 portes principales furent aménagées. Quatre autres portes principales ainsi que de nombreuses poternes vinrent s'ajouter pour faire face à la croissance de la ville.
Les portes principales étaient flanquées de tours à base talutée de 15 mètres de hauteur et 8 mètres de diamètre. Elles encadraient un passage voûté ou à ciel ouvert couvert de pignons et de herses. La porte ogivale était bloquée par deux vantaux de bois.
Les poternes n'étaient généralement que de simples ouvertures à travers le mur, généralement murées en cas de menace (de même que les portes les moins fréquentées ou difficiles à défendre). Cependant, certaines furent dotées d'un dispositif de défense.

#### Portes de la rive gauche
Contrairement aux portes quadrangulaires de la rive droite, celles de la rive gauche étaient des passages encadrés par deux tours semi-circulaires, l'ensemble formant un petit châtelet débordant vers l'intérieur de l'enceinte. Ces portes ont été renforcées et modifiées au milieu du XIVe siècle.
À l'origine, la rive gauche possédait six portes ouvrant la ville sur les axes de circulation principaux qui ralliaient le Paris d'alors :
- la porte Saint-Germain, renommée porte de Buci[N 5],[21] en 1352 (rue Saint-André-des-Arts, près de la rue Dauphine).

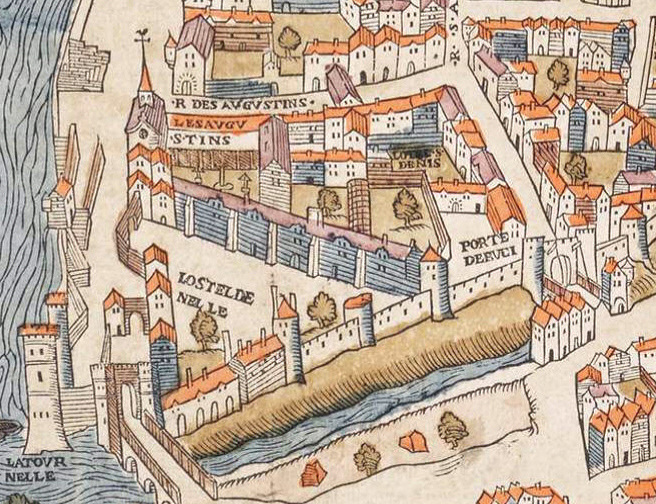
Porte de Buci sur le Plan de Truschet et Hoyau (1550).
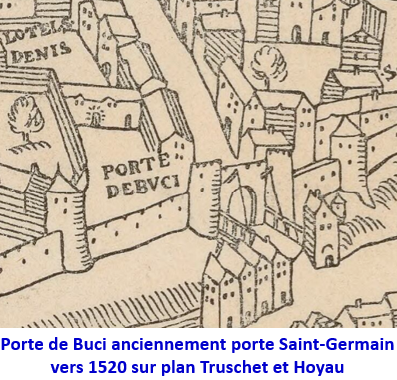
Porte de Buci sur plan Truschet et Hoyau.
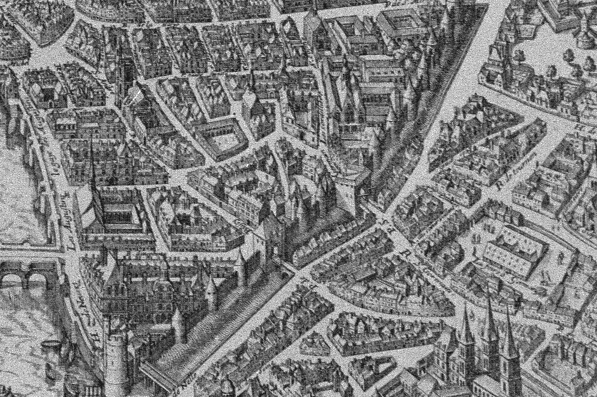
Détail du Plan de Mérian (Paris) en 1615, montrant la tour de Nesle, le mur, la porte de Buci ainsi que l'abbaye de Saint-Germain-des-Prés.

- la porte d'Enfer, également appelée porte Gibard ou porte Saint-Michel (à l'angle du boulevard Saint-Michel et de la rue Monsieur-le-Prince) ;

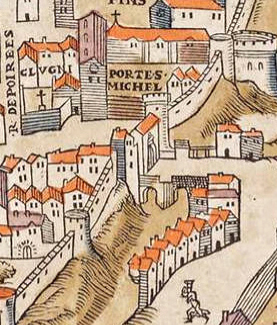
La porte Saint-Michel sur le Plan de Truschet et Hoyau (1550).
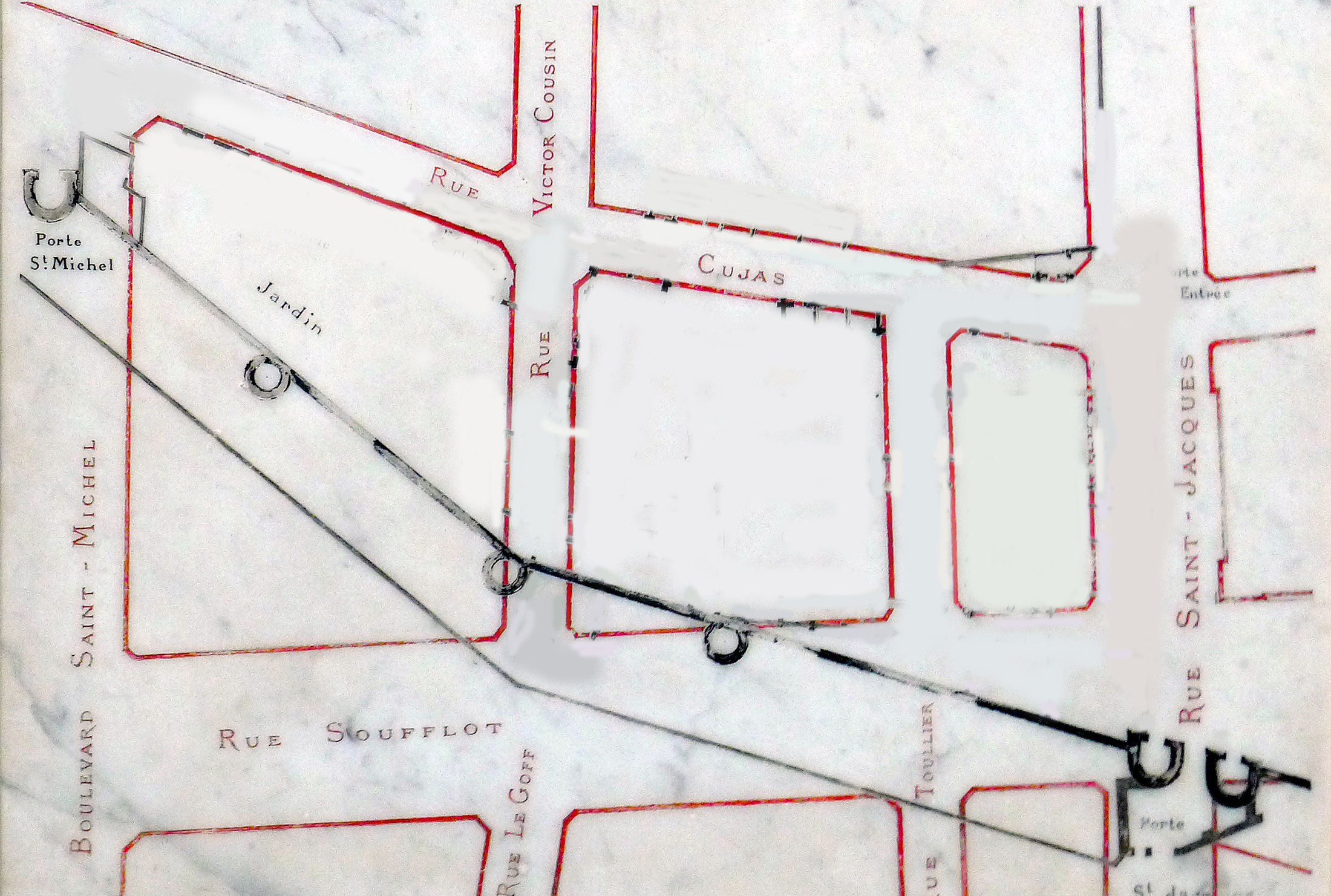
Le tracé de l'enceinte de Philippe-Auguste (en noir) entre les portes Saint-Michel et Saint-Jacques par rapport à la voirie actuelle (en rouge).
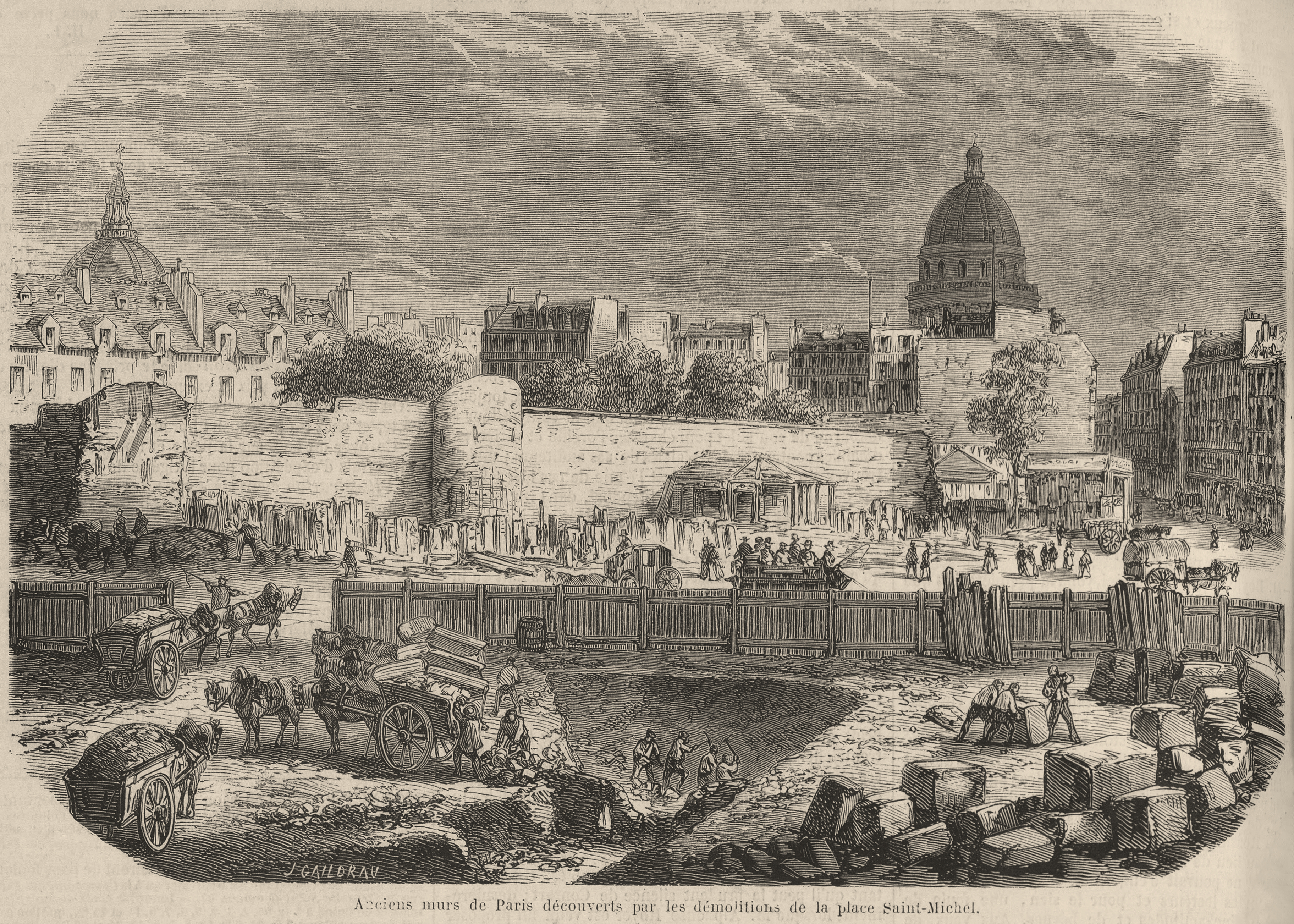
Anciens murs de Paris découverts par les démolitions de l'ancienne place Saint-Michel vers 1860.

- la porte Saint-Jacques ou porte Notre-Dame-des-Champs (rue Saint-Jacques vers le sud (Chartres, Orléans), à l'angle de la rue Soufflot) ;

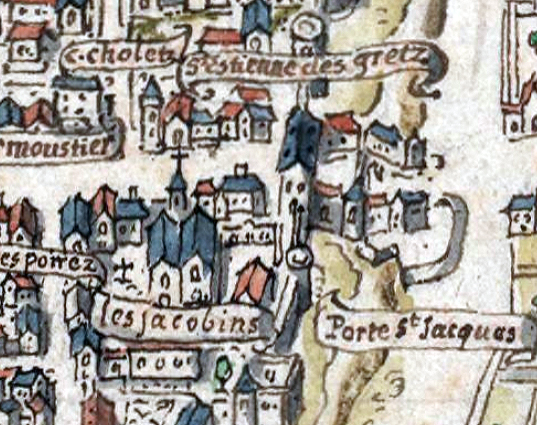
La porte Saint-Jacques sur le Plan de la Tapisserie (1540).
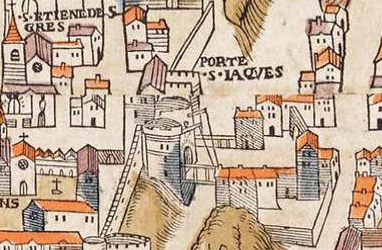
La porte Saint-Jacques sur le Plan de Truschet et Hoyau (1550).
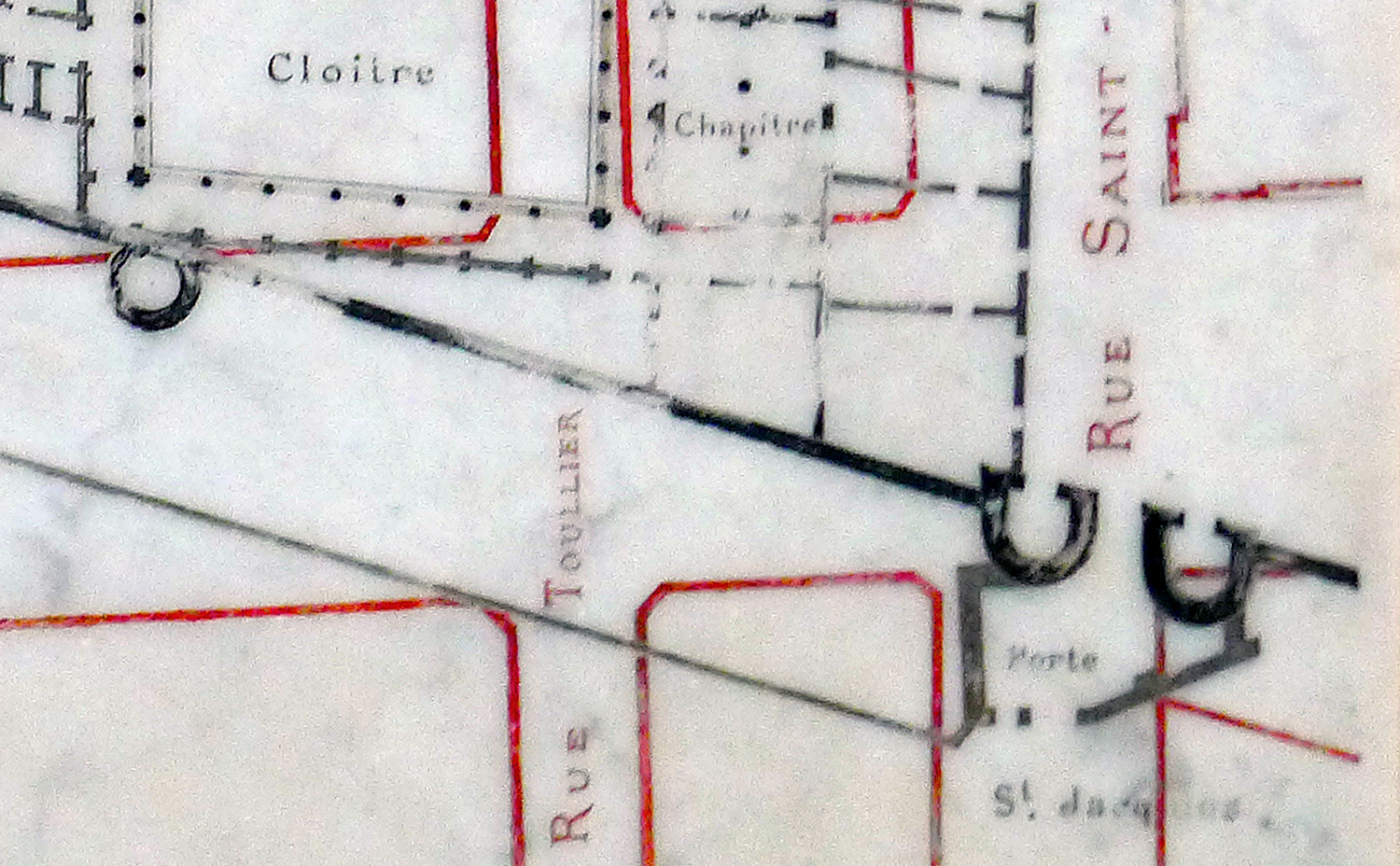
Position de la porte (en noir) par rapport à la voirie actuelle (en rouge).

- La porte papale, établie sur un axe de circulation de la rue des Sept-Voies, intégré par la suite à l'enclos de l'abbaye Sainte-Geneviève. Cette porte apparaît murée sur les plans du XVIe siècle[22].

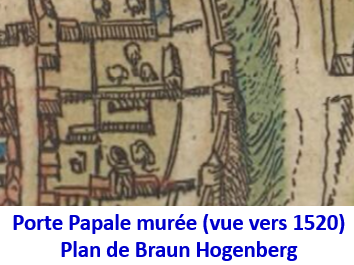
Porte papale vers 1520.

- la porte Saint-Marcel, également appelée porte Bordet ou porte Bordelle (ou Bordelles), ou (nos 47 et 50 rue Descartes, près de la rue Thouin[N 6]) ;

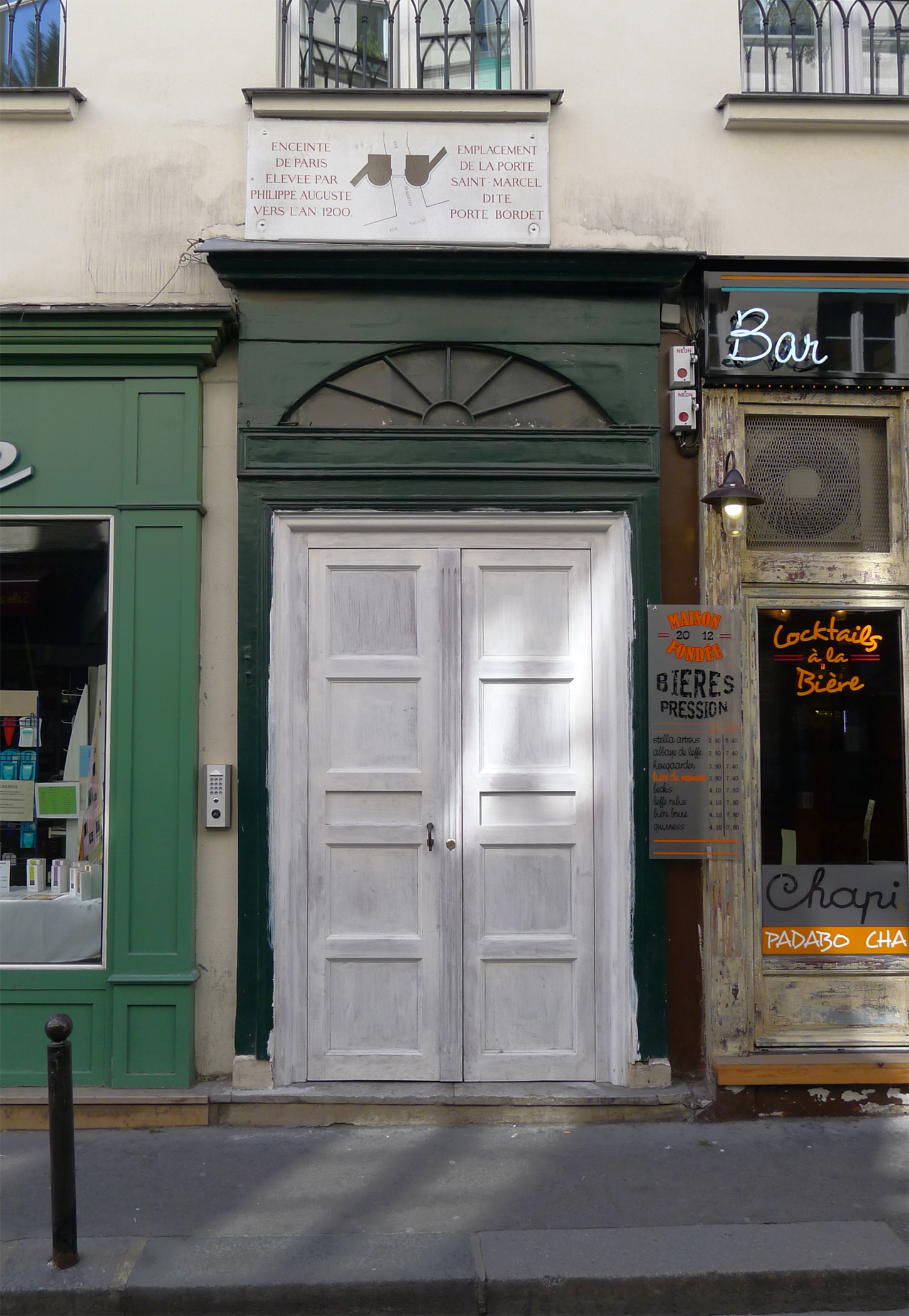
Le no 50 de la rue Descartes.
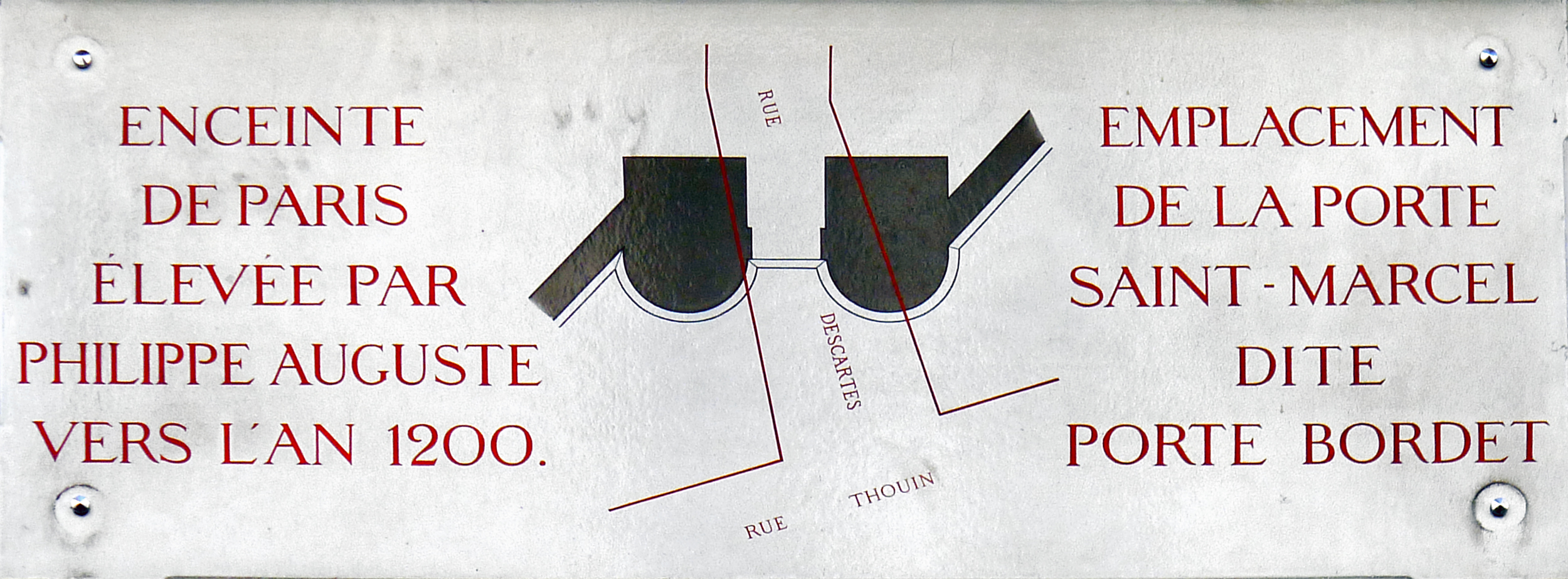
Plaque qui rappelle le plan et l'emplacement de cette ancienne porte.
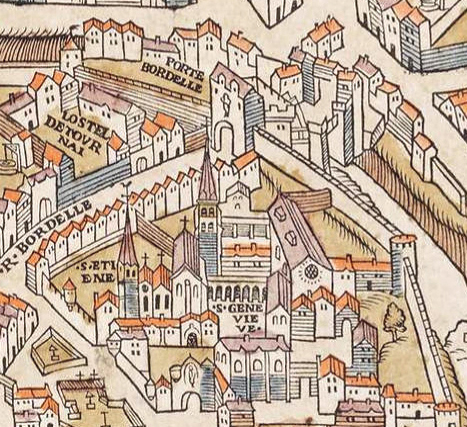
La porte Bordelle sur le Plan de Truschet et Hoyau (1550).

- la porte Saint-Victor vers l'est (no 2 rue des Écoles, près de la rue du Cardinal-Lemoine) ; des vestiges de l'enceinte étaient encore visibles à la fin des années 1970, à l'angle des deux rues à l'endroit même où se trouve désormais un bureau de poste. Les vestiges de l'arche permettant le franchissement de la Bièvre existent au sous-sol du bureau[23].

Emplacement de l'ancienne porte Saint-Victor
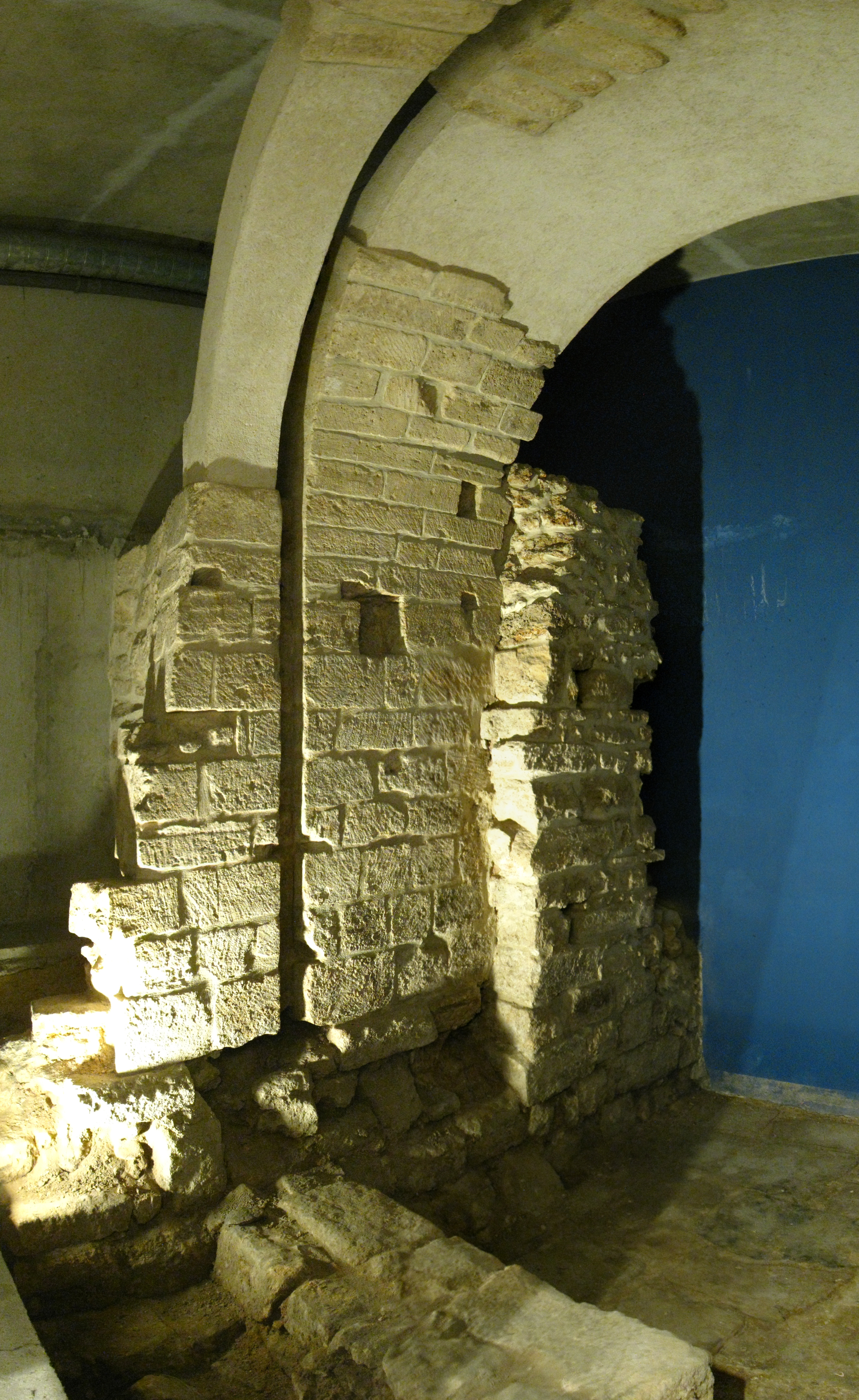
Arche conservée.
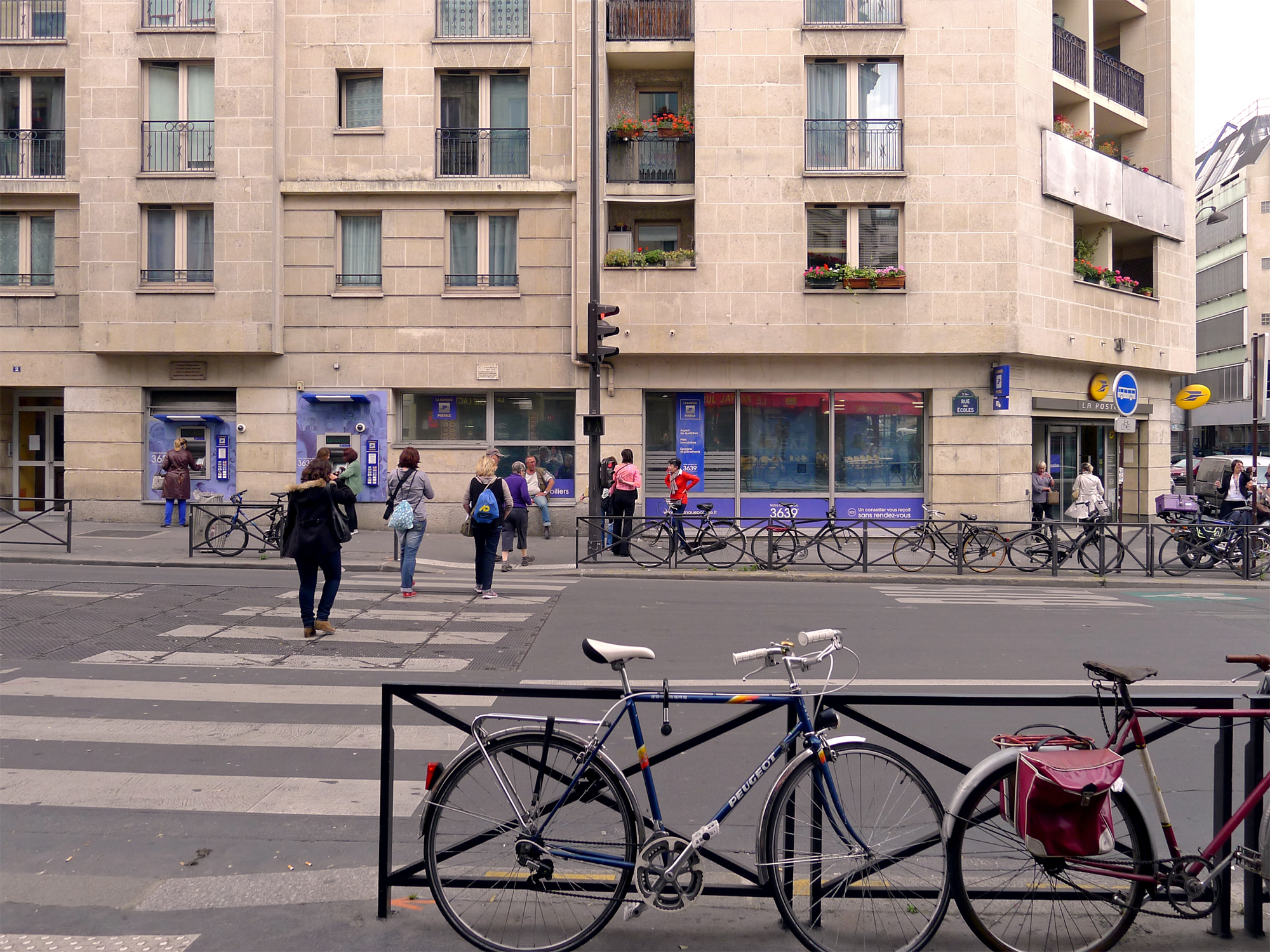
no 2 de la rue des Écoles.
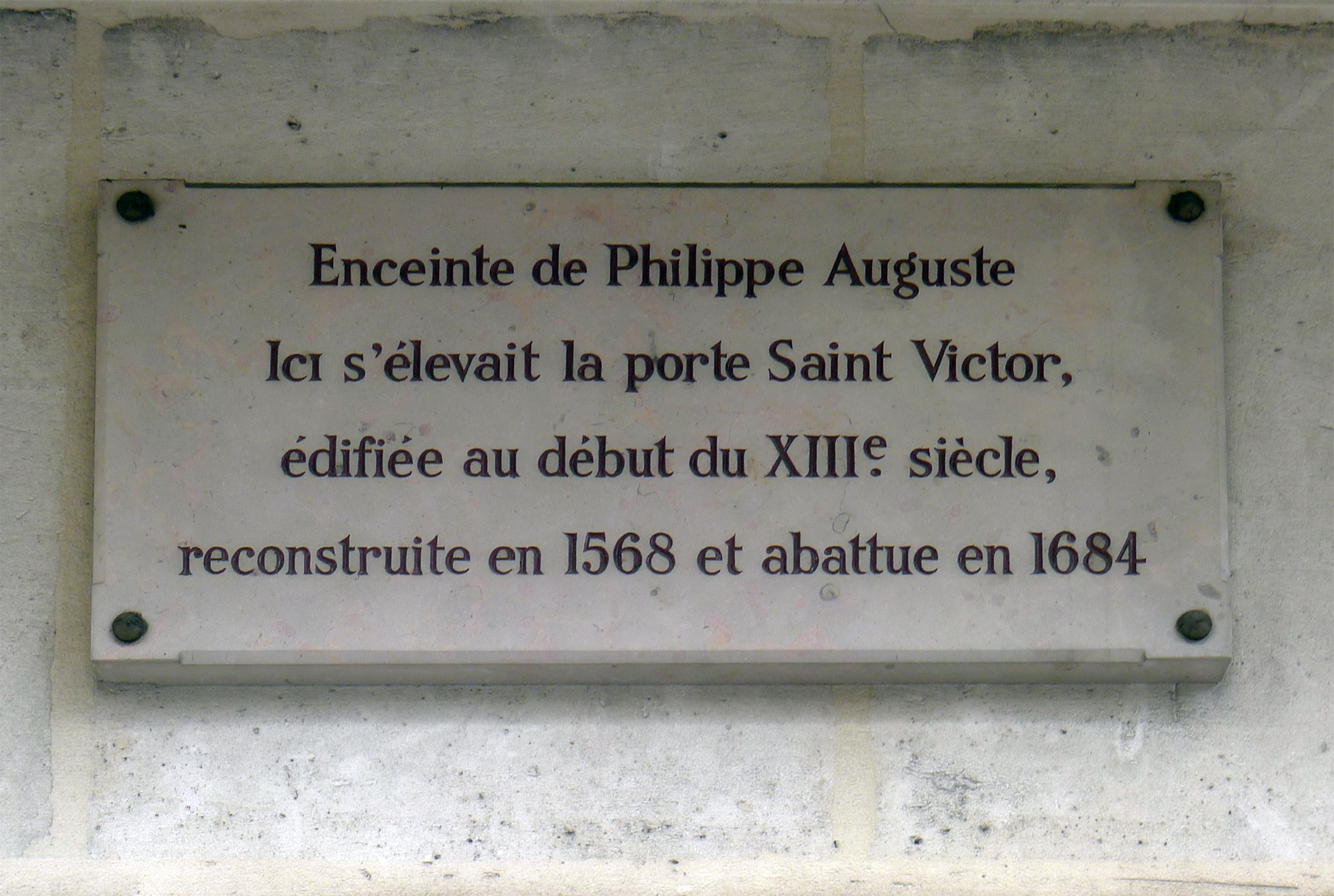
Plaque.
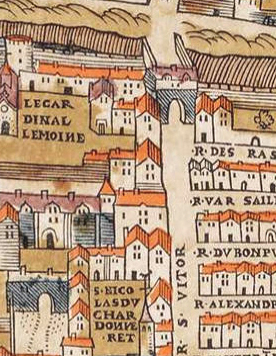
La porte Saint-Victor, au bout de la rue Saint-Victor, sur le Plan de Truschet et Hoyau (1550).

- la porte Saint-Bernard le long de la Seine vers l'amont (quai Saint-Bernard).

Des ouvertures supplémentaires furent ensuite réalisées, au cours du XIIIe siècle, en raison de la croissance de la ville et de ses faubourgs et à la suite de la saturation du trafic. Ainsi 3 autres poternes vinrent s'ajouter sur la rive gauche, d'Ouest en Est :
- La porte des Cordeliers, ensuite renommée porte Saint-Germain, dont le percement est accordé aux religieux de Saint-Germain par un acte de 1240[19]. Elle était située rue de l'École-de-Médecine, entre la rue du Paon-Saint-André et la cour du Commerce-Saint-André[25],[26]

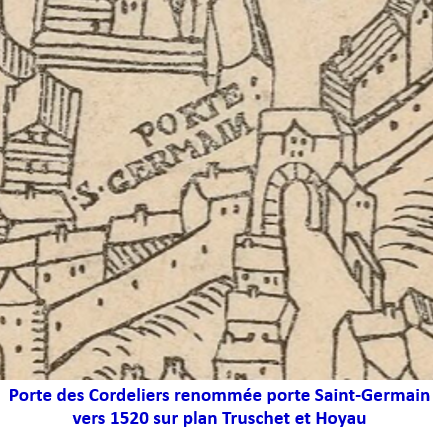
Porte des Cordeliers (Saint-Germain) vers 1520.

- la poterne de Nesles
- la poterne Dauphine
- la poterne Saint-Bernard

Des ouvertures supplémentaires furent ensuite réalisées. En 1420 fut aménagée une nouvelle porte en direction de Saint-Germain-des-Prés reprenant le nom de l'ancienne porte plus au nord : la porte des Cordeliers ou porte de Buci (à l'angle de la rue Monsieur le Prince et de la rue Dupuytren).

#### Portes de la rive droite

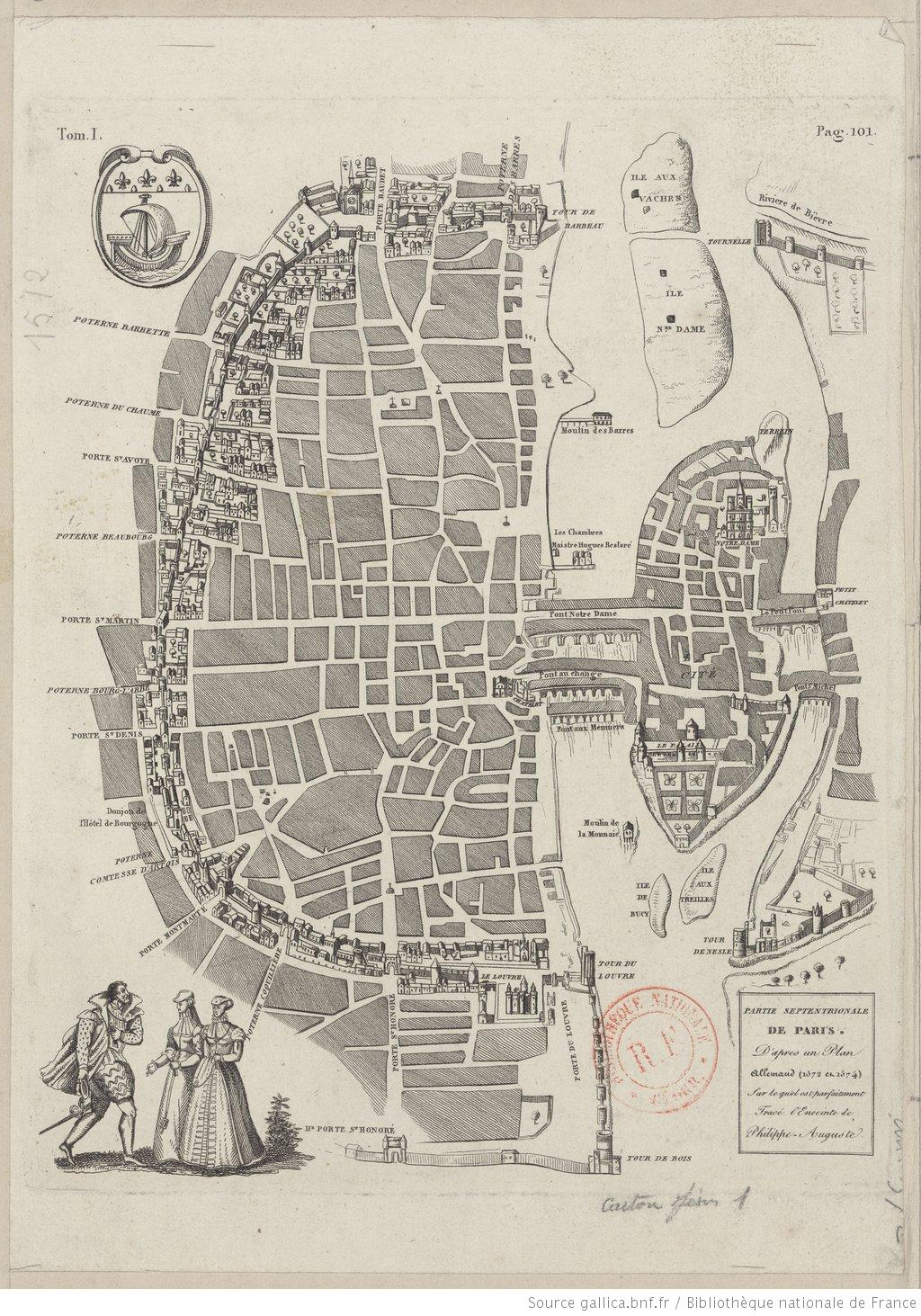
Partie septentrionale de Paris, d'après un plan allemand, sur lequel est parfaitement tracé [sic] l'enceinte de Philippe Auguste.

Lors de son édification, l'enceinte de la rive droite était percée de huit portes principales de forme quadrangulaire, puissantes tours-portes flanquées en partie en partie supérieure par des échauguettes :
- la porte du Louvre située entre la forteresse du palais du Louvre et la tour du Coin effectuant la jonction entre la muraille et la Seine ;
- la porte Saint-Honoré, également appelée barrières des Sergents[28],[25],[29] (au no 148 de la rue Saint-Honoré, au niveau de la rue de l'Oratoire).

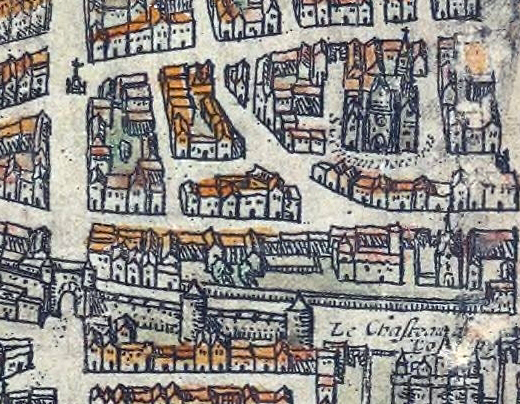
Porte Saint-Honoré (en bas et à gauche) de l'enceinte de Philippe Auguste vers 1530 (Plan de Braun et Hogenberg).

La première porte Saint-Honoré se trouvait au niveau des nos 148 et 150 de la rue Saint-Honoré, soit juste devant la façade de l'actuel temple protestant de l'Oratoire du Louvre, juste après le croisement avec la rue de l'Oratoire. Construite sous le roi Philippe Auguste en 1190-1200, elle a été détruite au XVIe siècle (en 1533 ou vers 1545 selon les sources). Deux tours de huit mètres de diamètre et de quinze de haut encadraient une ouverture ogivale fermée par deux vantaux de bois et protégée par une herse.
- la porte Montmartre (au no 30 de la rue Montmartre, près de la rue Étienne-Marcel) ;

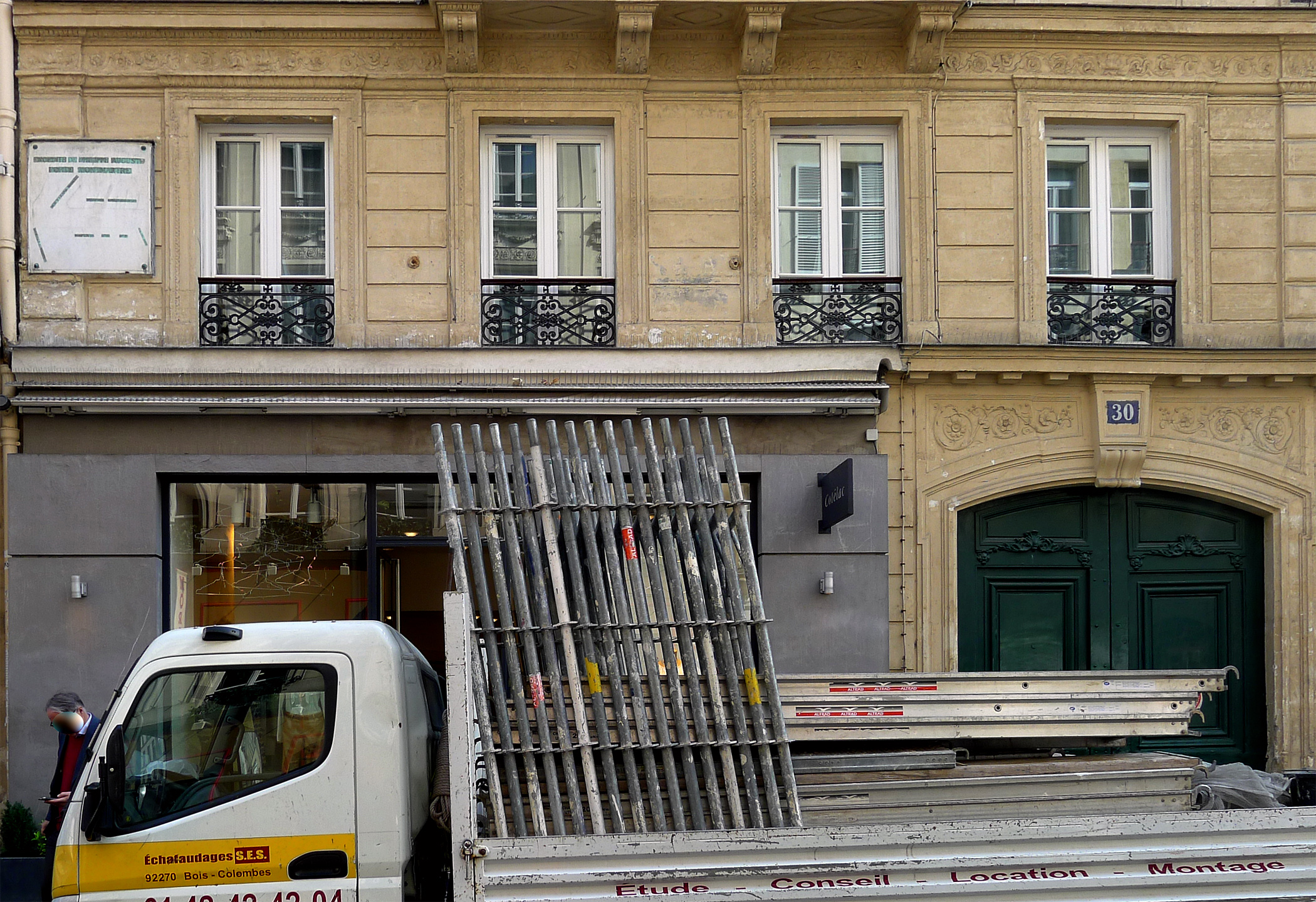
no 30 de la rue Montmartre avec la plaque historique.
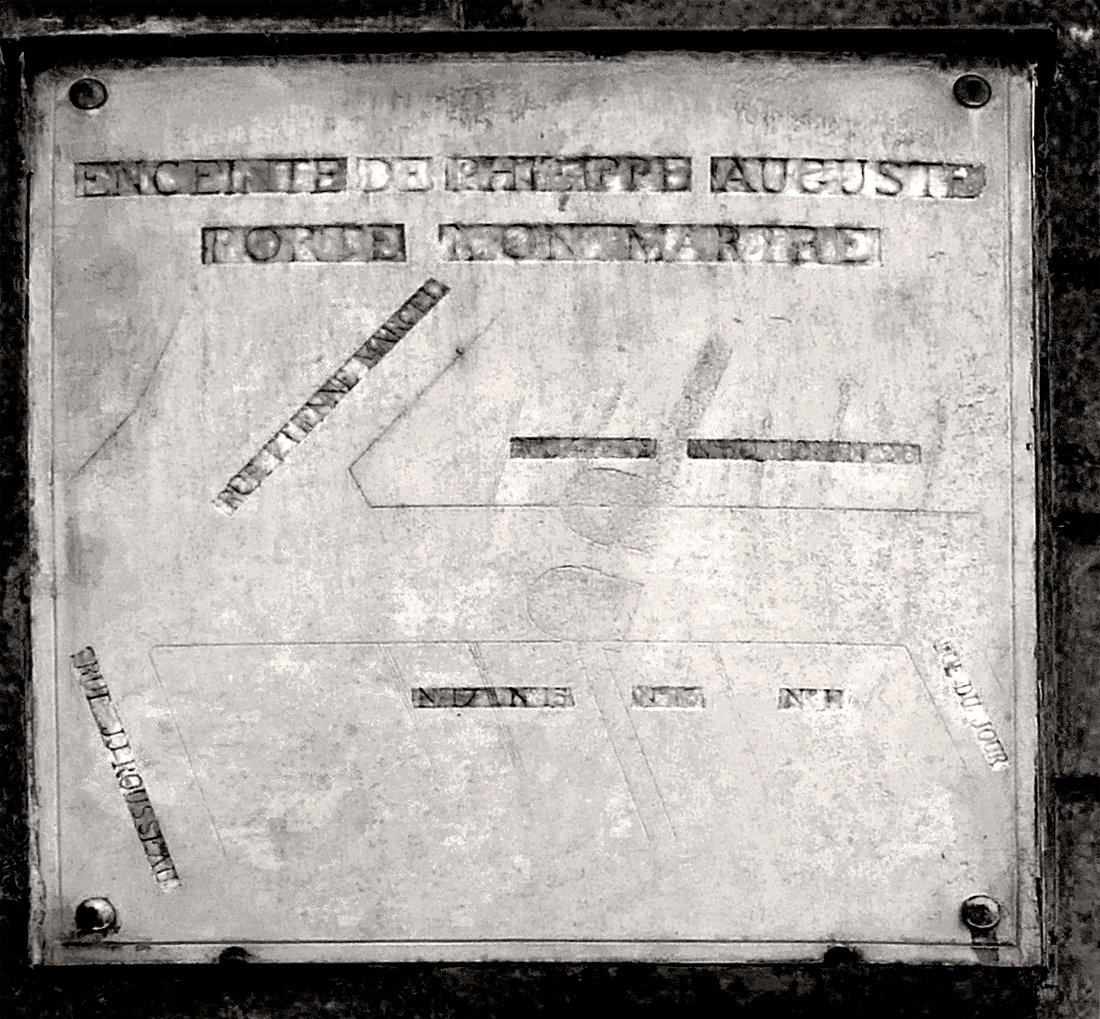
Plaque historique avec le tracé (effacé) de la porte.
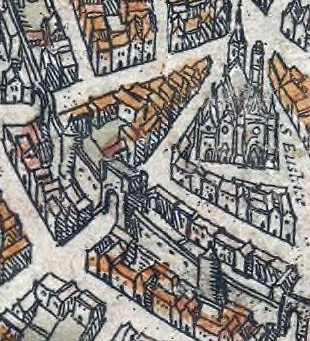
Porte Montmartre sur le Plan de Braun et Hogenberg (vers 1530).

- la porte Saint-Denis ou porte aux Peintres (au croisement de la rue Saint-Denis et de l'impasse des Peintres) ; elle ne doit pas être confondue avec la « porte Saint-Denis » de l'enceinte de Charles V, reconstruite sous Louis XIV et parvenue jusqu'à nous ;
- la porte Saint-Martin (au croisement de la rue Saint-Martin avec la rue du Grenier-Saint-Lazare) ; elle ne doit pas être confondue avec la « porte Saint-Martin » de l'enceinte de Charles V ;
- la porte du Temple,

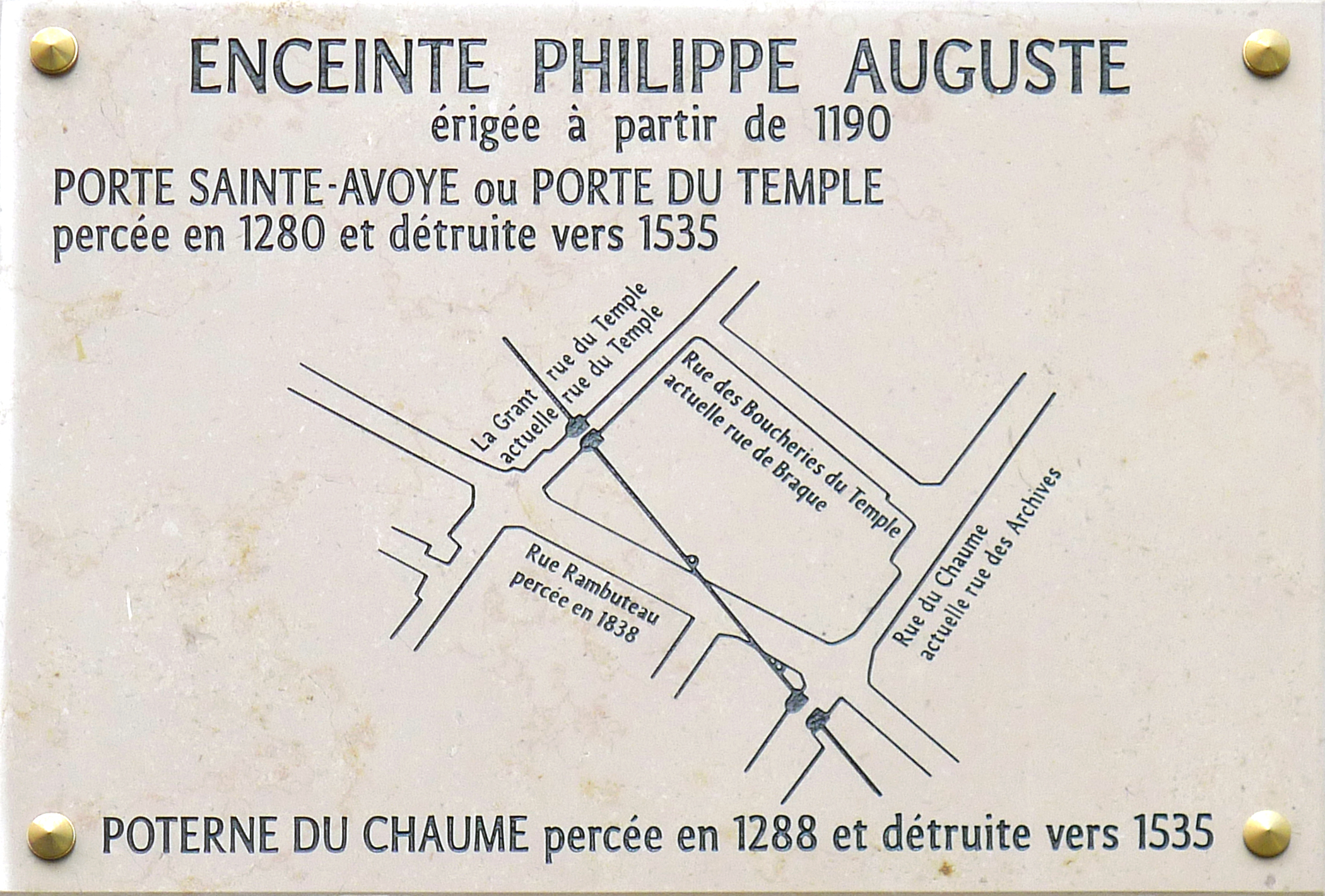
La porte du Temple sur une plaque posée au n°6 de la rue Rambuteau.

- la porte Barbette, qui était située sur la rue Vieille-du-Temple, entre la rue des Blancs-Manteaux et la rue des Francs-Bourgeois).

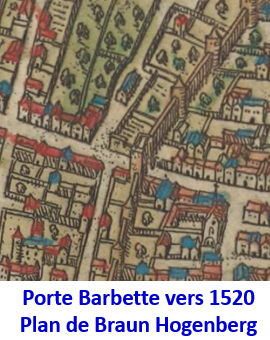
Porte Barbette vers 1520.
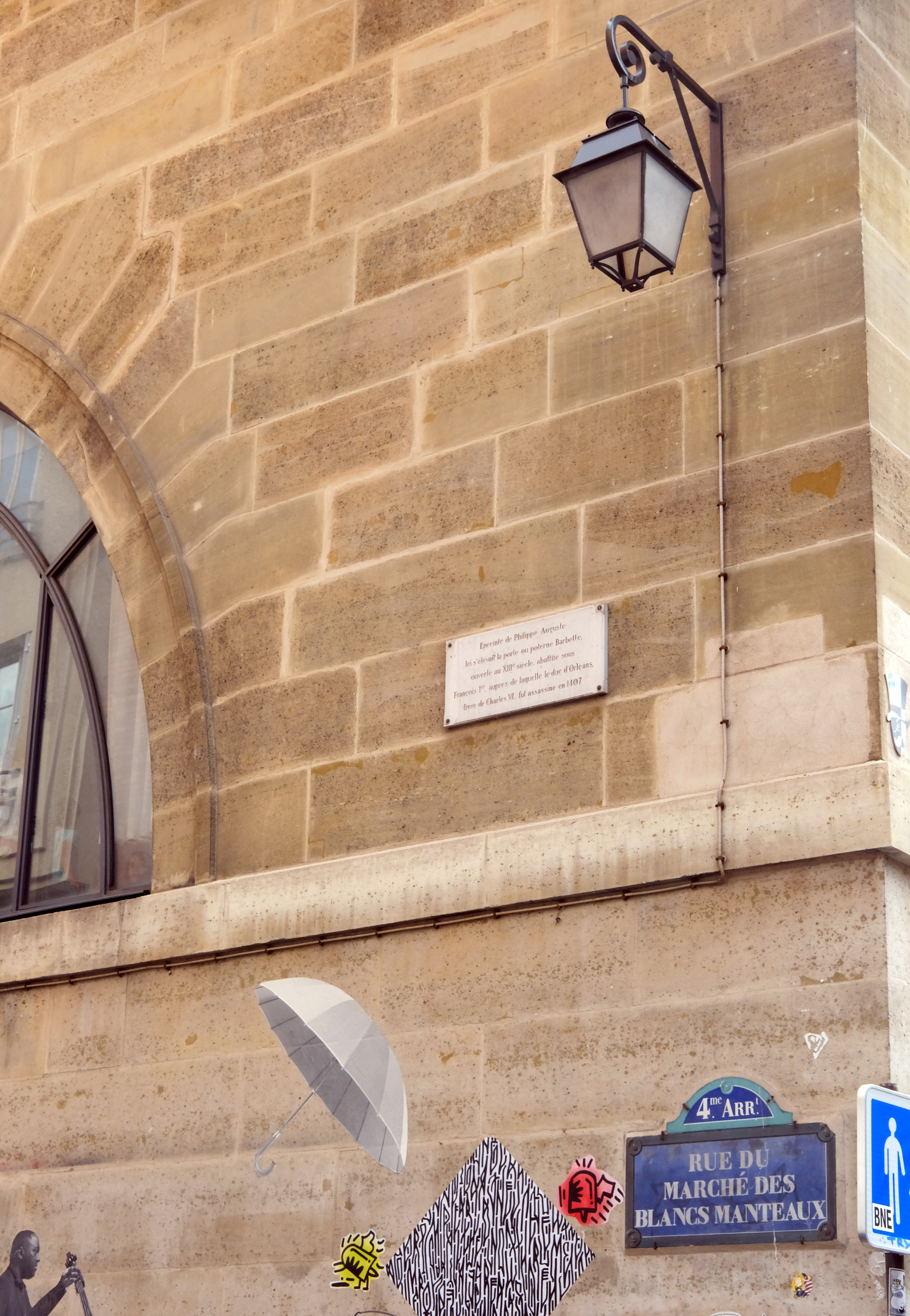
Emplacement de l'ancienne porte Barbette.

- la porte Saint-Antoine, ou « porte Baudet », ou « porte Baudoyer » (au no 101 de la rue Saint-Antoine, au niveau de la rue de Sévigné) ; cette première porte est démolie relativement tôt, en 1382, pour faciliter la circulation[32].

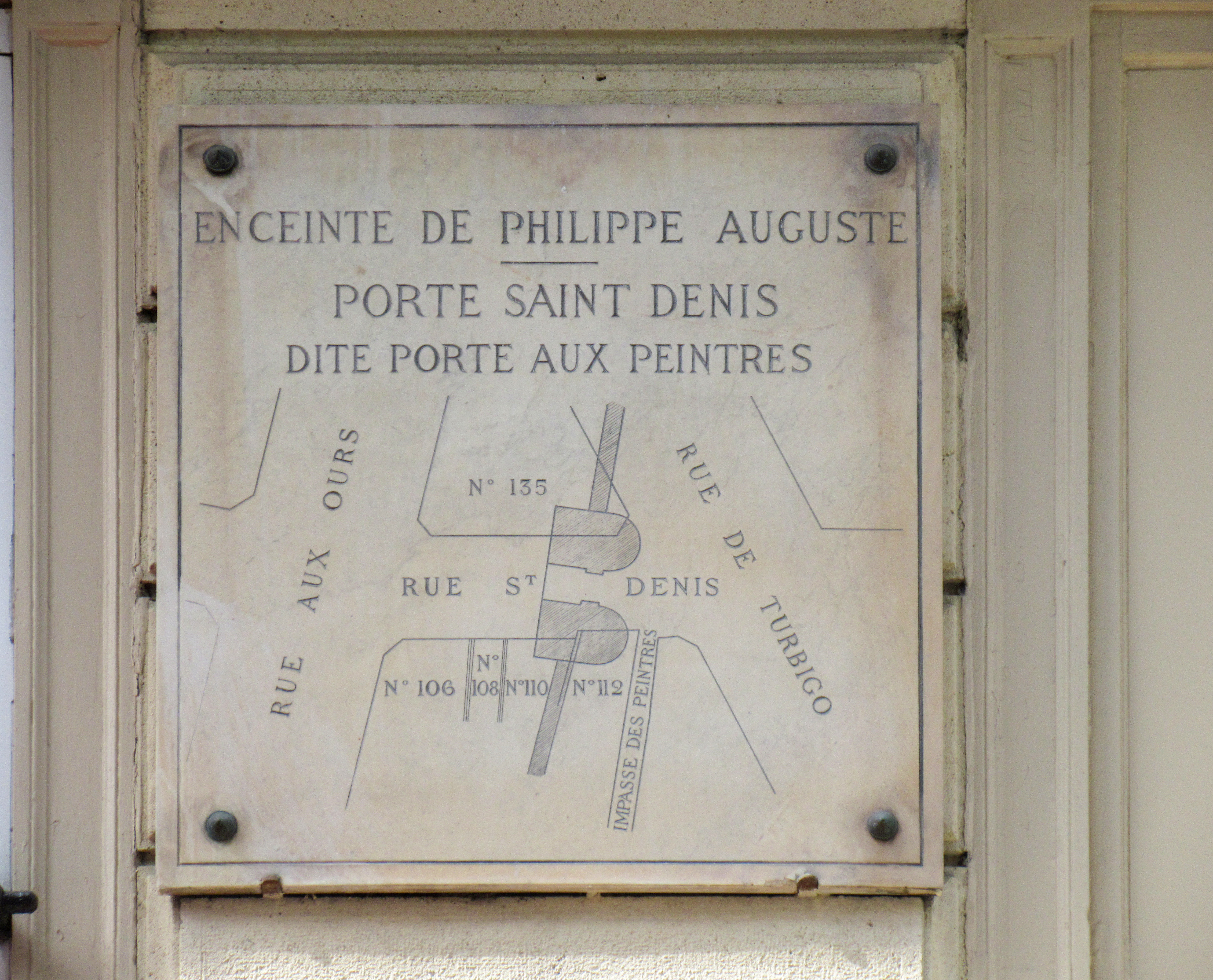
Plaque à l'emplacement de la porte aux Peintres de l'enceinte de Philippe Auguste, aujourd'hui détruite. Parfois appelée porte Saint-Denis, elle ne doit pas être confondue avec la porte Saint-Denis de l'enceinte de Charles V, reconstruite sous Louis XIV. no 135 rue Saint-Denis, Paris.
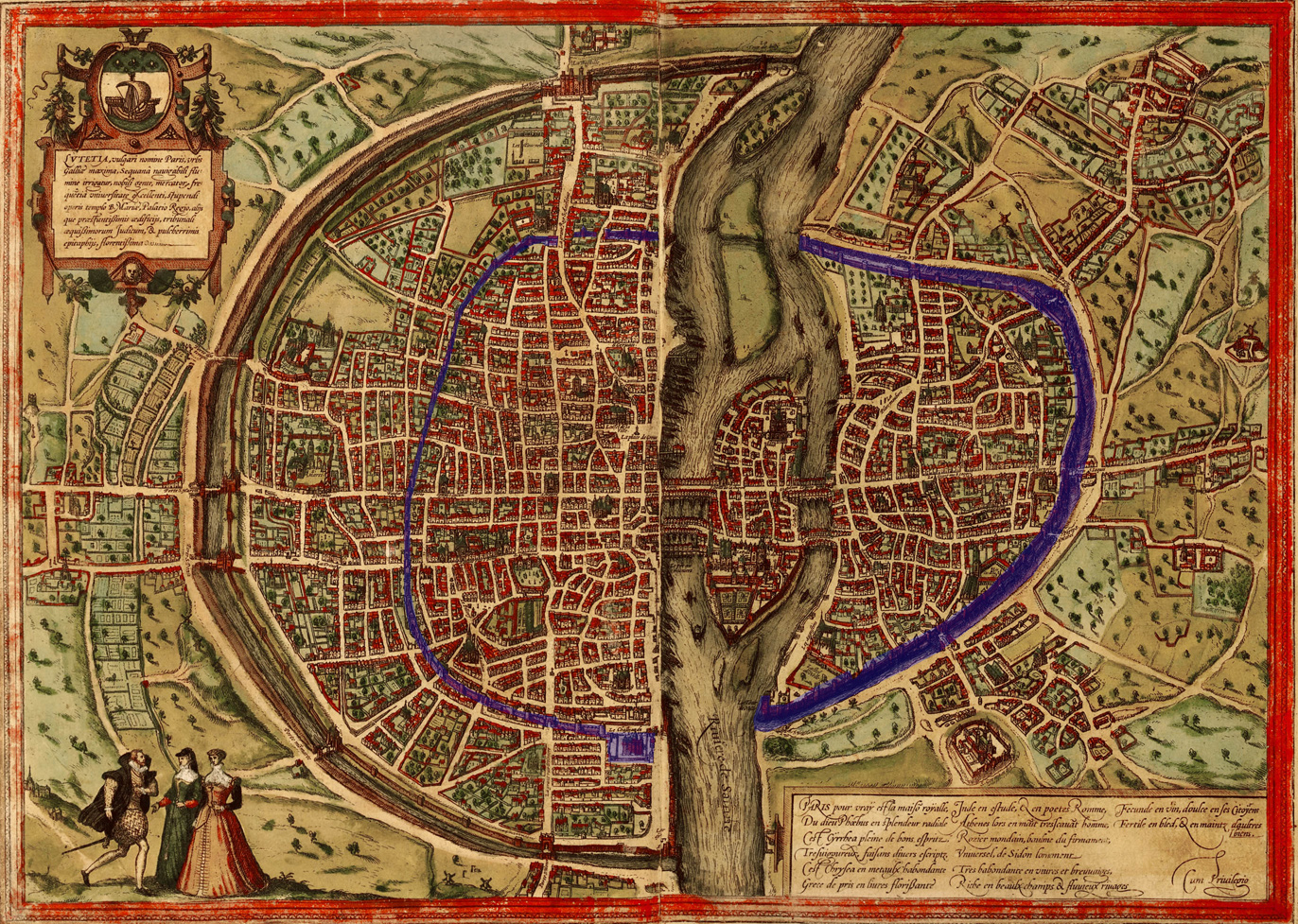
Carte de Sebastian Münster de 1572 représentant Paris. En bleu, l'enceinte de Philippe Auguste, doublée sur la rive droite de l'enceinte de Charles V.

En outre, deux poternes viennent compléter la liste entre la porte Saint-Antoine et la Seine : ce sont les poternes Saint-Paul (rue Charlemagne) et celle des Barrés (rue de l'Ave-Maria).

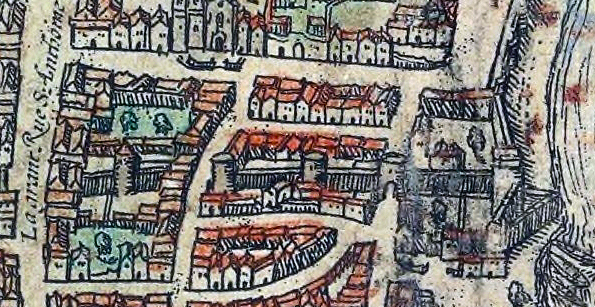
Sur cette portion du Plan de Braun et Hogenberg du XVIe siècle, figurent la poterne Saint-Paul (2e rue verticale à gauche) et celle des Barrés (rue à l'extrême droite).

Au cours du XIIIe siècle, en raison de la croissance de la ville et de ses faubourgs et à la suite de la saturation du trafic, il fut nécessaire de créer de nouvelles ouvertures. Ainsi, d'autres poternes vinrent s'ajouter sur la rive droite, d'Ouest en Est :
- la poterne Coquillière (rue Coquillière, près de la rue Jean-Jacques-Rousseau), devenue « porte aux Coquillers » sur le plan de Guillot[33], au début du XIVe siècle ;
- la poterne d'Artois ou poterne Comtesse-d'Artois (rue Comtesse-d'Artois), devenue « porte Nicolas Arode » sur le plan de Guillot[33], au début du XIVe siècle, puis connue sous le nom « poterne Comtesse d'Artois » au XVIe siècle[34] ;
- la poterne du Bourg-l'Abbé entre les portes Saint-Denis et Saint-Martin ;
- la poterne Beaubourg ou porte Hydron ou encore poterne Nicolas-Huydelon (au croisement de la rue Beaubourg avec l'impasse Beaubourg) ;
- la poterne du Chaume, ensuite porte du Chaume rue des Archives.

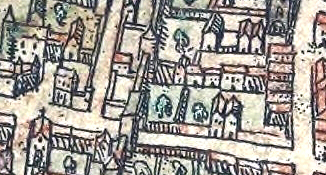
La porte du Chaume sur la rue des Archives ; à gauche l'hôtel de Clisson.

- la poterne Saint-Paul
- la poterne des Barrés

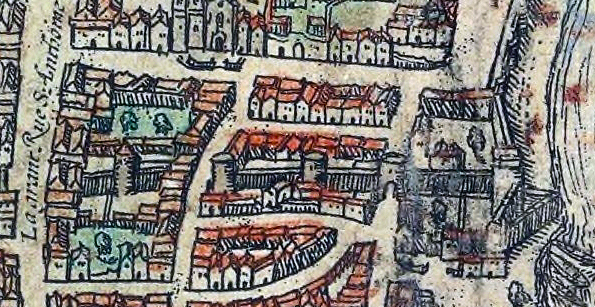
Sur cette portion du Plan de Braun et Hogenberg du XVIe siècle, figurent la poterne Saint-Paul (2e rue verticale à gauche) et celle des Barrés (rue à l'extrême droite).

La croissance de Paris et la saturation du trafic à travers ses quelques passerelles ont nécessité l'ouverture de nouvelles portes dans les années ultérieures. Sur la rive droite celles-ci seraient, d'ouest en est : Coquillière, comtesse d'Artois, Bourg l'Abbé, Nicolas Huydelon, Chaume, Saint-Paul et Barrées.

## Vestiges

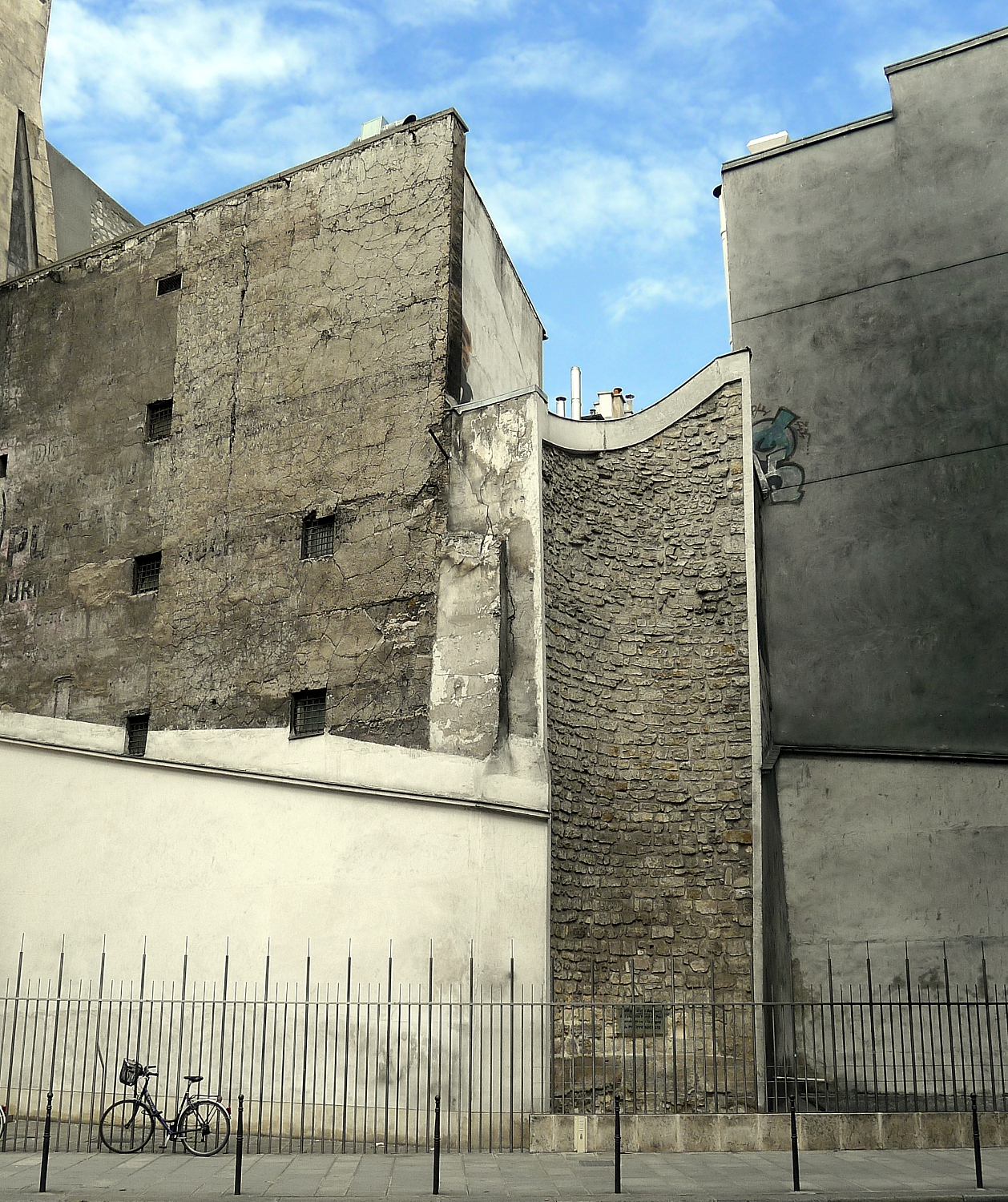
Vestiges d'une tour de l'enceinte de Philippe-Auguste aux nos 11 et 13 rue du Louvre à Paris.

L'enceinte est devenue quasiment invisible depuis le XVIIe siècle ; il reste cependant possible d'en apercevoir certaines portions. En raison de l'absorption du mur par les habitations environnantes (courtines utilisées comme mur d'appui, tours utilisées comme cage d'escalier, etc.), les vestiges sont souvent difficilement repérables. Une grande partie d'entre eux sont situés sur des propriétés privées, non accessibles au public.
Vingt portions existantes sont classées aux monuments historiques depuis 1889 :
- 1er arrondissement :
  - 7, 9 rue du Jour, 62 rue Jean-Jacques-Rousseau[35]
  - 21, 23 rue du Jour, 70 rue Jean-Jacques-Rousseau[36]
  - 11, 13 rue du Louvre, 20 rue Jean-Jacques-Rousseau[37] : au niveau du 9 rue du Louvre, il est possible d'apercevoir l'envers d'une tour (c'est-à-dire le parement intérieur), ainsi que la base (endroit) de celle-ci au niveau du no 11, mise au jour lors des travaux de percement d'un puits d'aération de la ligne 14 du métro
  - 146, 148, 150 rue Saint-Honoré[38]
- 2e arrondissement :
  - 16 rue Étienne-Marcel, 15 rue Tiquetonne[39]
  - 20 rue Étienne-Marcel[40]

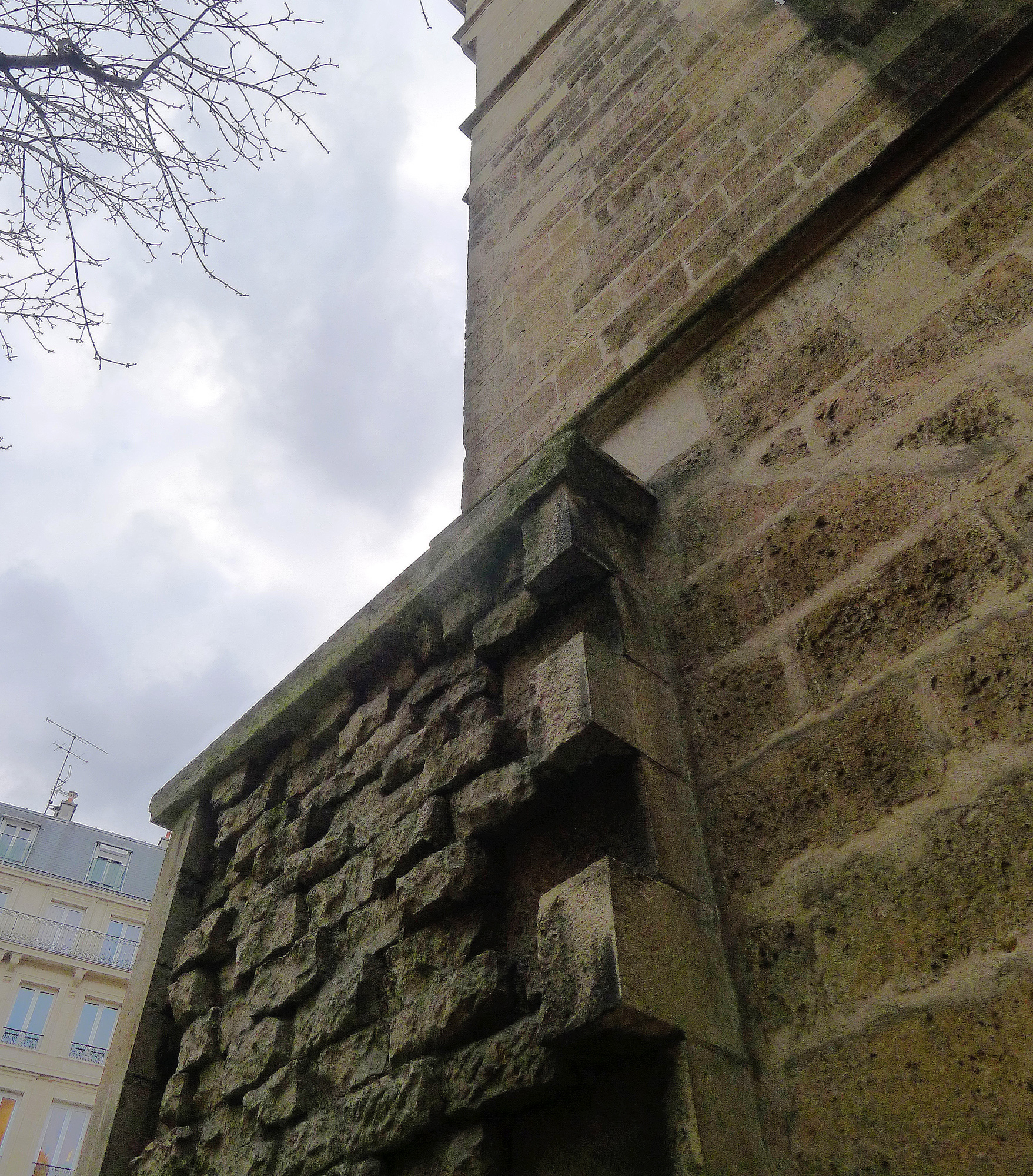
Vestige hors sol.

- 3e arrondissement :
  - 69, 71 rue du Temple[41] ; à proximité le tracé est encore visible sur le plan du quartier (alignement des propriétés sur cette frontière disparue) ou à travers des curiosités architecturales comme la façade aveugle de la cour de l'hôtel de Saint-Aignan (Paris) au no 71 de la rue du Temple.

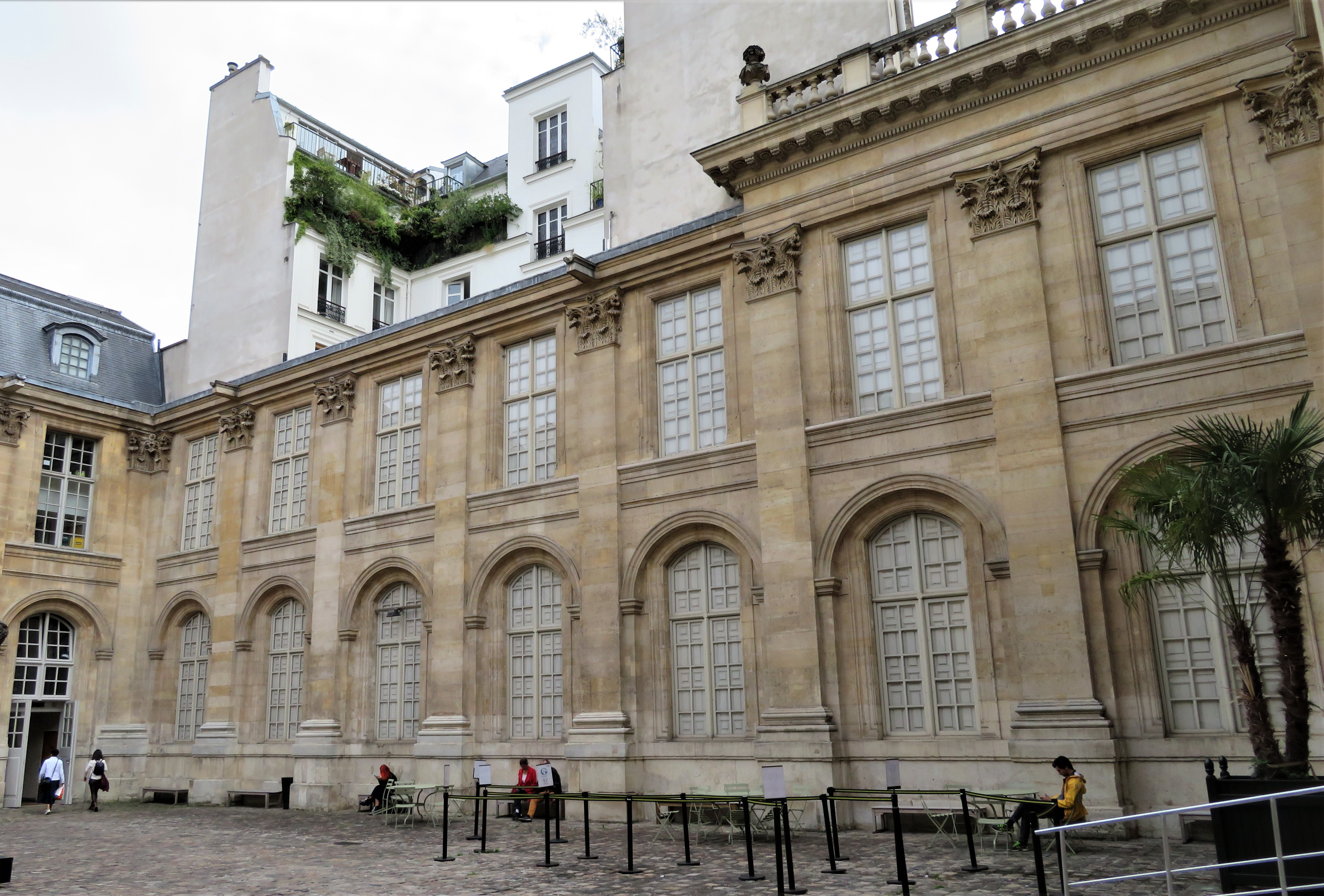
Mur en trompe l'œil le long de l’enceinte.

- 4e arrondissement :
  - 15 rue de l'Ave-Maria[42]
  - 9 à 15 rue Charlemagne[43]
  - 17, 19, 21 rue des Jardins-Saint-Paul[44] : à l'angle des rue Charlemagne et rue des Jardins-Saint-Paul est visible la plus longue portion conservée (60 mètres). Y est visible le quart de la tour Montgommery, du nom du capitaine de la garde écossaise de Henri II qui y aurait été emprisonné après avoir accidentellement tué le roi lors d'une joute. Cette tour devait être flanquée d'une autre afin de défendre la poterne Saint-Paul. Au milieu du terrain de sport se trouve une autre tour restaurée. Une courtine de 7 mètres de haut relie les deux tours. De nombreuses marques de tâcheron y sont visibles.
  - Une autre partie du mur de Philippe Auguste est visible dans le gymnase en sous-sol du lycée Charlemagne (face intérieure du mur donnant sur la rue des Jardins-Saint-Paul), constituant le sous-basement de la partie récente du « petit lycée ».

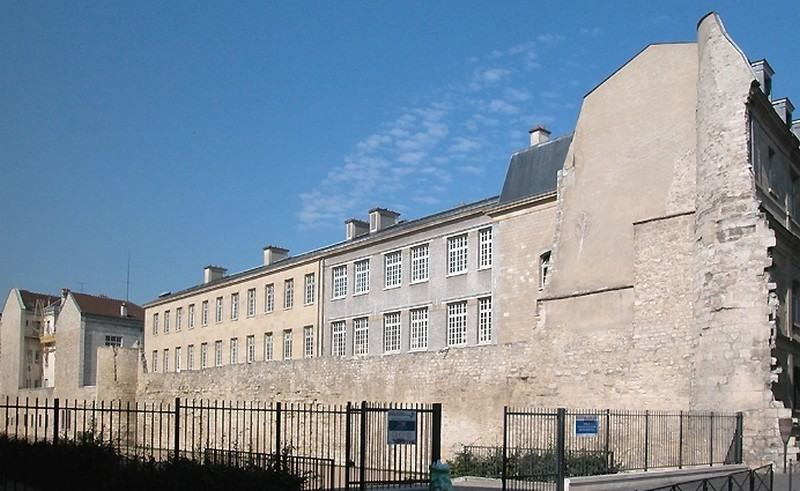
La plus longue portion encore existante se situe à l'angle de la rue Charlemagne et de la rue des Jardins-Saint-Paul.
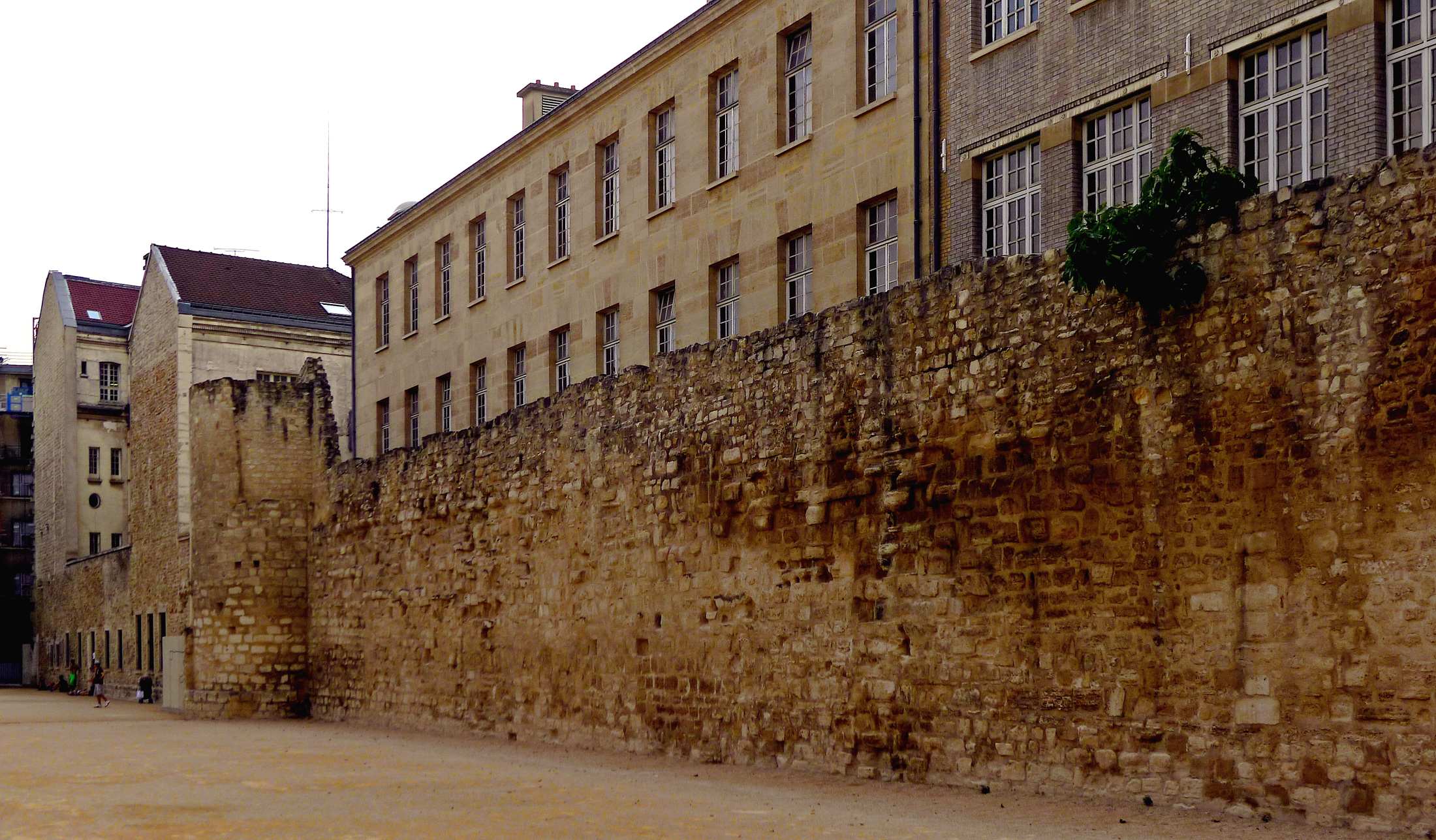
Autre vue plus rapprochée de cette même portion.
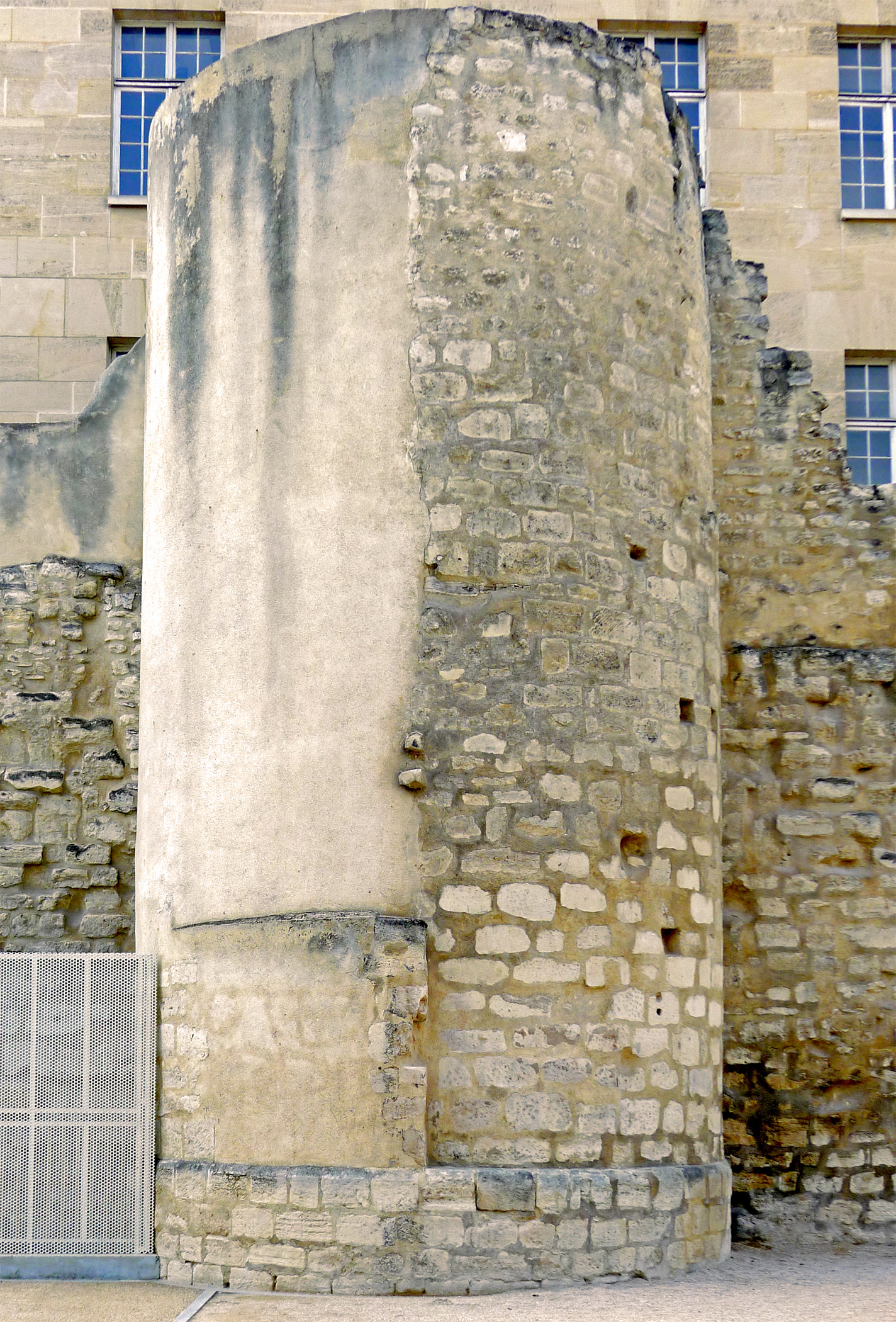
La tour rue des Jardins-Saint-Paul.
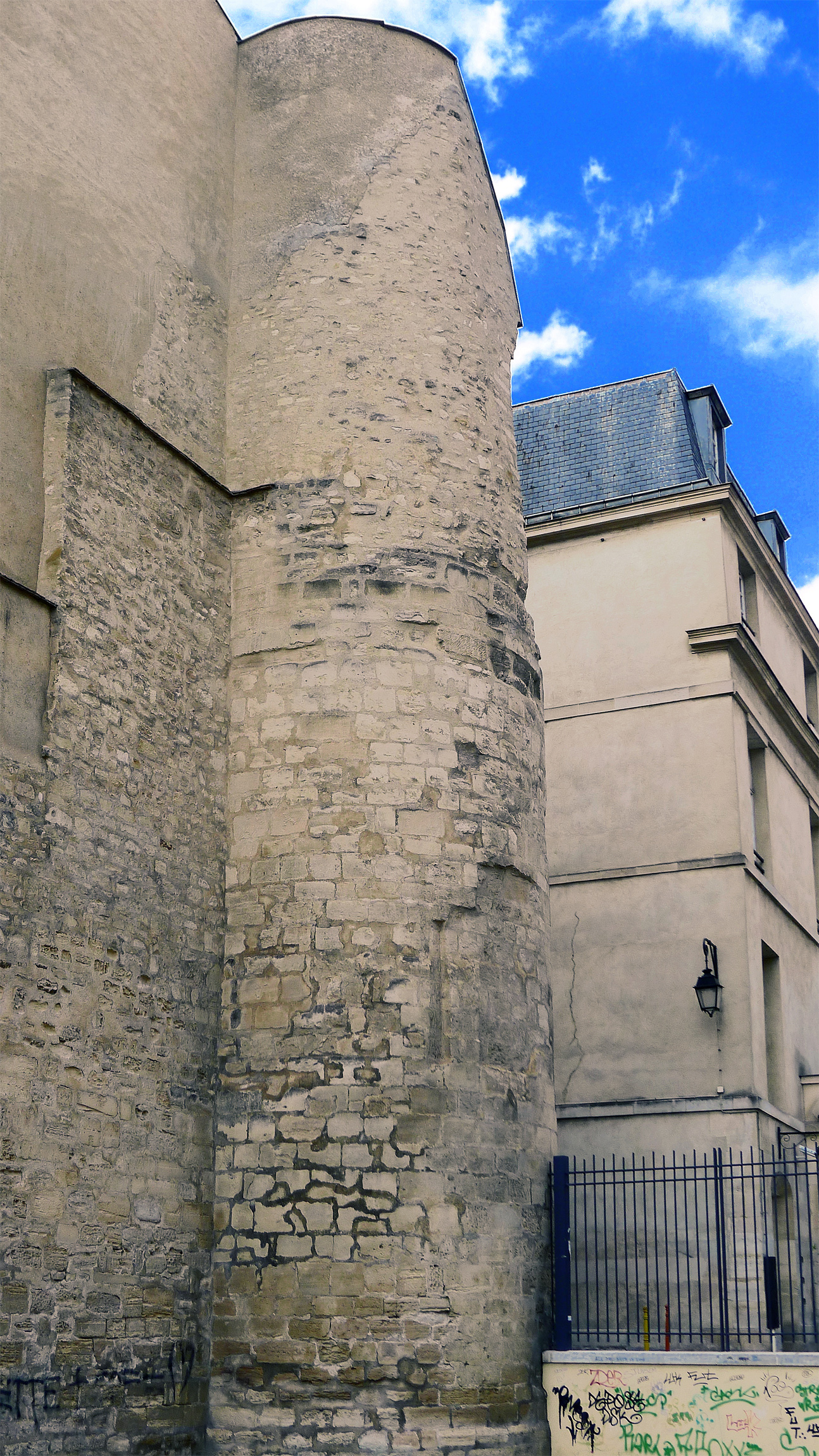
La tour à l'angle des rues Charlemagne et des jardins Saint-Paul, dite « tour Montgommery ».

- 7 rue de Sévigné : ancien hôtel d'Evreux (qui occupait également le no 9) puis hôtel Poulletier ou hôtel de Chavigny; dans les caves du no 7, vestiges d'une tour de l'enceinte de Philippe Auguste ; aujourd'hui caserne de pompiers.

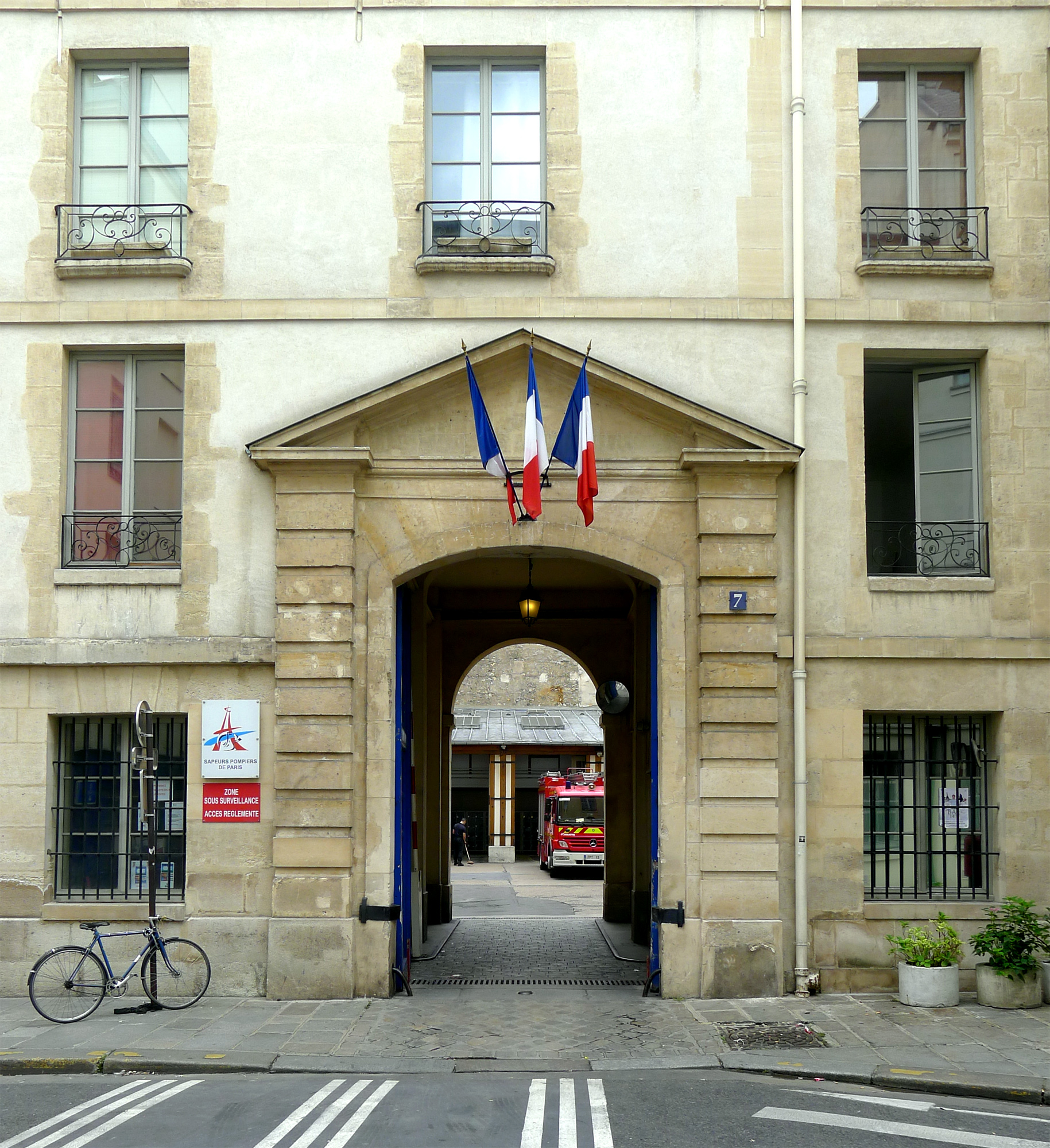
Entrée du no 7.

- 57, 59 rue des Francs-Bourgeois, : au niveau de l'étroite entrée située entre les no 57 et 59 donnant sur la cour du Crédit municipal de Paris, il est possible d'apercevoir depuis la voie publique une tour en brique datant du XIXe siècle dont la base est médiévale. Deux lignes tracées dans le pavage de la cour signalent l'emplacement de la courtine, rasée depuis. Une plaque figurant dans l'enceinte même du Crédit municipal reprend le tracé de cette ancienne enceinte.

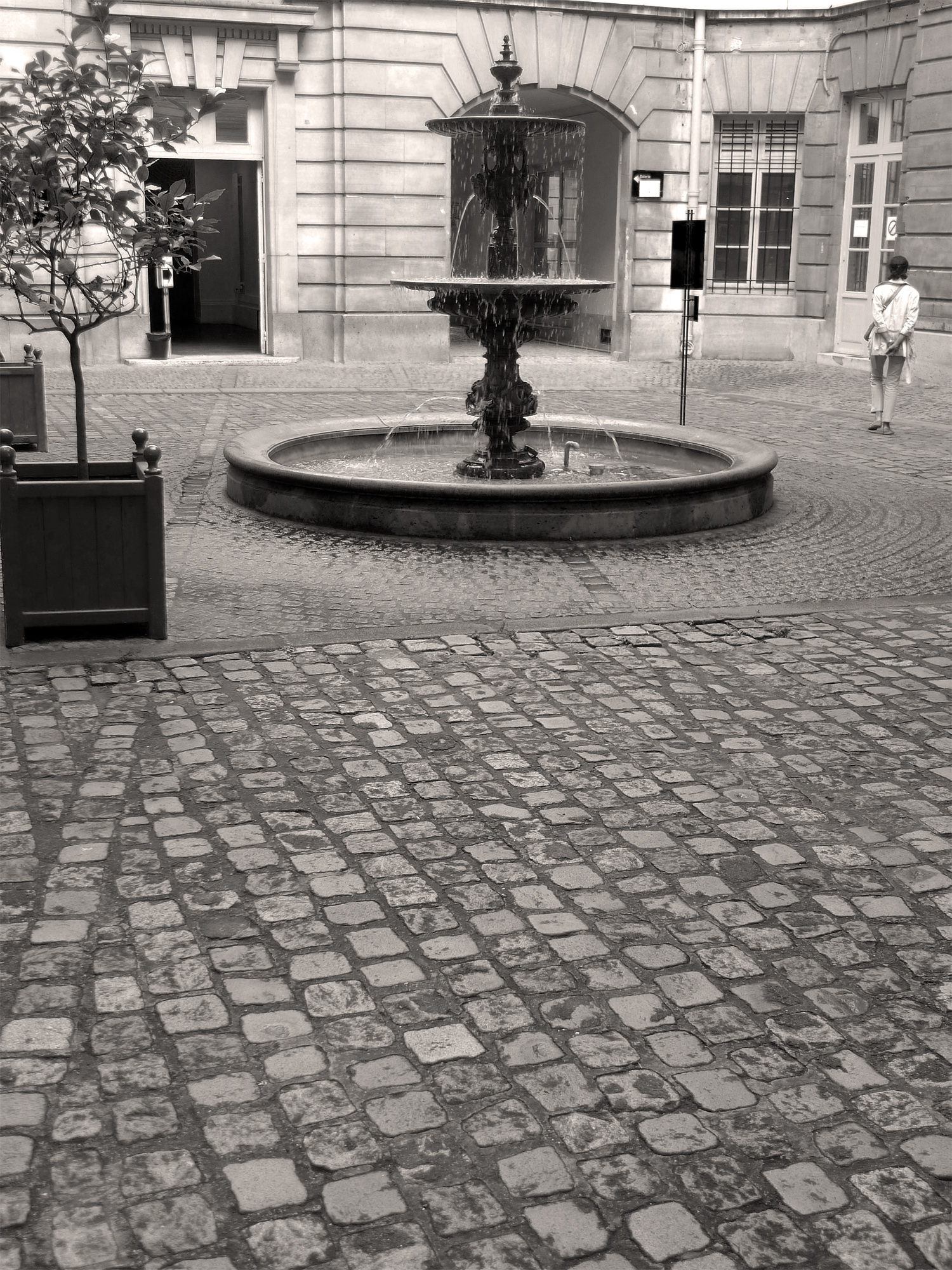
no 55 : tracé de l'enceinte de Philippe-Auguste.
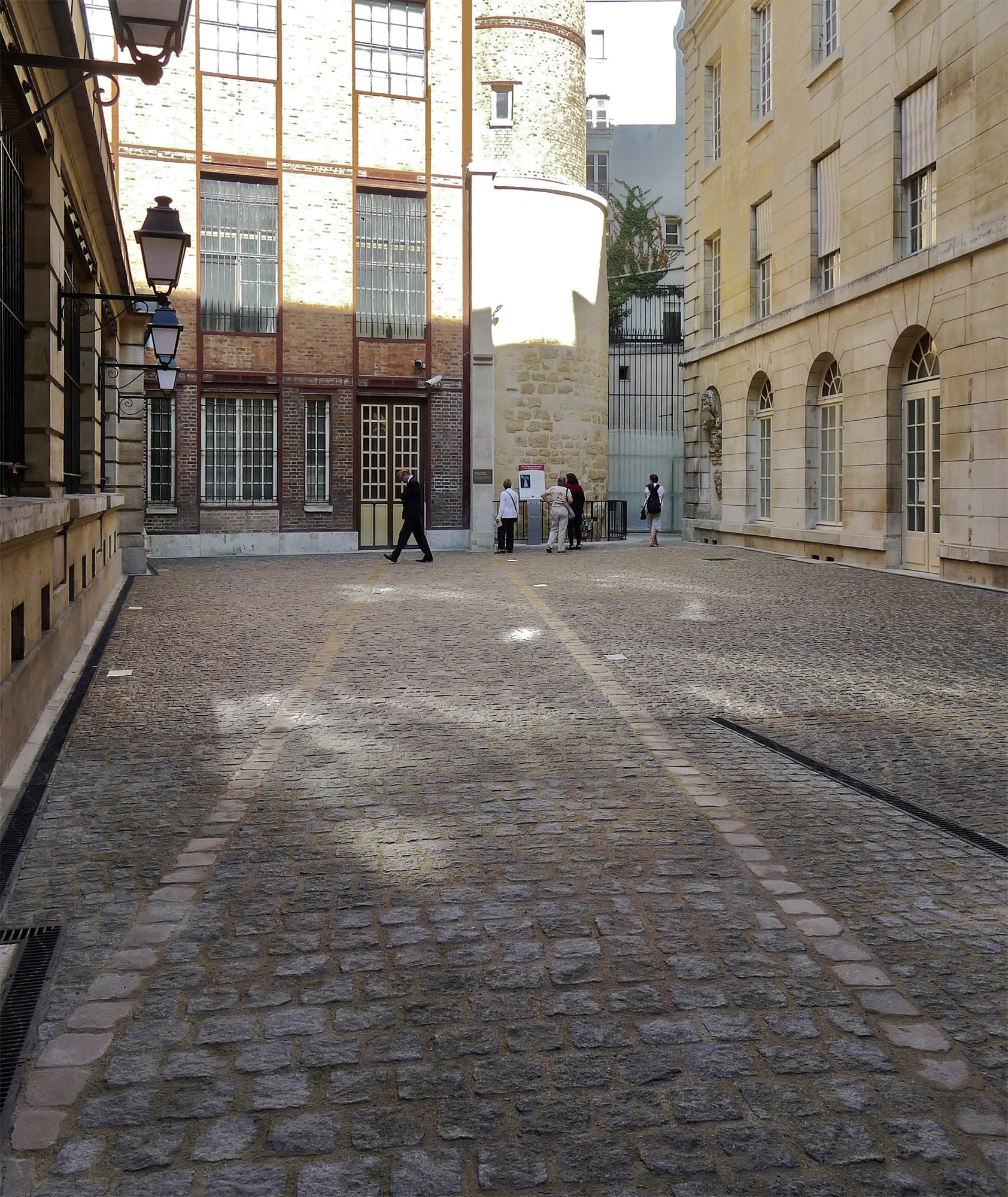
nos 57et 57 bis : tracé de l'enceinte de Philippe-Auguste et tour Pierre Alvart.
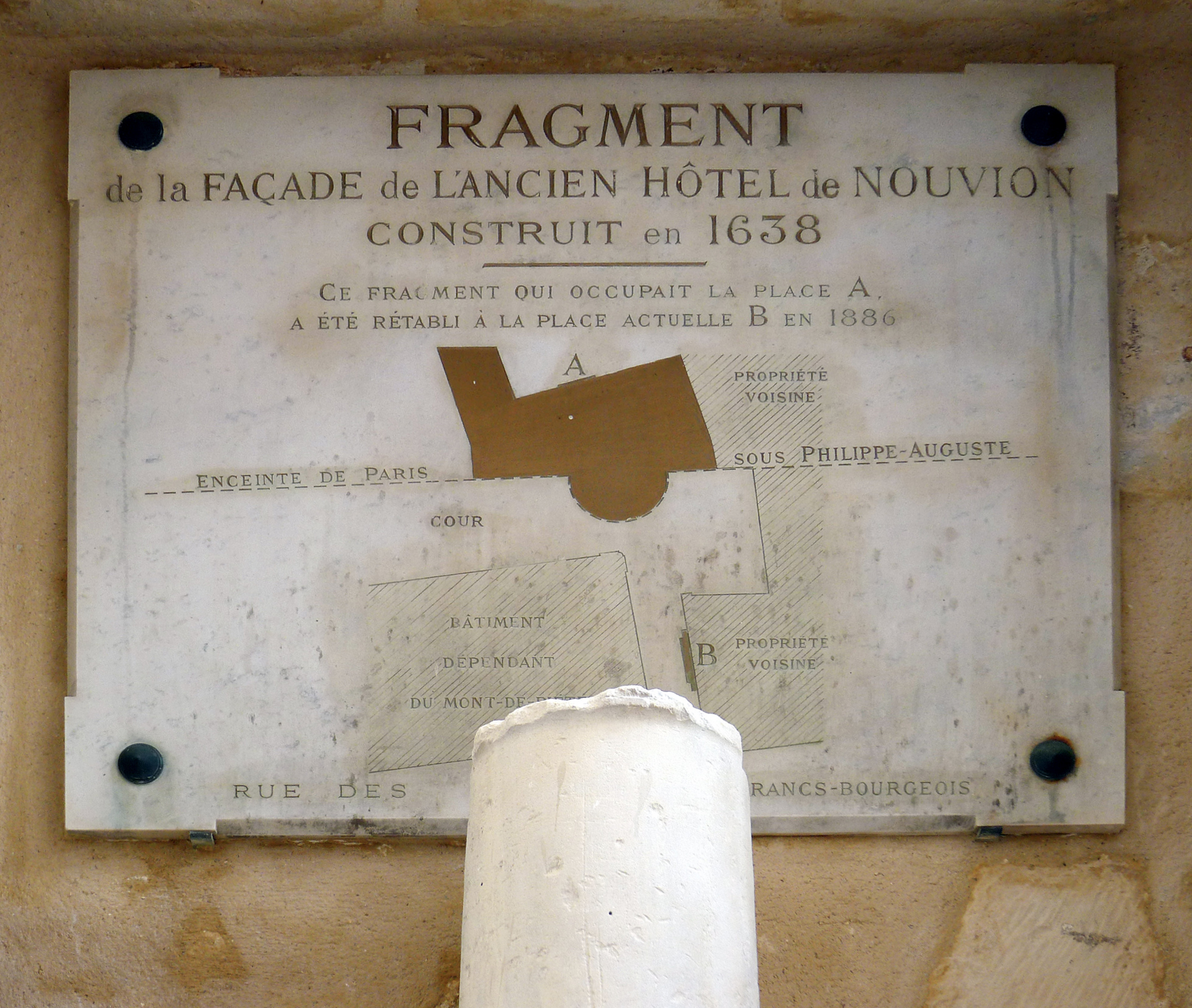
Tracé de l'enceinte sur une plaque.
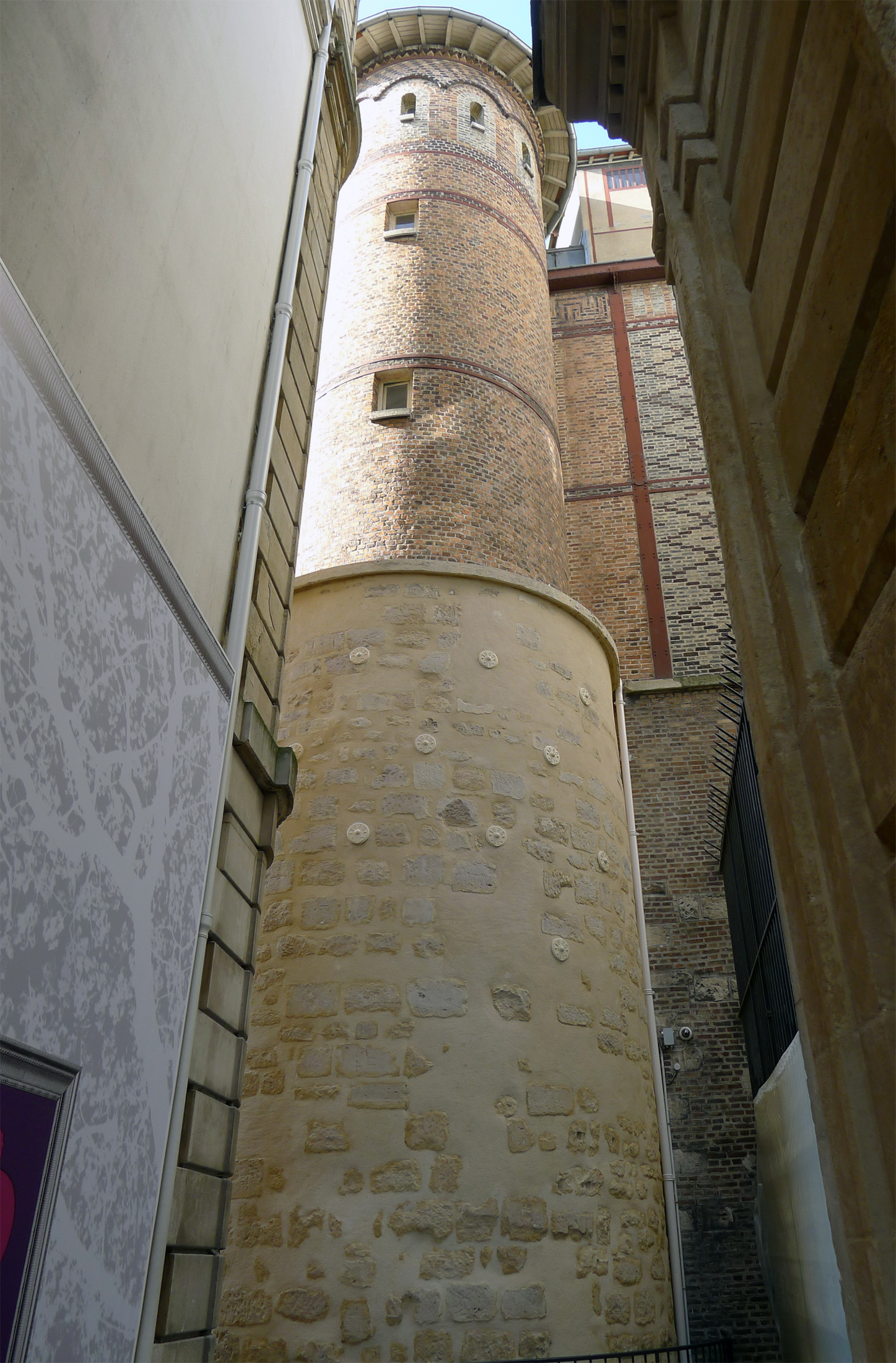
Tour Pierre Alvart surmontée d'une partie plus récente.
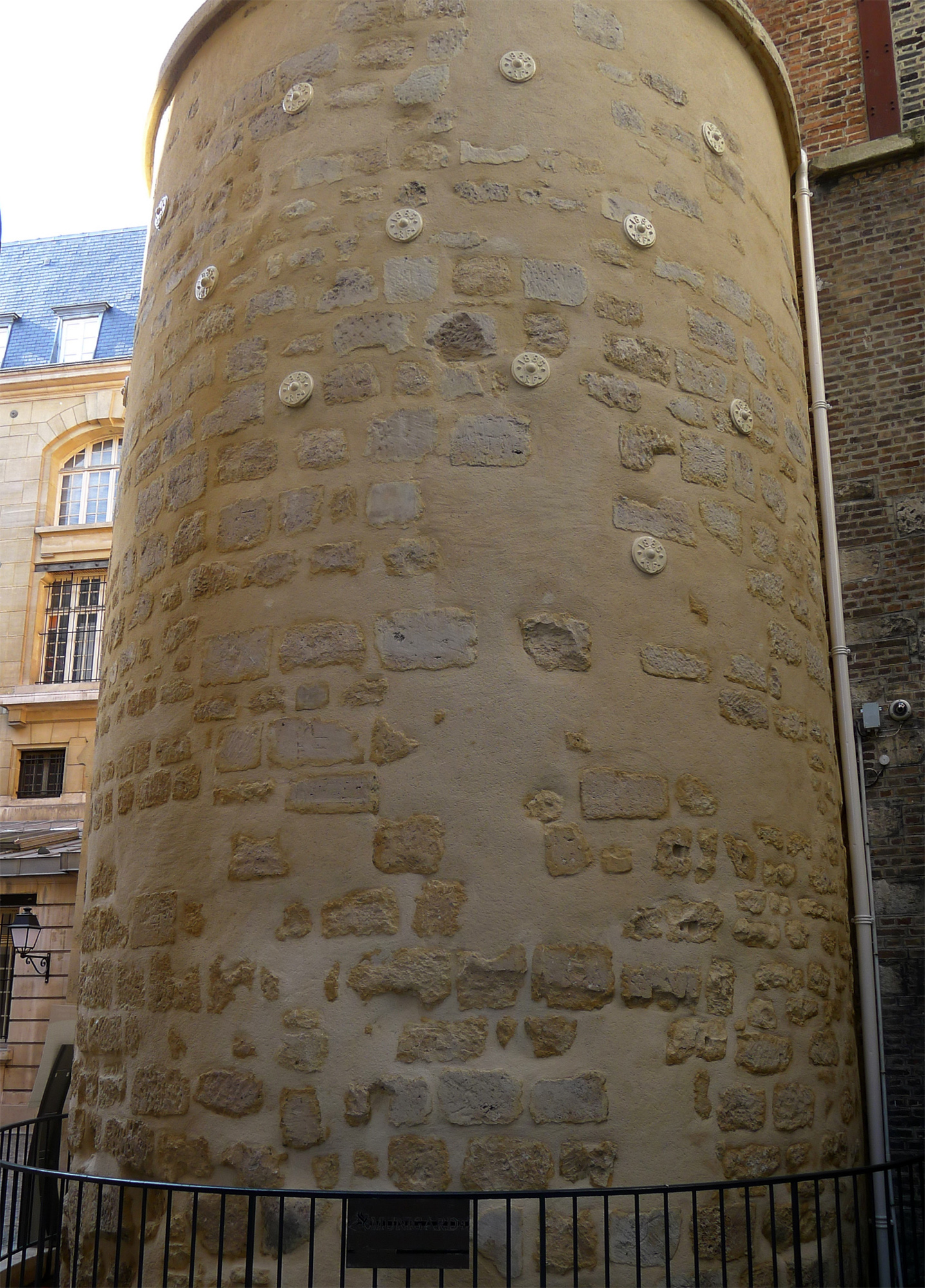
Vestiges de la tour restaurée en 2014.
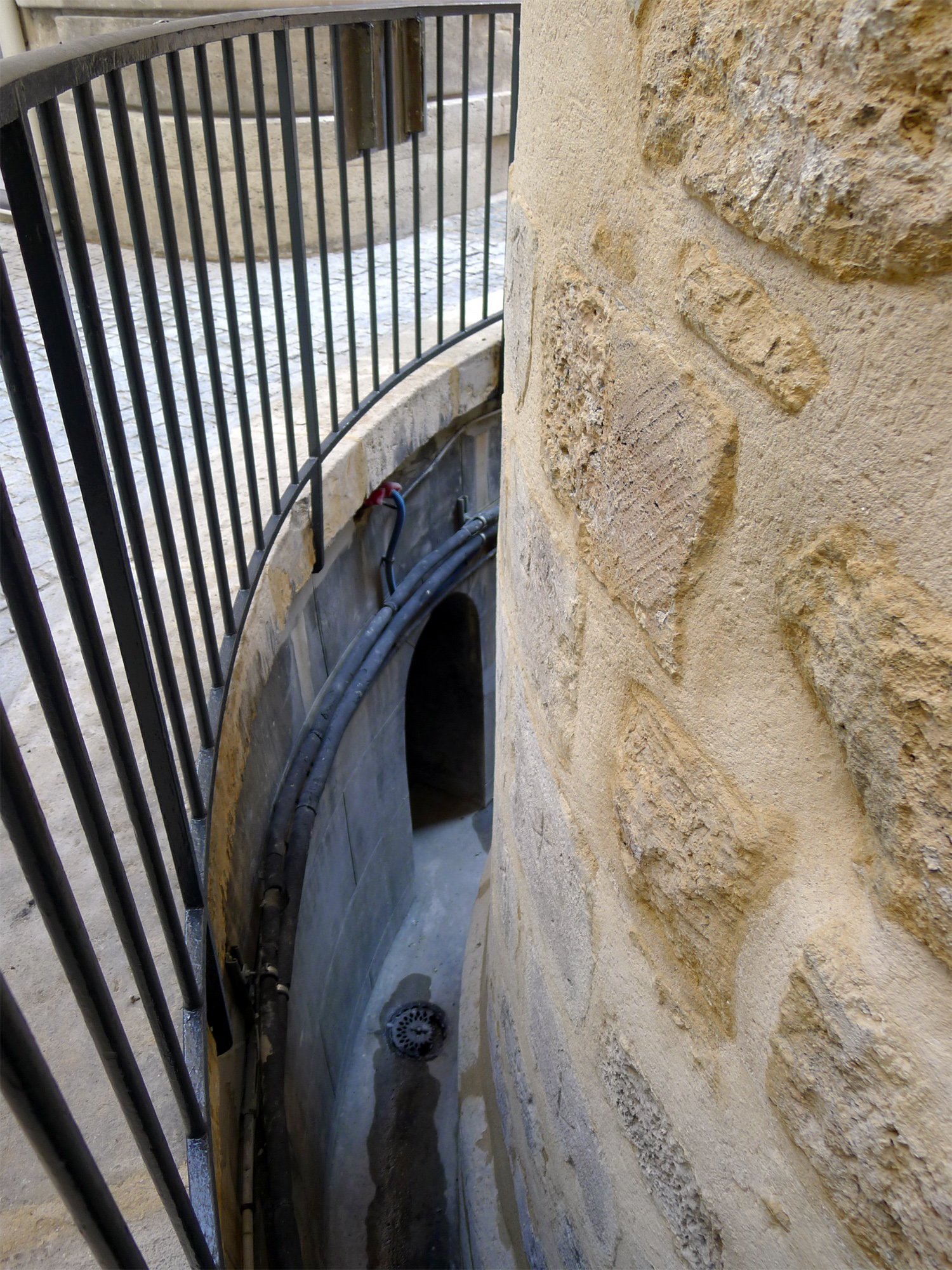
Différence de niveaux entre celui actuel et celui initial de la tour.
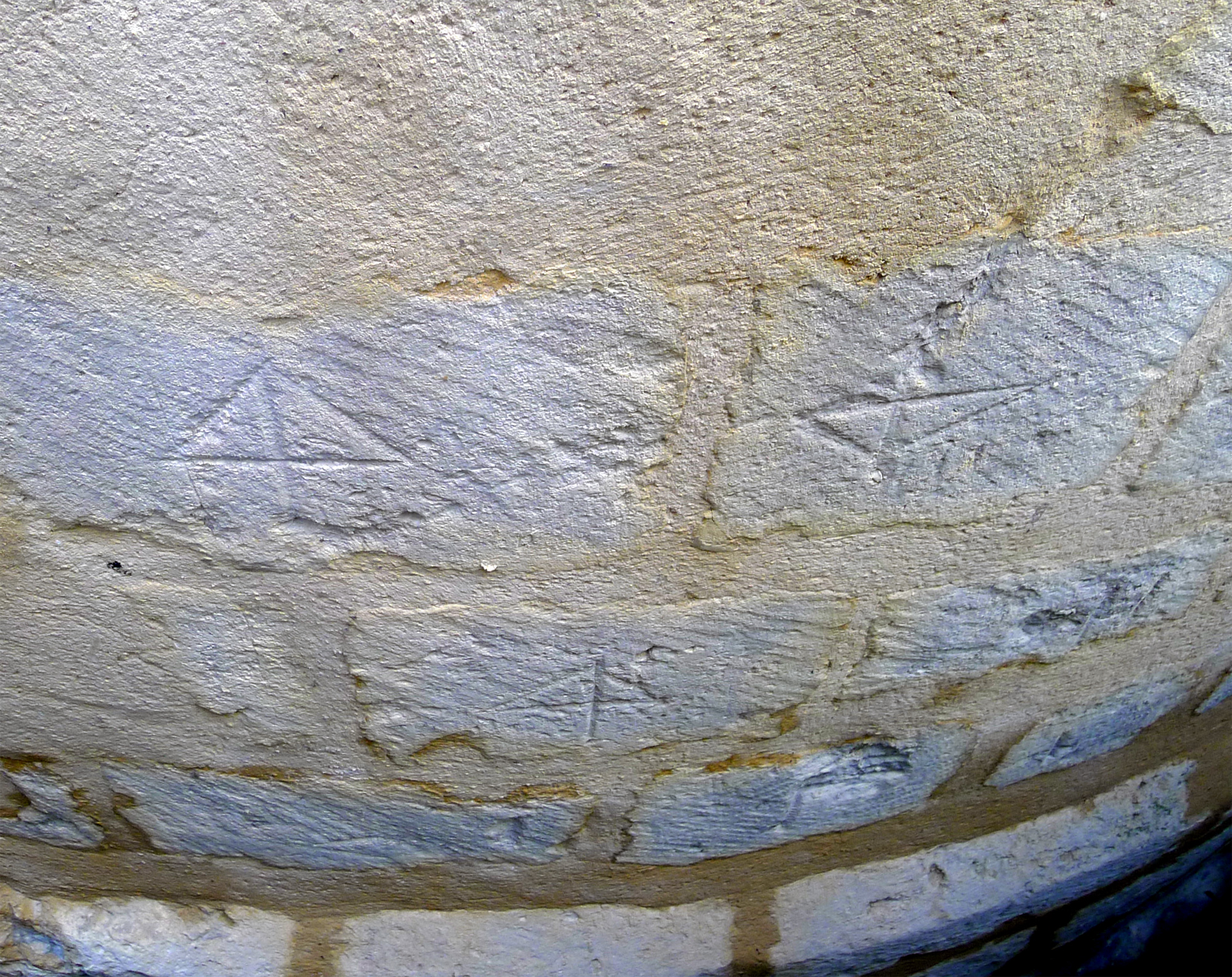
Marques des tailleurs de pierre.

- nos 8, 10, 14, 16 rue des Rosiers ; vestiges visibles dans le jardin des Rosiers – Joseph-Migneret.

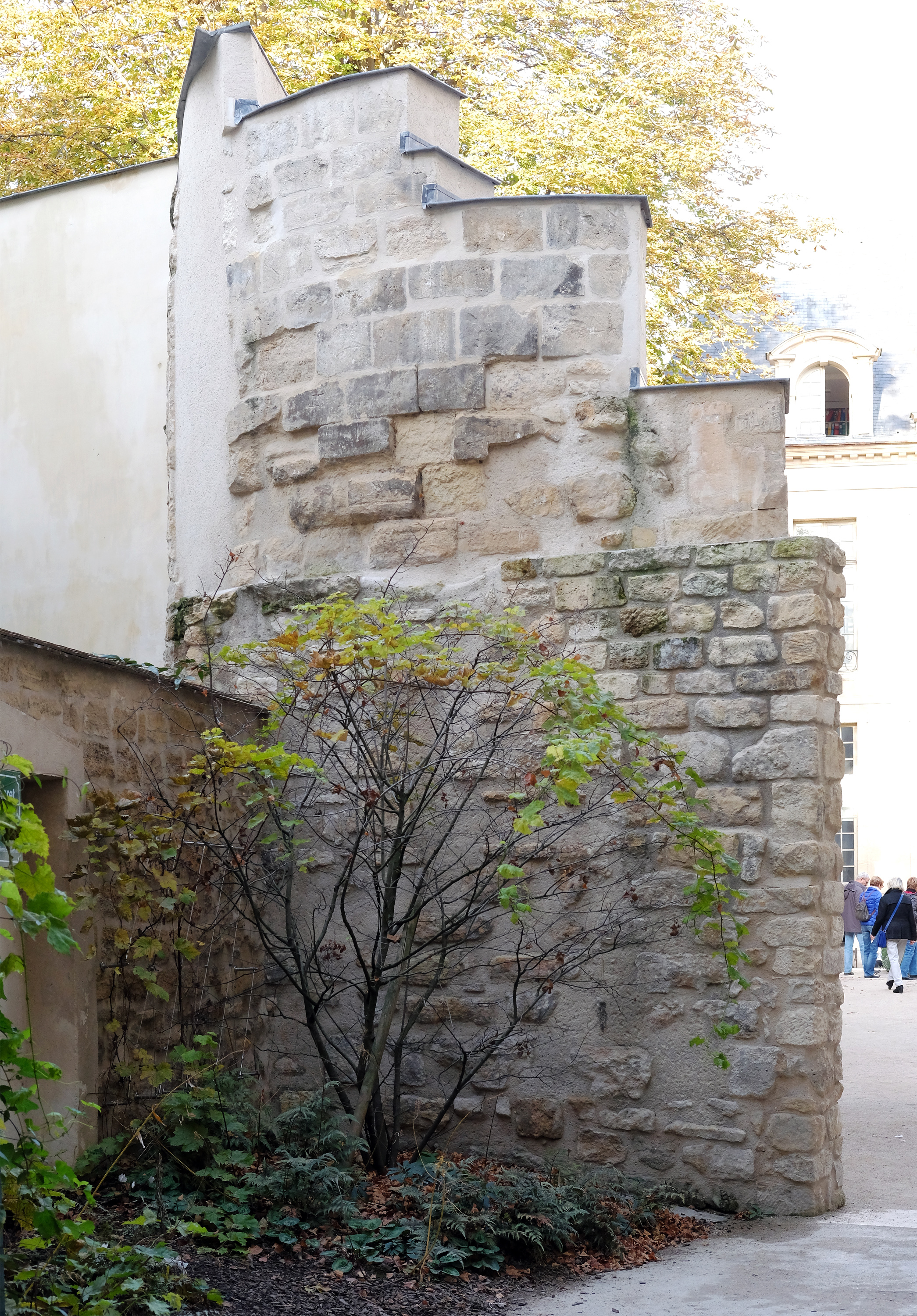
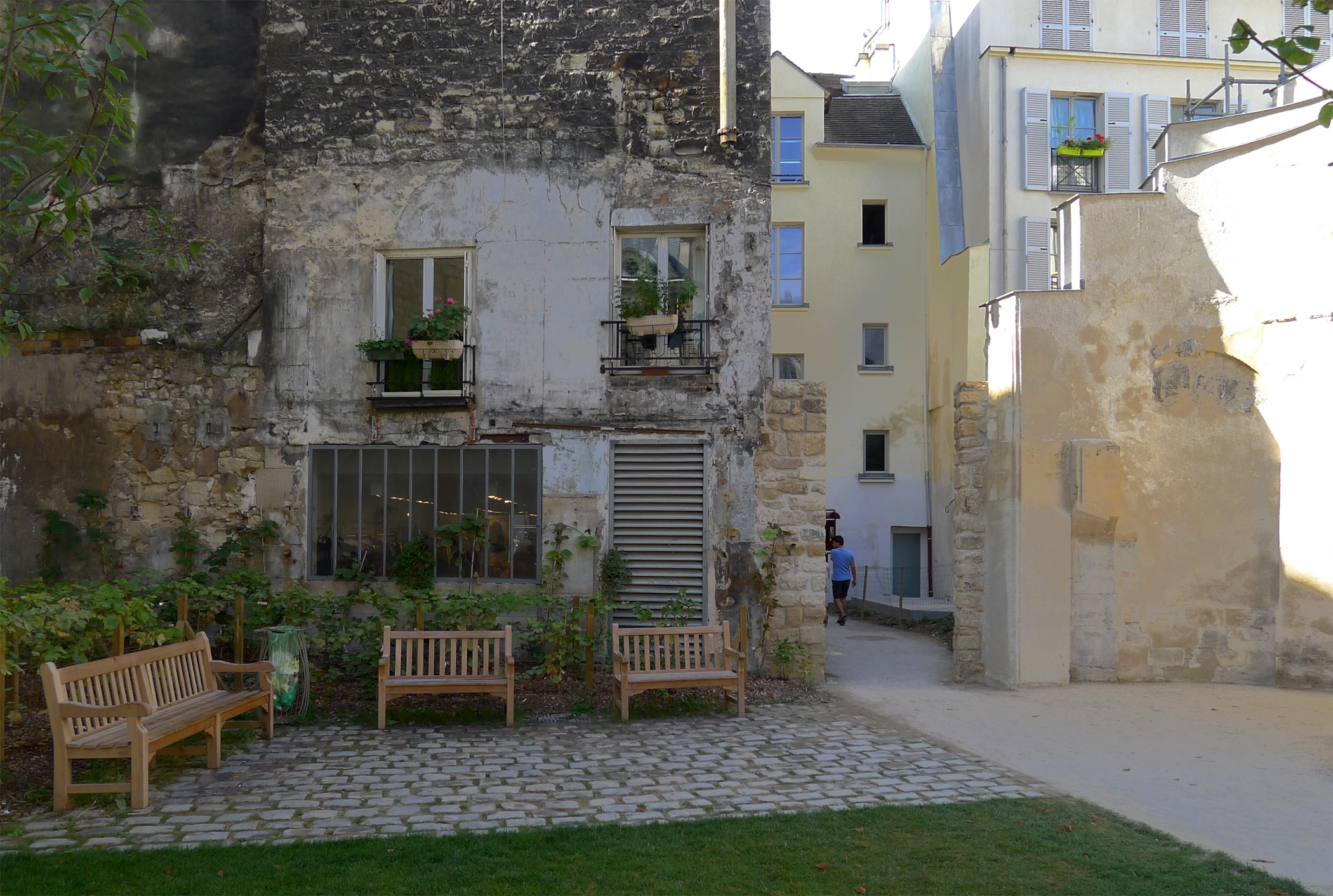
Jardin des Rosiers.
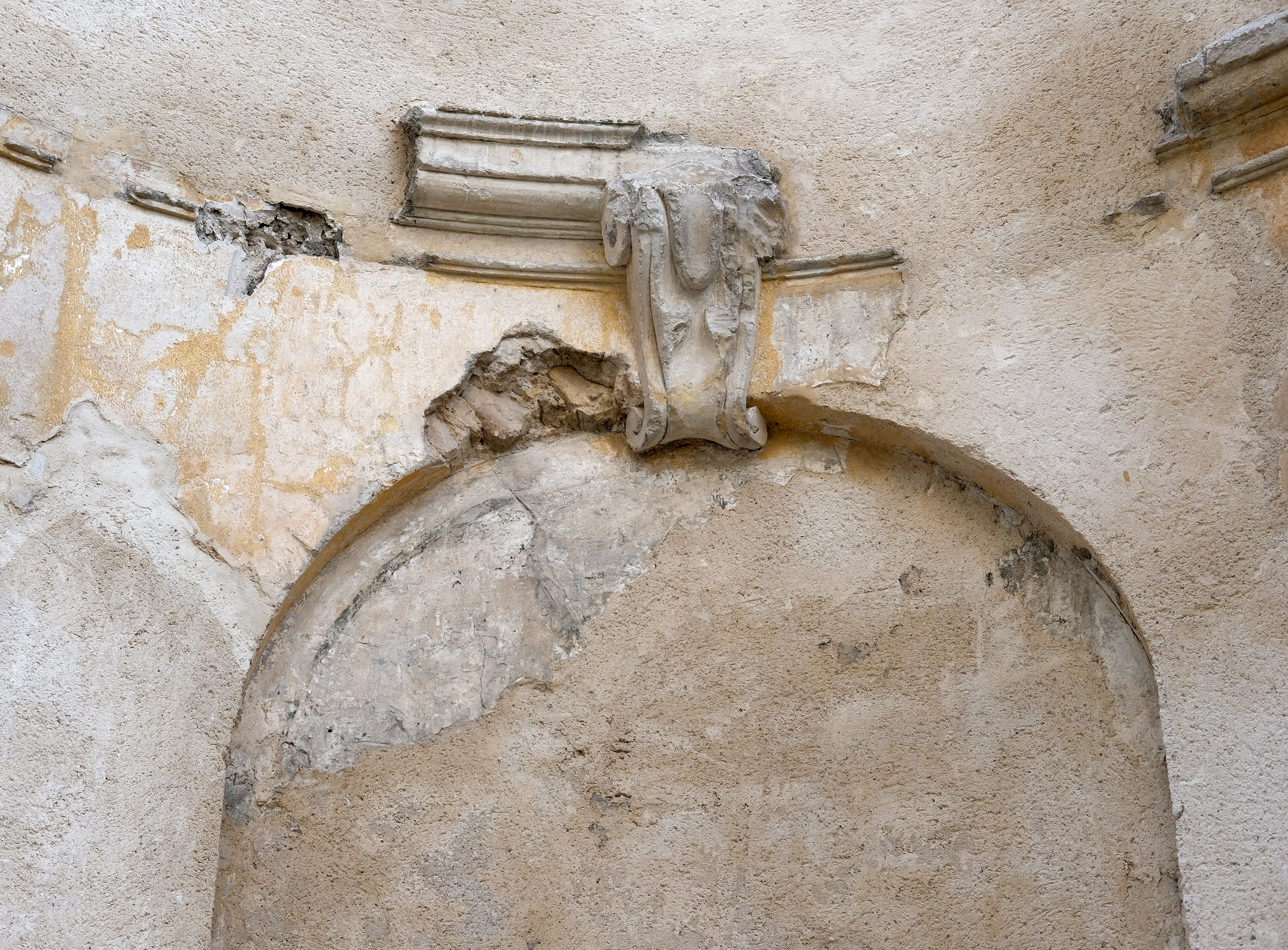
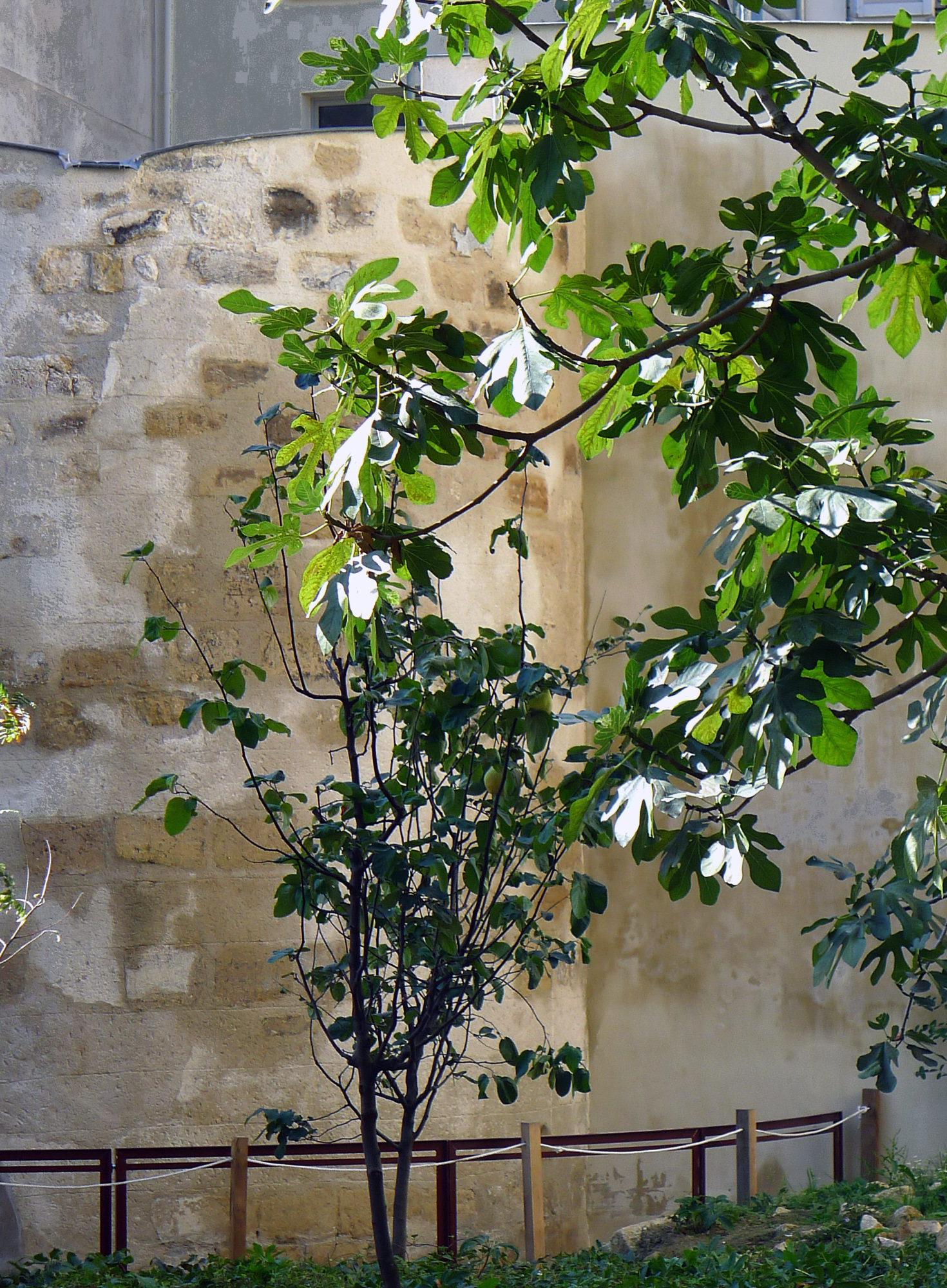
Jardin des Rosiers.

- 5e arrondissement :
  - 9, 11 rue d'Arras, 38, 40, 42 rue du Cardinal-Lemoine[49]
  - 23, 25, 27 rue d'Arras (désormais, rue Jacques-Henri-Lartigue), 48, 50 rue du Cardinal-Lemoine[50]
  - 17, 19 rue du Cardinal-Lemoine, 28 rue des Fossés-Saint-Bernard[51]
  - 30 bis rue du Cardinal-Lemoine, sous le bureau de poste de Jussieu : restes de l'arche qui permettait à la rivière Bièvre de franchir l'enceinte de Philippe-Auguste pour entrer dans la ville.
  - 45, 47 rue Descartes, 4 rue Thouin, 60 à 68 rue du Cardinal-Lemoine, rue Clovis[52] : entre les 1 et 5 rue Clovis, est visible l'une des parties les mieux conservées de la courtine. Cependant, la partie où le chemin de ronde originel est praticable, insérée dans les propriétés privées, n'est pas accessible au public. Ce chemin de ronde a été restauré en 2010 par la ville de Paris. Des vestiges sont également visibles aux no 10, 12 et 16 de la rue Thouin.
  - des vestiges indirects subsistent également :
    - au no 7 bis du boulevard Saint-Germain : un immeuble très étroit réalisé entre deux bâtiments de facture plus classique à l'emplacement de l'ancienne enceinte.
    - dans la rue Soufflot : les immeubles des numéros 5 et 7 construits en 1734 en bordure de l'ancienne rue de la Bretonnerie adossée à l'enceinte de Philippe Auguste ont été conservés. Leur orientation en biais par rapport à l'alignement est un témoignage du tracé de la fortification médiévale dont des vestiges ont été découverts en 1922 lors de travaux dans la Mairie. Les marches témoignent, par ailleurs, des travaux de nivellement de la rue.

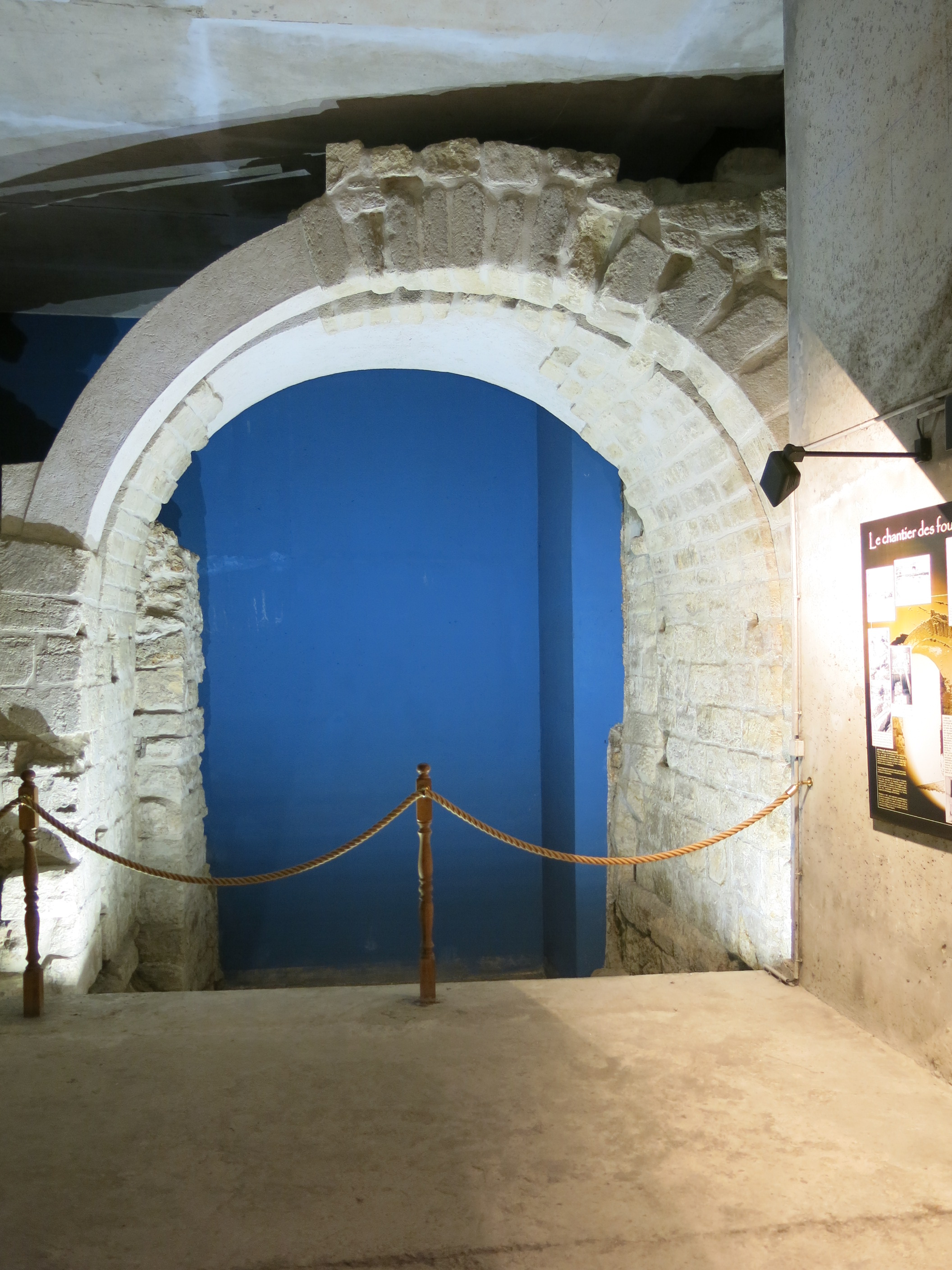
L'arche de la Bièvre.
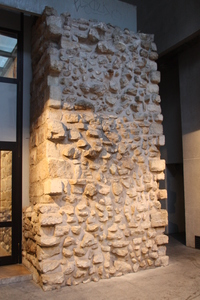
Vestiges au niveau de la caserne des pompiers de la rue du Cardinal-Lemoine.
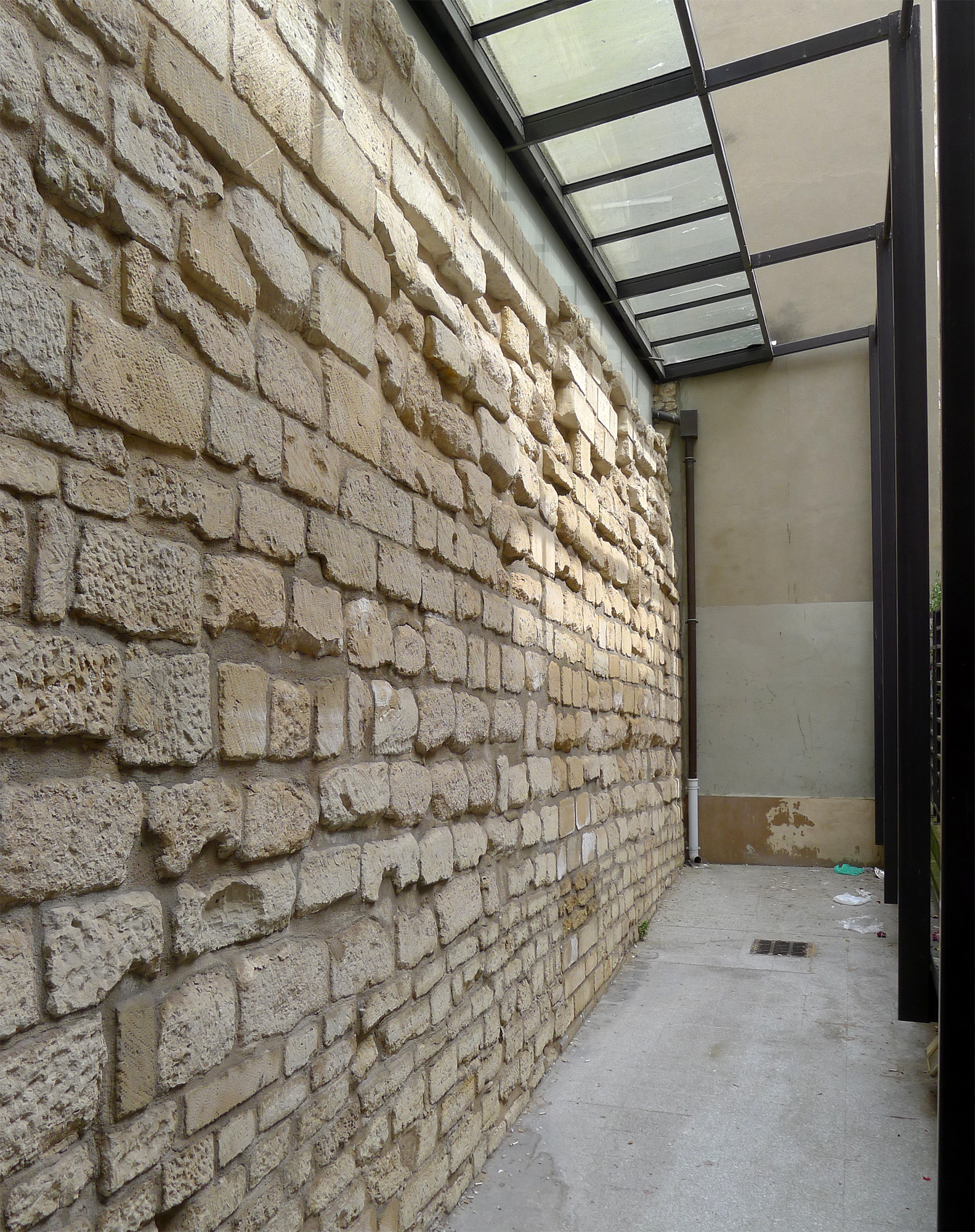
Vestiges rue Jacques-Henri-Lartigue.
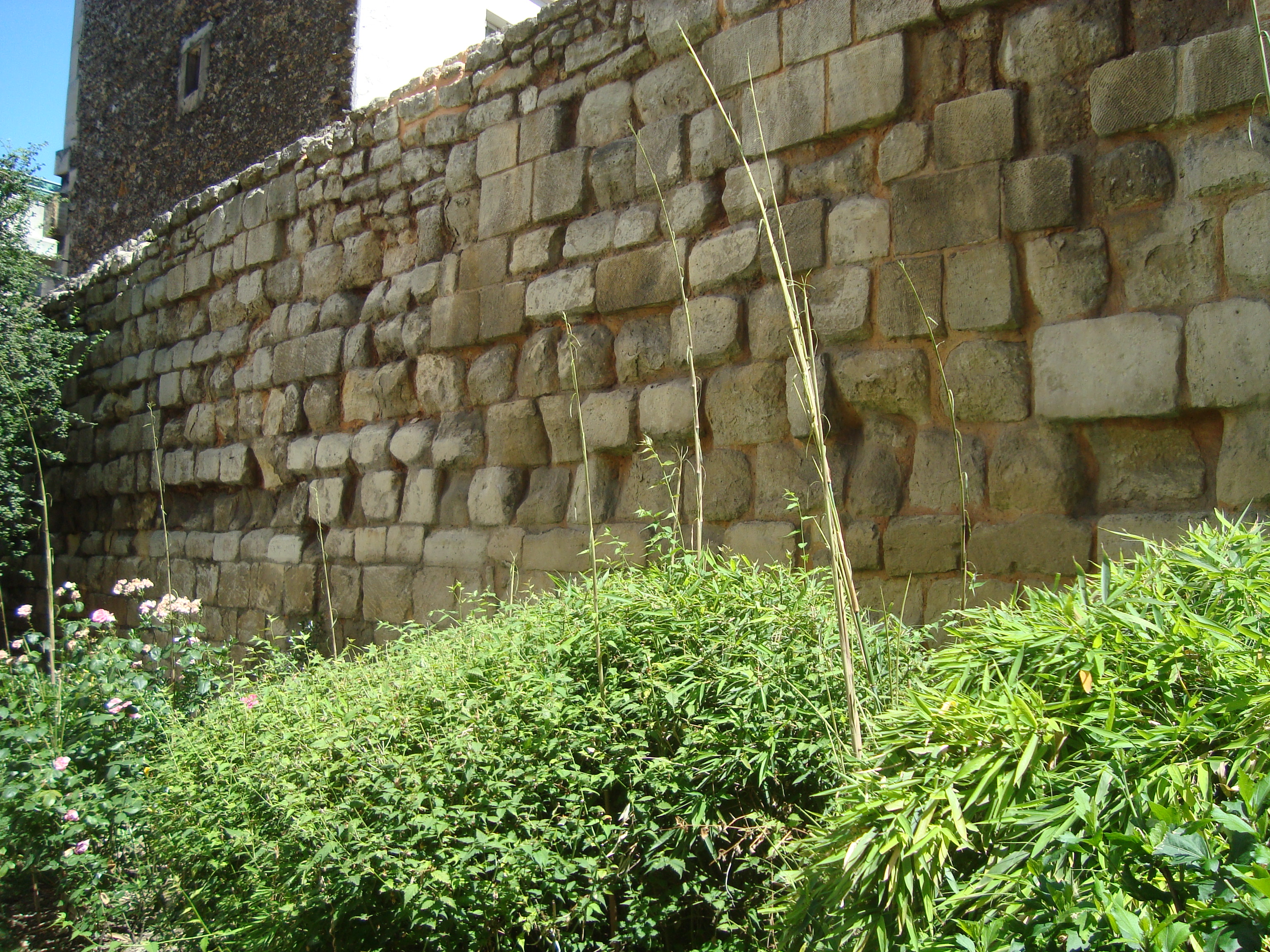
Partie de la courtine, rue Clovis, restaurée en 2010.
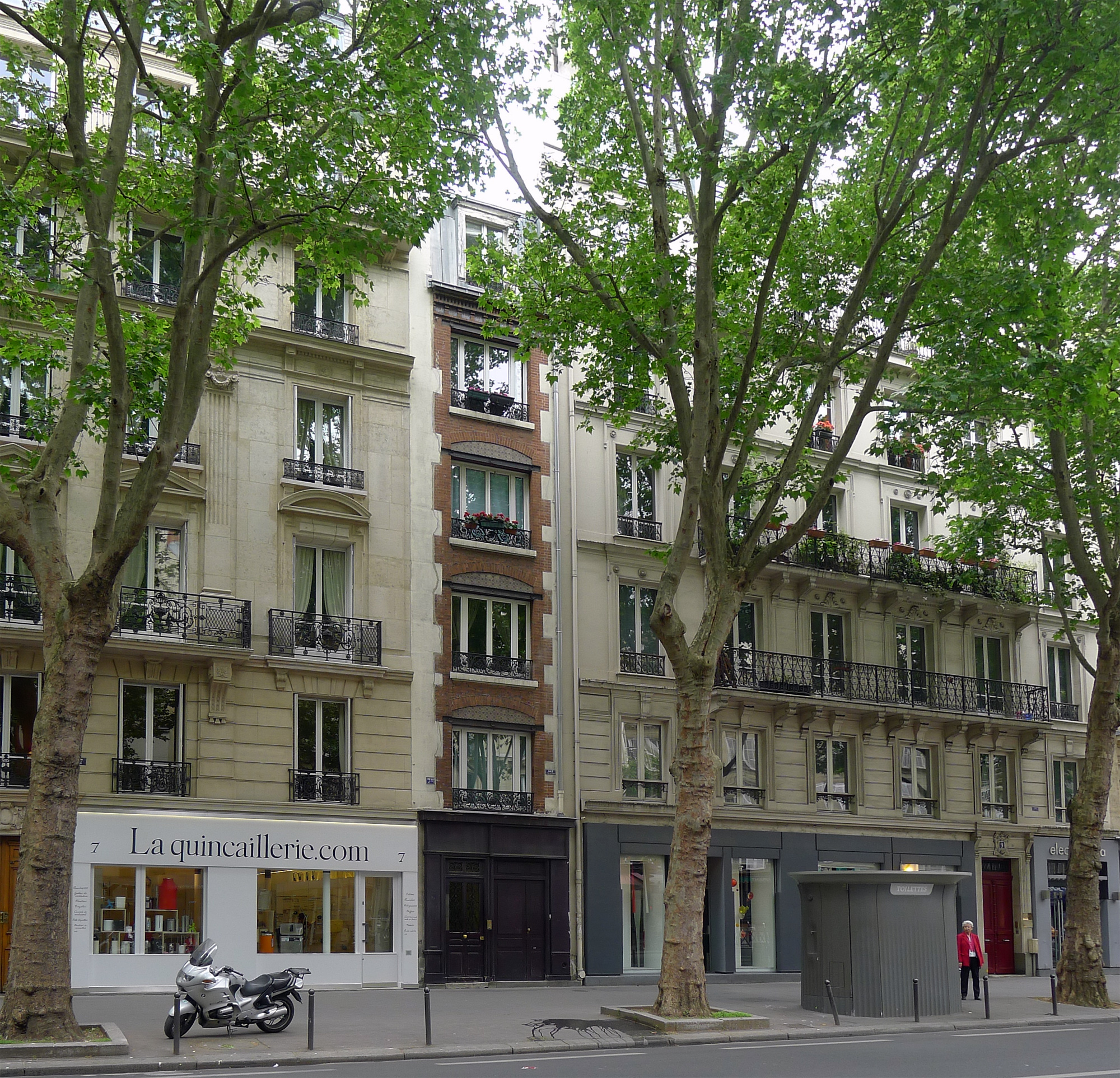
no 7 bis, boulevard Saint-Germain.
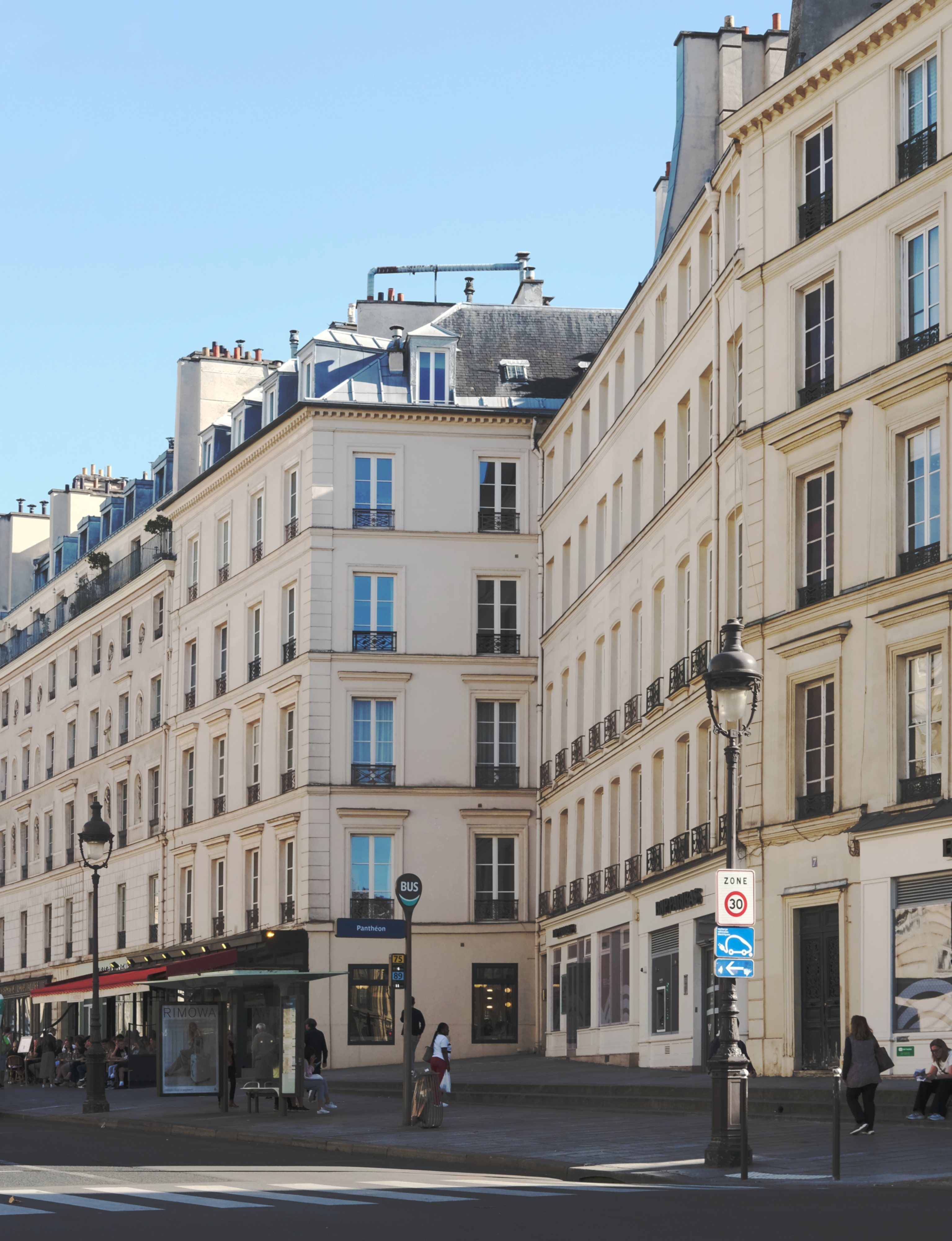
Ancien alignement des immeubles, rue Soufflot.

Rue Thouin
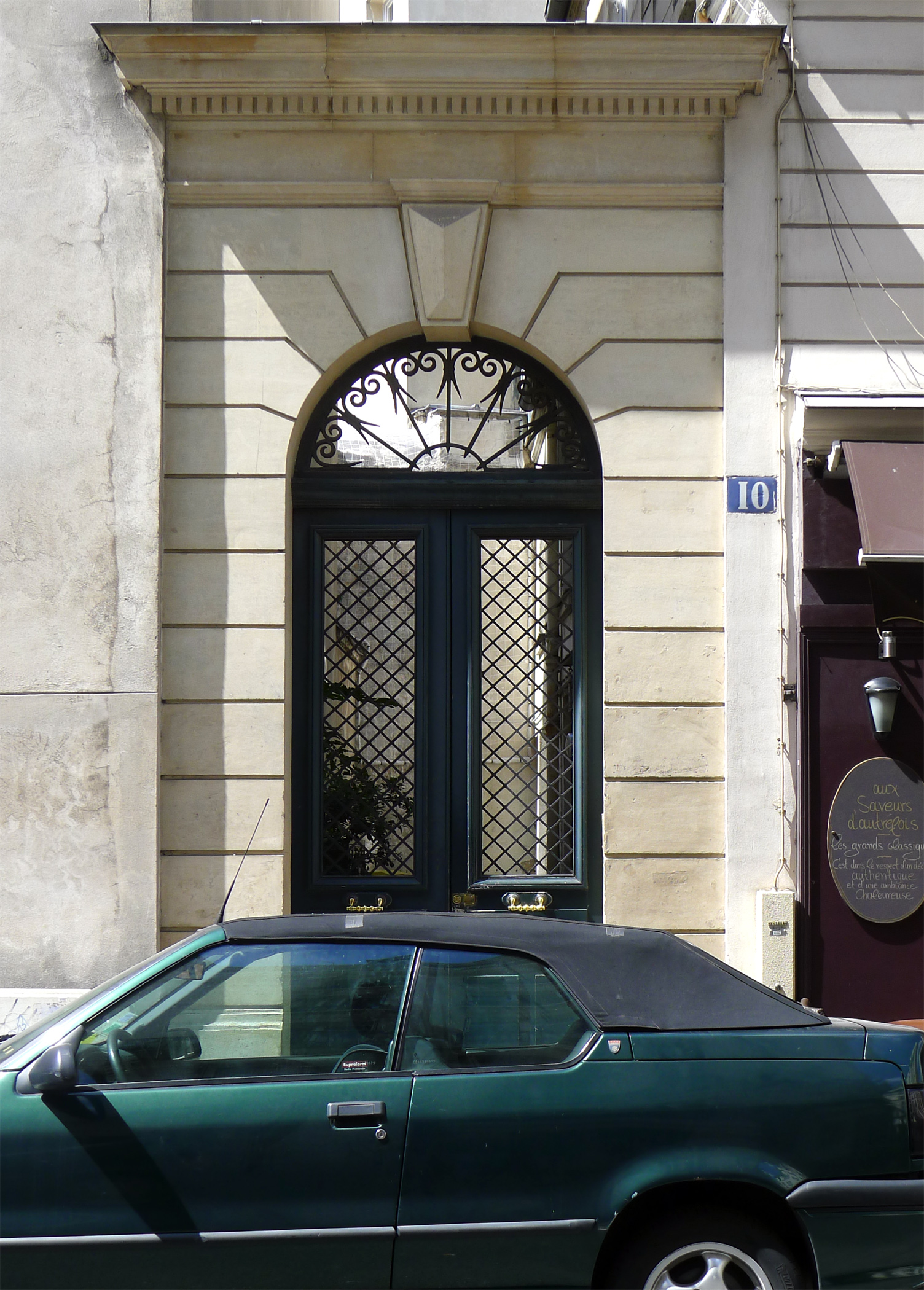
Le no 10.
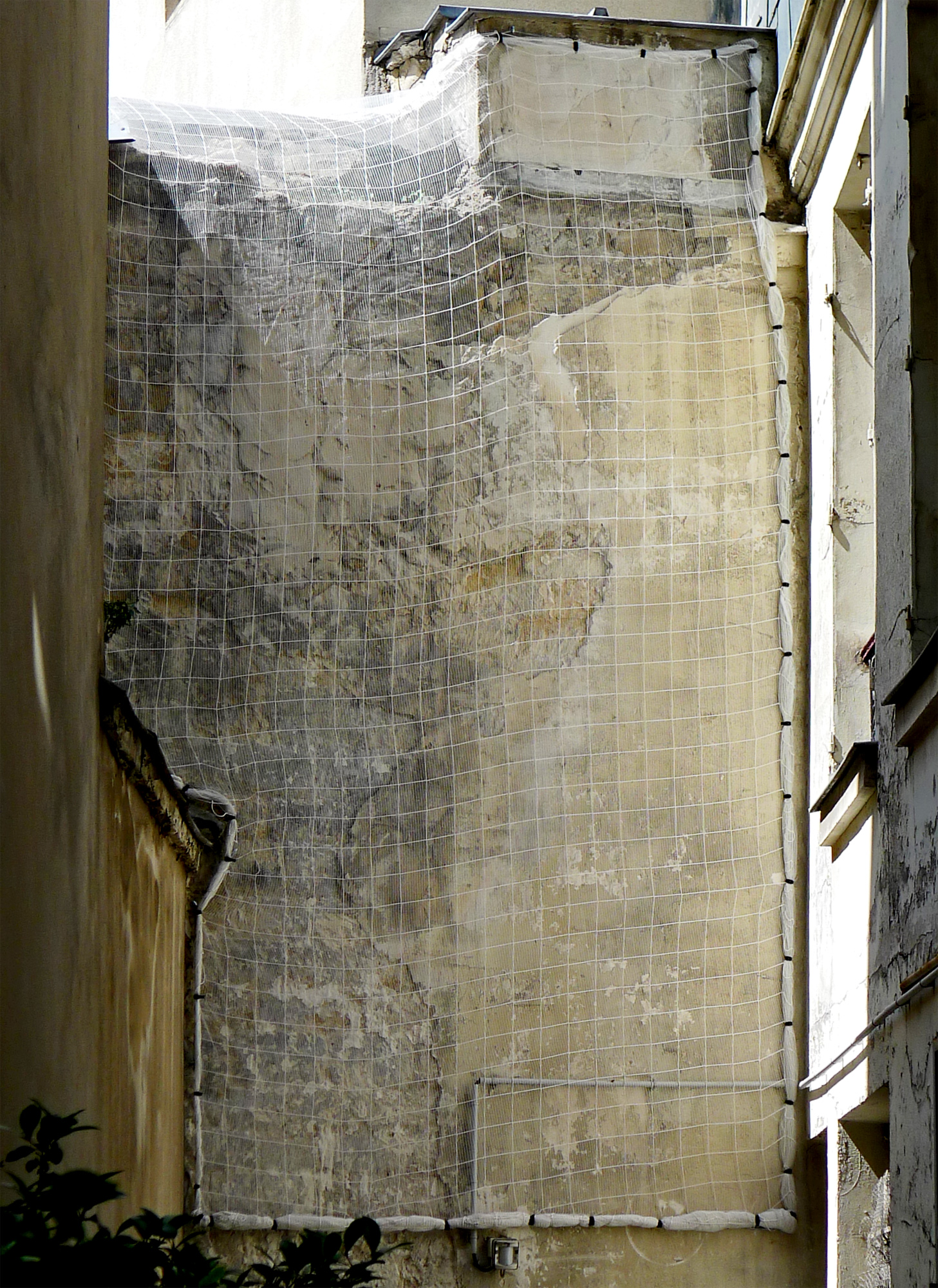
Mur du fond de la cour.
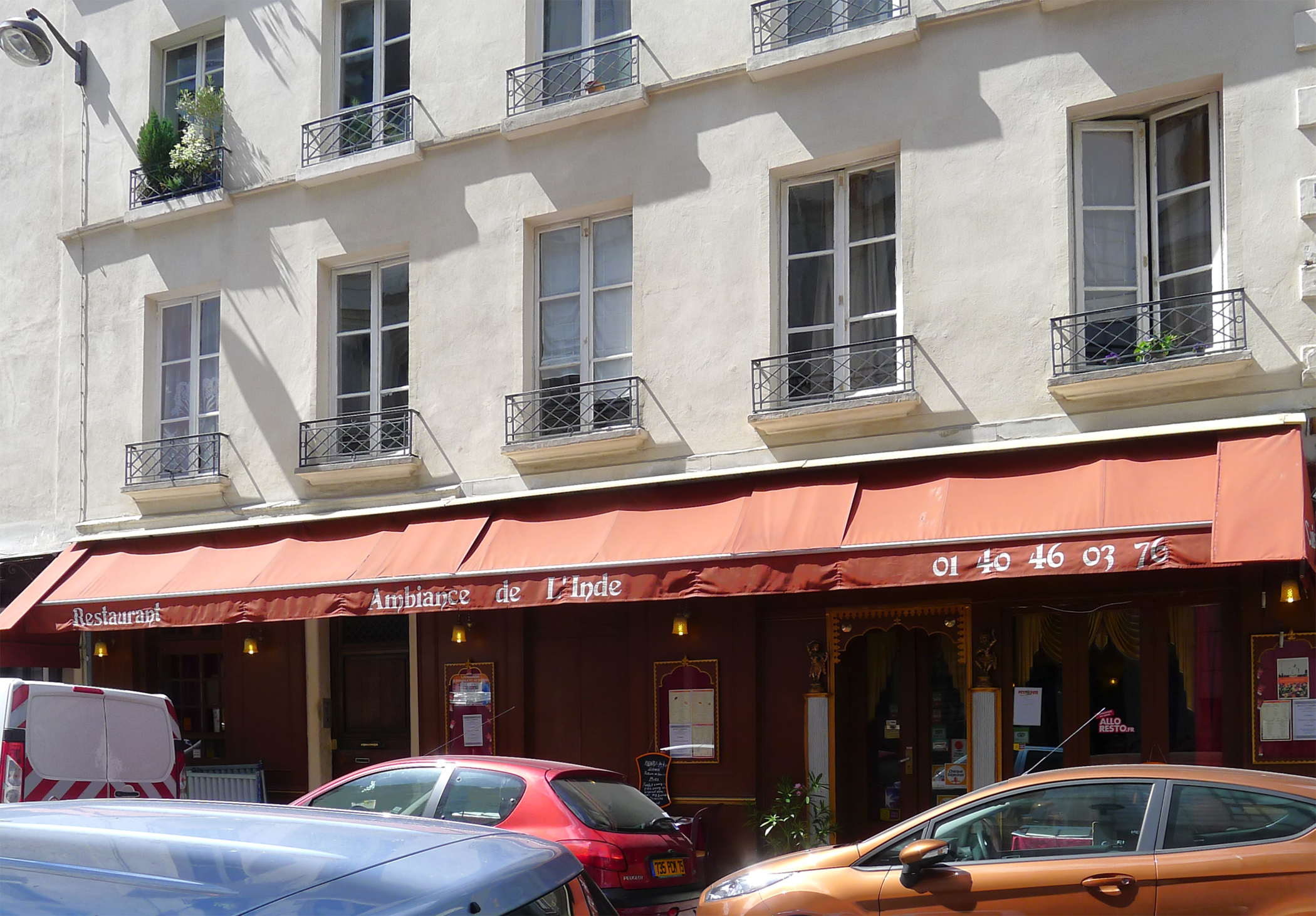
no 12 : mur intérieur.
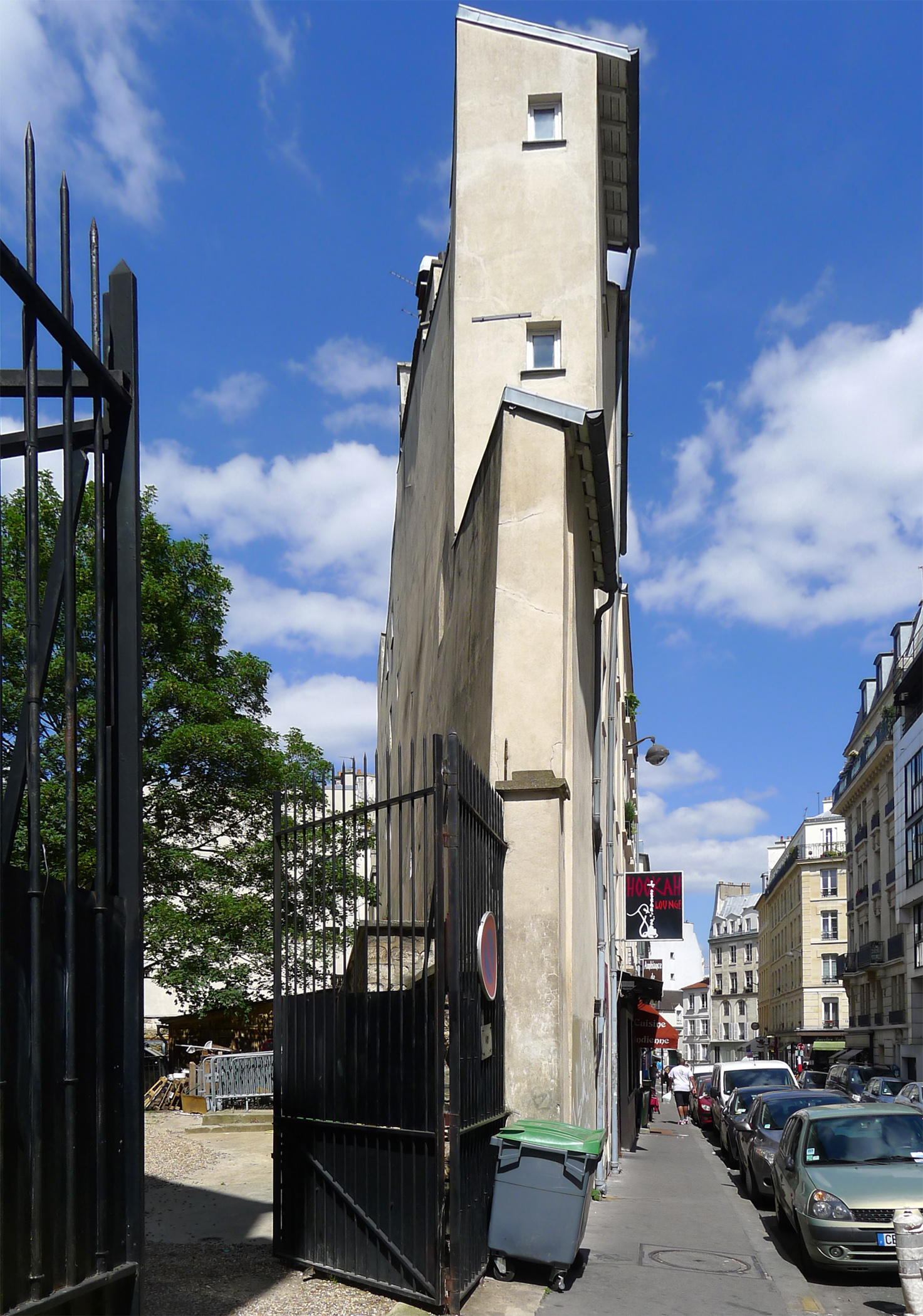
Le no 16.
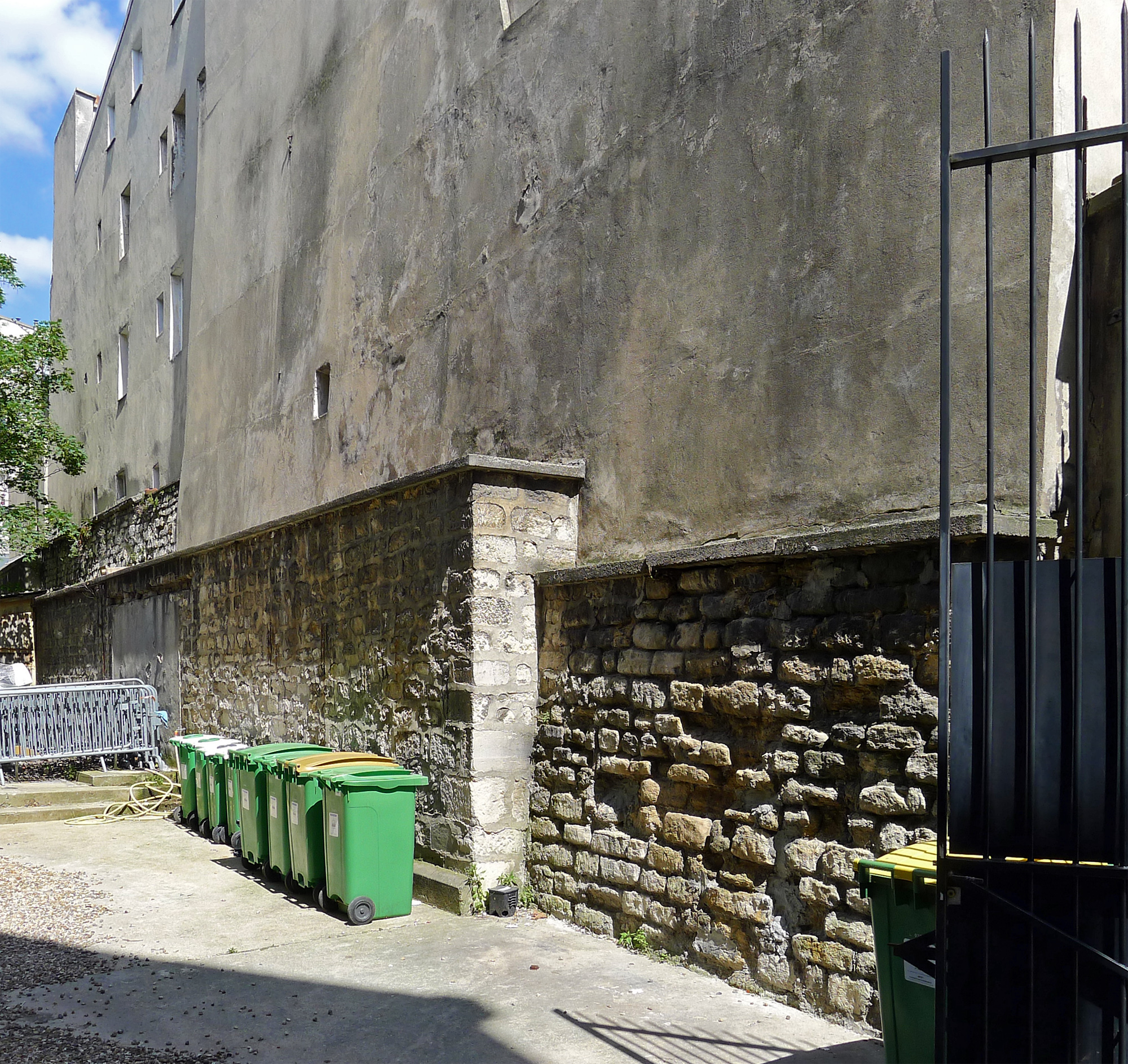
Vestiges adossés au mur côté cour de l'immeuble.
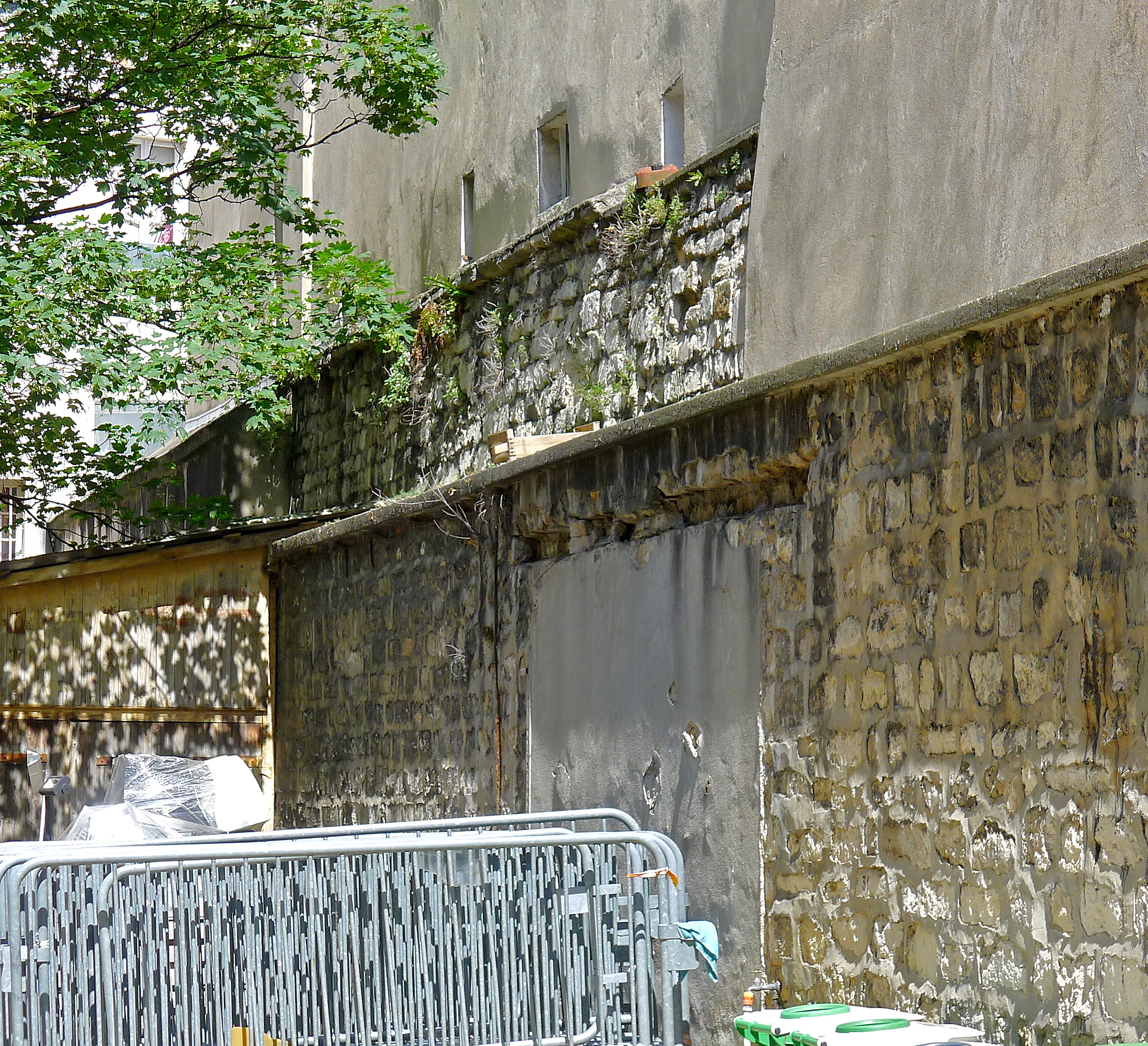
Détail.

- 6e arrondissement :
  - Cour du Commerce-Saint-André, cour de Rohan[53]
  - 11 quai de Conti[54]
  - 34 rue Dauphine, passage Dauphine, 35 rue Mazarine[55]
  - 13 rue de Nesle, impasse de Nevers, 27, 29 rue Guénégaud[56]

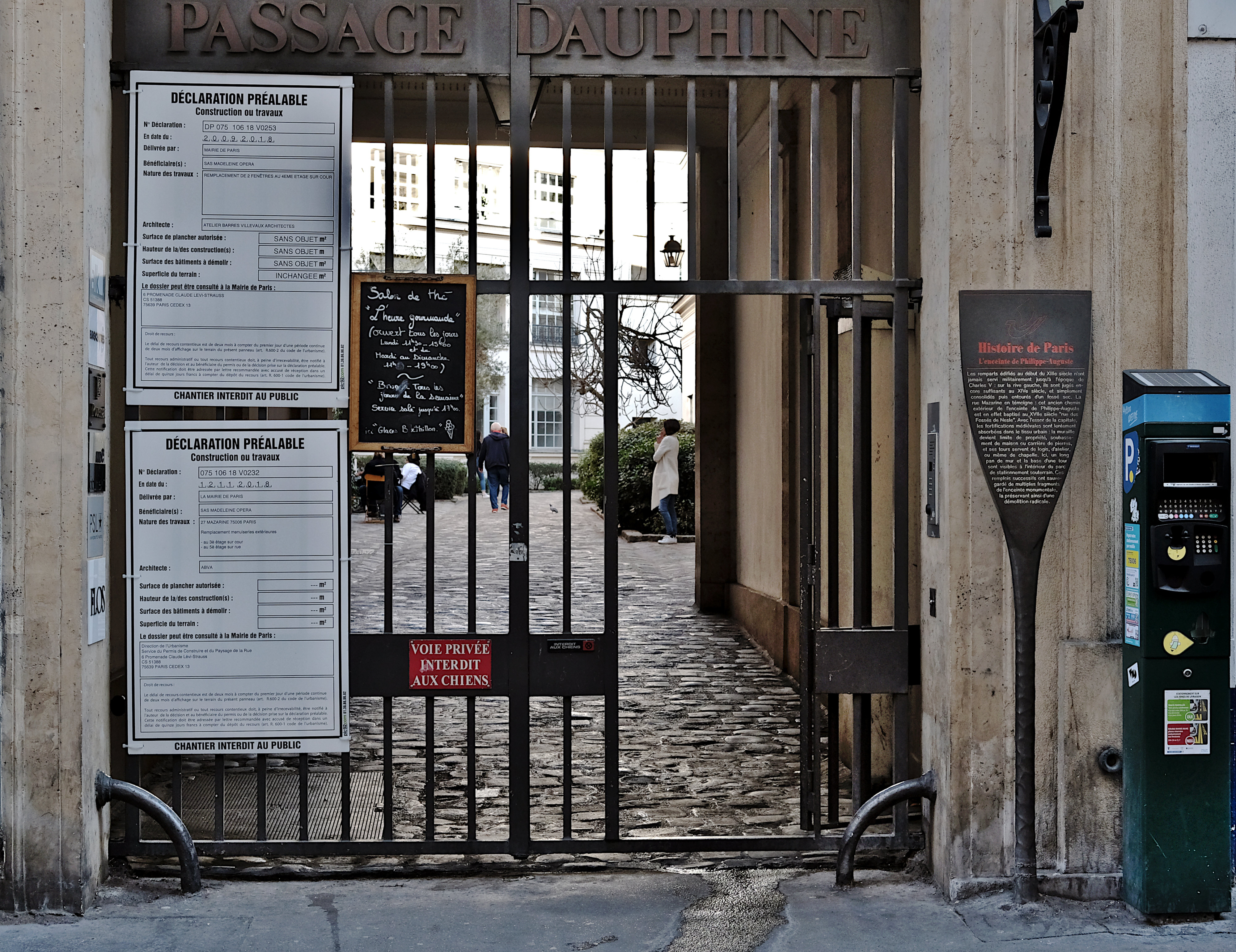
Entrée du passage Dauphine, côté rue Mazarine.
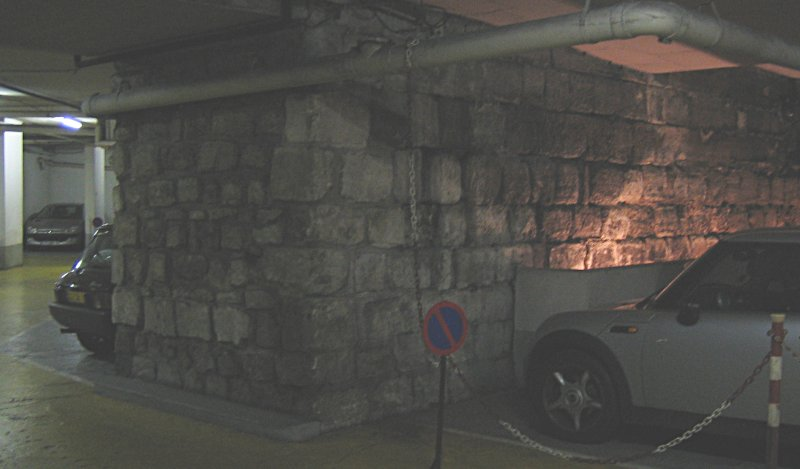
Un reste de l'enceinte de Philippe Auguste dans le parking Mazarine, rue de l'Ancienne-Comédie.
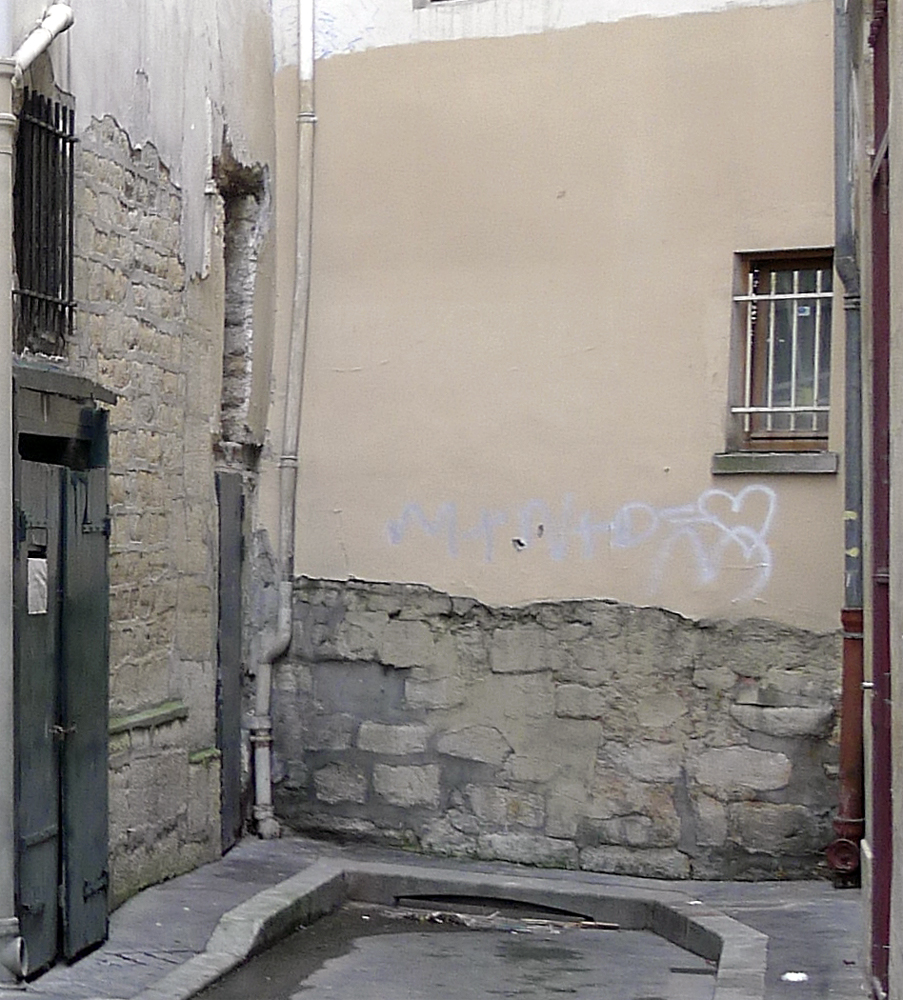
Impasse de Nevers.
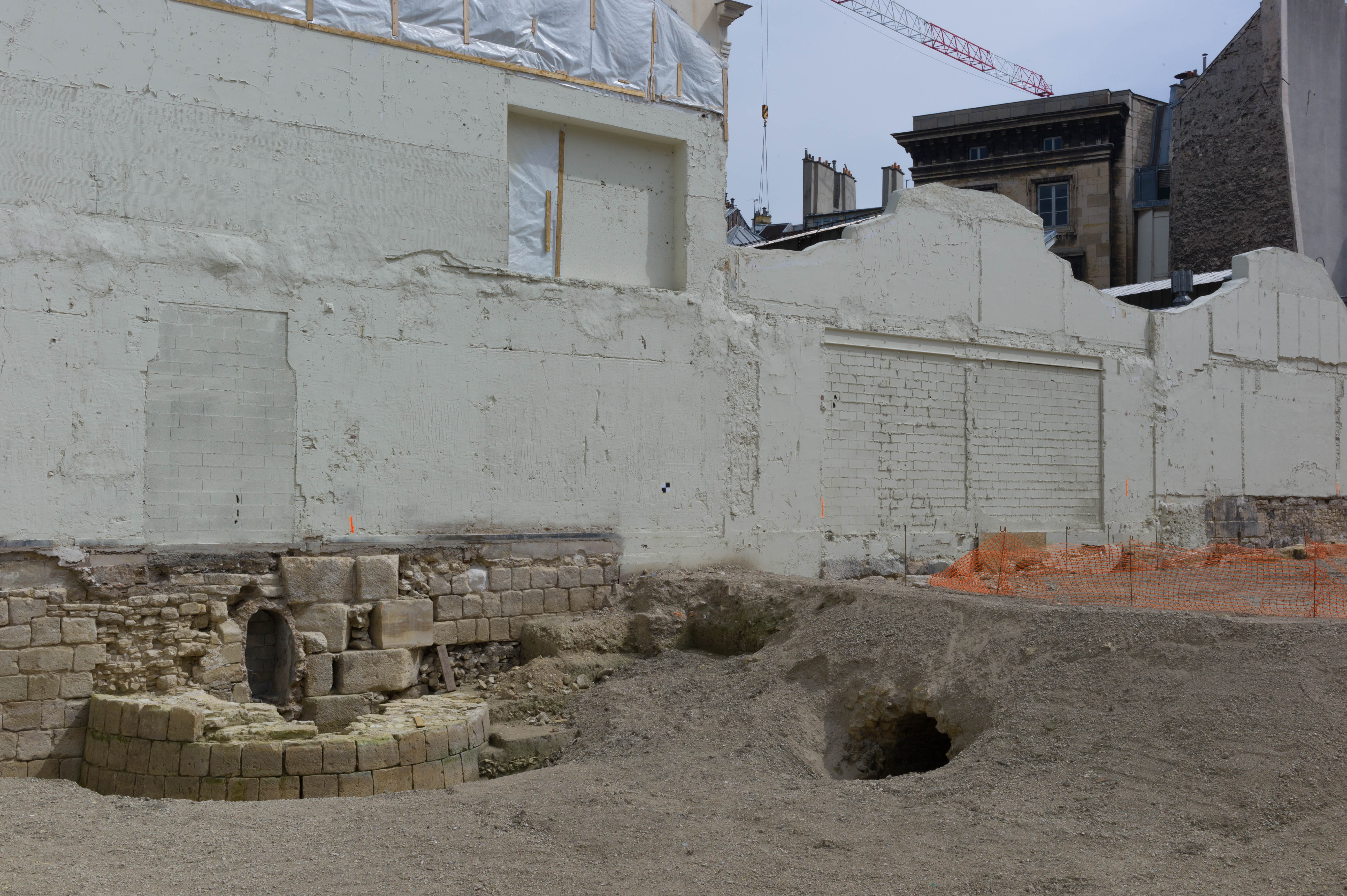
Base d'une tour de l'enceinte de Philippe Auguste, mise au jour lors des fouilles archéologiques dans l'Institut de France en 2015, avant la réalisation d'un nouveau bâtiment. L'enceinte marque la frontière entre l'Institut de France et la Monnaie de Paris. On voit également l'entrée d'un égout construit par Louis Le Vau dans les anciens fossés de l'enceinte, lors de la construction du Collège des Quatre-Nations au XVIIe siècle[57].